# Ciclones tropicais em 2022

Fotos de satélite dos 18 ciclones tropicais em todo o mundo que atingiram pelo menos a categoria 3 na escala Saffir-Simpson durante 2022, de Batsirai (superior esquerdo) em fevereiro para Darian (inferior direito) em dezembro. Entre eles, Nanmadol (segunda linha, última imagem à direita) foi o mais intenso com ventos sustentados de 1 minuto de 250 km/h e pressão mínima de 910 hPa.

Em 2022, os ciclones tropicais se formaram em sete grandes massas de água, comumente conhecidas como bacias de ciclones tropicais. Os ciclones tropicais serão nomeados por várias agências meteorológicas quando atingirem ventos máximos sustentados de 35 kn (65 km/h; 40 mph). Durante o ano, 132 sistemas se formaram, dos quais 86 foram nomeados. A tempestade mais forte até agora foi o tufão Nanmadol, com velocidades de vento sustentadas máximas de 195 km/h em 10 minutos. e uma pressão mínima de 910 hPa (27 inHg). O ciclone tropical mais mortífero até agora foi a tempestade tropical Megi, que causou 214 mortes nas Filipinas (excluindo 132 outros desaparecidos), enquanto o mais caro até agora foi o furacão Ian, que teve um dano total estimado de pelo menos $ 50,2 bilhões (2022 USD) depois de afetar Trinidade e Tobago, Venezuela, Colômbia, a parte ocidental das Grandes Antilhas e Sudeste dos Estados Unidos. Dois ciclones tropicais de categoria 5 se formaram até agora em 2022.
Os ciclones tropicais são monitorados principalmente por dez centros de alerta em todo o mundo, designados como Centro Meteorológico Especializado Regional (RSMC) ou Centro de Alerta de Ciclone Tropical (TCWC) pela Organização Meteorológica Mundial (OMM). Esses dez centros são o Centro Nacional de Furacões (NHC) e o Centro de Furacões do Pacífico Central (CPHC), Agência Meteorológica do Japão (JMA), Departamento Meteorológico Indiano (IMD), Météo-France (MFR), Meteorologia, Climatologia e Agência Geofísica da Indonésia (BMKG), o Australian Bureau of Meteorology (BoM), o National Weather Service de Papua Nova Guiné (PNGNWS), o Fiji Meteorological Service (FMS) e o MetService da Nova Zelândia. Os centros de alerta não oficiais, mas ainda notáveis, incluem a Administração de Serviços Atmosféricos, Geofísicos e Astronômicos das Filipinas (PAGASA; embora oficial nas Filipinas), o Joint Typhoon Warning Center (JTWC) dos Estados Unidos e o Centro Hidrográfico da Marinha do Brasil.

## Condições atmosféricas e hidrológicas globais
Espera-se que a La Niña que começou no quarto trimestre de 2021 continue pelo menos no primeiro trimestre de 2022, com 87% de chance de persistir entre o período de dezembro de 2021 a fevereiro de 2022. Em 10 de março, a NOAA divulgou uma atualização sobre as condições ENSO no Pacífico, na atualização a La Niña é favorecido para continuar no verão do Hemisfério Norte com 53% de chance de persistir durante o período de junho a agosto de 2022, e com 40 a 50% de chance de La Niña ou ENSO-neutro durante o outono do Hemisfério Norte.

## Resumo

### Oceano Atlântico Norte

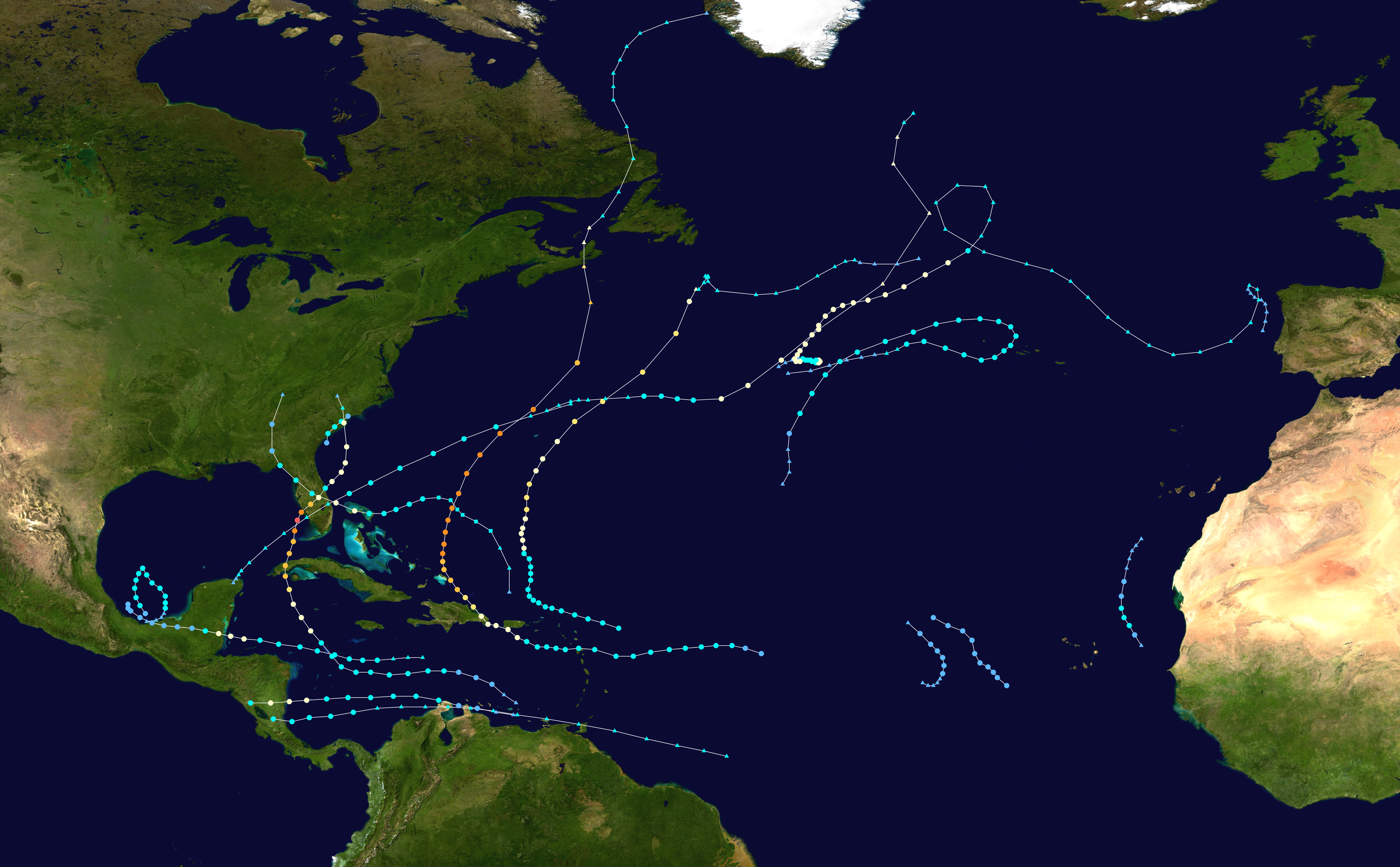
Mapa resumido da temporada de furacões de 2022 no Atlântico

A temporada começou em 31 de maio, quando uma área de baixa pressão se formou perto da Península de Iucatã, parcialmente relacionada à bacia do Pacífico como os remanescentes de Agatha. Dois dias depois, o NHC emitiu alertas de tempestade tropical para Cuba e partes da Flórida e também designou o sistema como Ciclone Tropical Potencial 01L. À medida que se afastava da Flórida, o sistema se intensificou em uma tempestade tropical a leste do estado e recebeu o nome de Alex, tornando-se a primeira tempestade nomeada na bacia do Atlântico. O precursor de Alex matou 4 pessoas em Cuba devido a inundações. Alex também causou danos menores na Flórida e nas Bermudas. Em 6 de junho, Alex fez a transição para um ciclone pós-tropical devido às águas mais frias e à perda de características tropicais. Os remanescentes de Alex viajaram mais tarde pelo Atlântico Norte em direção ao norte da Europa, trazendo fortes ventos fortes. A formação de Alex em 5 de junho também tornou a primeira temporada desde 2014 a não ter uma pré-temporada chamada tempestade.
Em 23 de junho, uma onda tropical que se originou na costa da África produzindo uma grande mas desordenada área de aguaceiros e trovoadas e o NHC classificou o sistema como Invest 94L. Dois dias depois, o distúrbio moveu-se ao longo de uma trilha de oeste a oeste-noroeste em direção às Ilhas de Barlavento mais ao sul. Em 27 de junho, o NHC designou o sistema como Ciclone Tropical Potencial 02L devido à ameaça que o sistema representava para as Pequenas Antilhas e a região norte da Venezuela. À medida que o distúrbio avançava para a costa da América Central na manhã de 1 de julho, tornou-se suficientemente organizado para ser classificado como uma tempestade tropical e recebeu o nome de Bonnie. Bonnie atingiu a costa perto da fronteira Costa Rica-Nicarágua antes de cruzar para a bacia do Pacífico Leste, marcando a primeira vez que um ciclone tropical sobreviveu ao cruzamento do Atlântico para o Pacífico desde o furacão Otto em 2016.

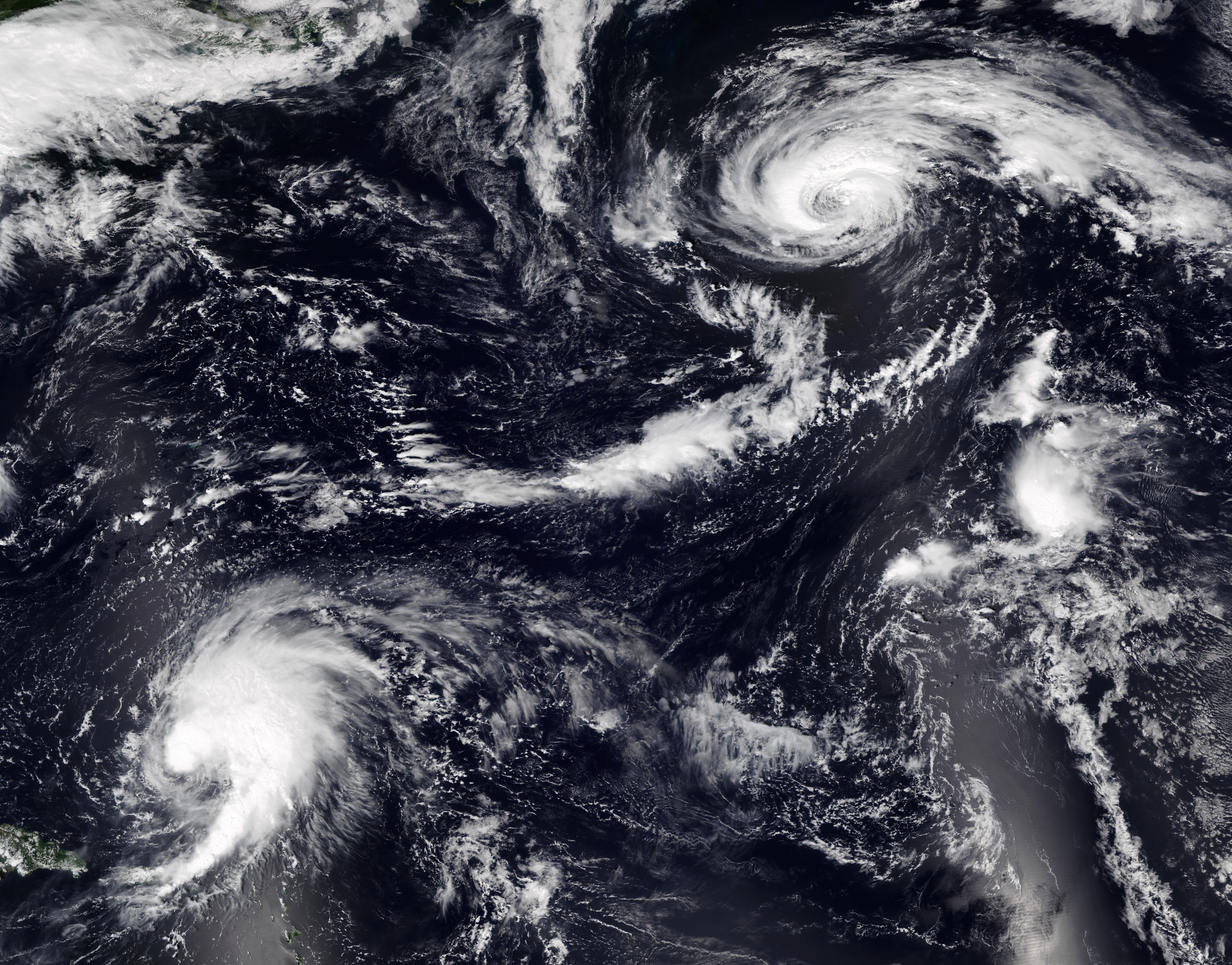
A tempestade tropical Earl (canto inferior esquerdo) e o furacão Danielle (canto superior direito), ambos ativos simultaneamente em 5 de setembro de 2022.

No mesmo dia, formou-se uma área de baixa pressão na costa de Savannah, na Geórgia, o que levou o NHC a classificar o sistema como Invest 96L. No dia seguinte, o sistema foi designado como uma tempestade tropical e recebeu o nome de Colin ao se aproximar da Carolina do Norte. A maioria das fortes chuvas e ventos fortes de Colin permaneceram sobre o Atlântico devido à sua proximidade com a costa e cisalhamento noroeste de cerca de 40 km/h (25 mph). Colin então se enfraqueceu em uma depressão tropical antes de se dissipar em 3 de julho no leste da Carolina do Norte.

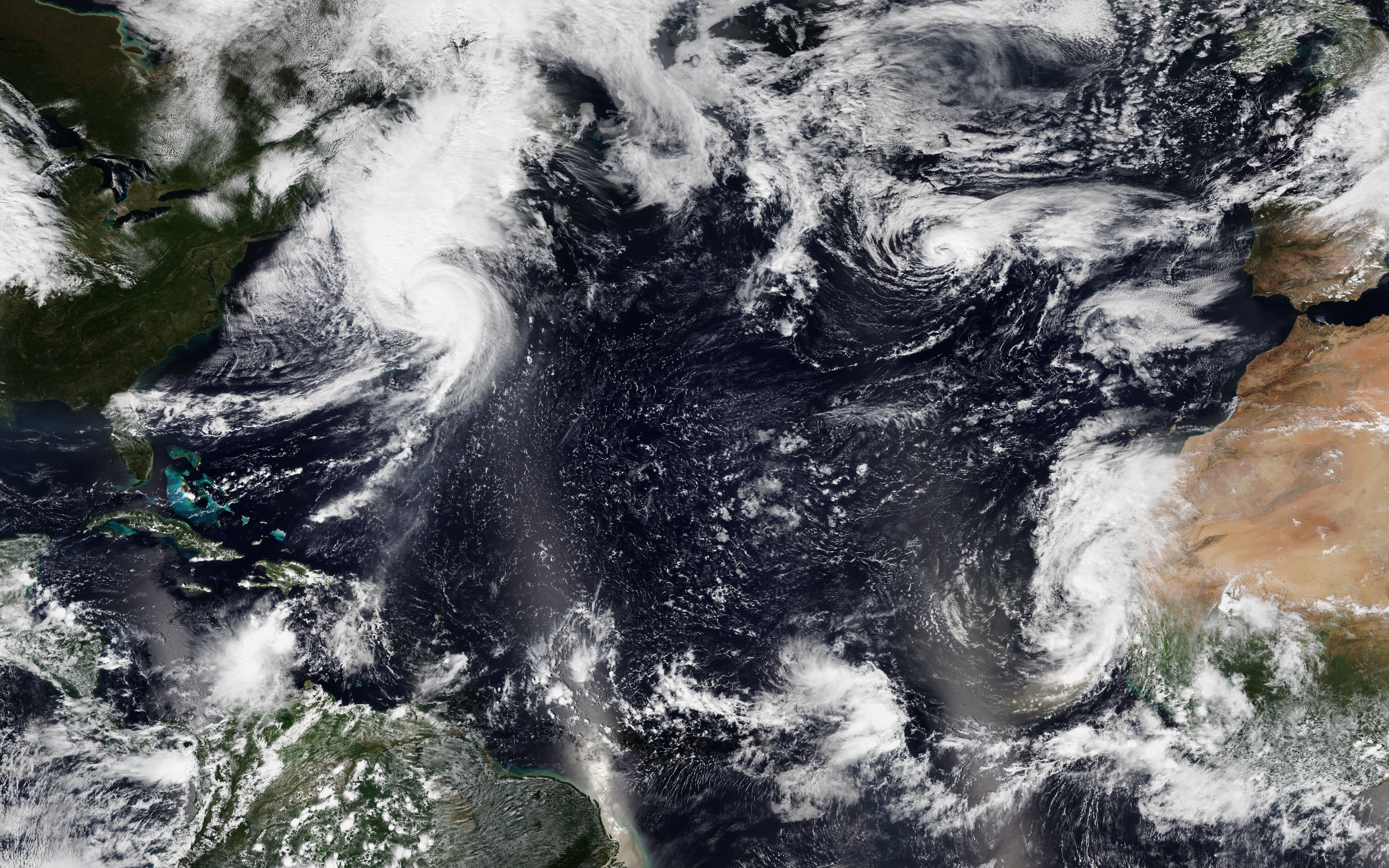
Quatro ciclones tropicais ativos simultaneamente em 23 de setembro, Fiona (esquerda), Gaston (centro superior direito), Hermine (canto inferior direito) e uma depressão que mais tarde se tornaria Ian (canto inferior esquerdo).

Pela primeira vez desde 1997, nenhum ciclone tropical se formou na bacia durante o mês de agosto. Este período de silêncio terminou em 1 de setembro, quando uma depressão tropical se formou a oeste dos Açores. A depressão acabou se organizando em uma tempestade tropical e foi nomeada Danielle pelo NHC no mesmo dia. Danielle mais tarde se fortaleceu no primeiro furacão da temporada no Atlântico da bacia no dia seguinte. Após a formação de Danielle, outra depressão tropical se formou a leste das Ilhas Sotavento em 2 de setembro. A depressão se transformou em uma tempestade tropical no dia seguinte e foi batizada de Earl pelo NHC. Earl se intensificou ainda mais no segundo furacão da bacia. Earl atingiu seu pico de intensidade como um furacão de categoria 2 e tornou-se extratropical perto da ilha de Terra Nova. Earl matou duas pessoas em Porto Rico e causou pequenas inundações ao longo da costa canadense. Danielle, por outro lado, permaneceu sobre o Atlântico Norte e não afetou nenhuma massa de terra. Em 12 de setembro, o NHC começou a monitorar uma baixa tropical no Atlântico central em busca de desenvolvimento potencial. Dois dias depois, a baixa tornou-se mais bem organizada e foi designada como Depressão Tropical Sete pelo NHC. A depressão ainda se organizou e recebeu o nome de Fiona. Fiona se intensificou ainda mais no terceiro furacão da bacia em 18 de setembro e atingiu Porto Rico e a República Dominicana. Fiona então rumou para o norte e mais tarde atingiu seu pico de intensidade como um furacão de categoria 4, tornando-se o primeiro grande furacão da temporada. Fiona então se tornou um ciclone pós-tropical e mais tarde atingiu a Nova Escócia. Ao todo, pelo menos 19 mortes foram atribuídas a Fiona. Em Porto Rico, que ainda se recuperava dos efeitos do Furacão Maria em 2017, foram registradas 16 mortes. Em Guadalupe, República Dominicana e Canadá, também foi registrada uma morte em cada país. Fiona também foi notável por ter a pressão central mais baixa de 932 mbars em uma latitude norte desde 1979. Em 16 de setembro, o NHC começou a monitorar uma onda tropical sobre o Atlântico tropical central em busca de potencial desenvolvimento. A baixa gradualmente se organizou nos dias seguintes e mais tarde foi designada como Depressão Tropical Oito em 20 de setembro. Ele se intensificou ainda mais em uma tempestade tropical e mais tarde foi nomeado Gaston no mesmo dia. Além disso, o NHC começou a rastrear outra onda tropical localizada a leste das Ilhas de Barlavento. Em 23 de setembro, a baixa foi capaz de formar uma circulação bem definida que resultou no NHC para classificar o sistema como Depressão Tropical Nove. A depressão foi então chamada de Ian no dia seguinte. Em 27 de setembro, Ian começou a se intensificar rapidamente e atingiu o oeste de Cuba como um furacão de categoria 3. Ian então emergiu da costa de Cuba e entrou no Golfo do México antes de se fortalecer ainda mais em um furacão de categoria 4 de ponta. Ian então atingiu a Flórida, empatando como o quinto furacão mais forte já registrado a atingir a costa nos Estados Unidos contíguos. Depois de fazer seu segundo landfall no sudoeste da Flórida, Ian enfraqueceu rapidamente em uma tempestade tropical antes de voltar para o Atlântico, onde a tempestade se intensificou novamente em um furacão e atingiu a Carolina do Sul. Ian causou danos catastróficos em todo o sudoeste da Flórida, principalmente devido a inundações devido a fortes tempestades e chuvas. O furacão matou pelo menos 140 pessoas em todo o Sudeste dos Estados Unidos, principalmente na Flórida, nas Carolinas e em Cuba. Em 22 de setembro, o NHC começou a rastrear uma onda tropical na costa Oeste da África. A baixa rapidamente se organizou e foi nomeado Hermine pelo NHC. Hermine teve duração curta e se dissipou em 25 de setembro devido ao cisalhamento do vento. Apesar de sua curta duração, o Hermine era conhecido por atingir força de tempestade tropical por estar localizado entre as ilhas de Cabo Verde e a costa da África. Em 21 de setembro, o NHC começou a monitorar uma onda tropical localizada a oeste-sudoeste das ilhas de Cabo Verde para possível desenvolvimento. A depressão foi classificada como Depressão Tropical Onze após mostrar alguns sinais de organização em 28 de setembro. No entanto, a depressão permaneceu mal organizada e dissipou-se em pleno Atlântico no dia seguinte. Perto do final de setembro, o NHC começou a monitorar outra onda tropical que emergiu na costa oeste da África para potencial desenvolvimento. Foi então classificado como Depressão Tropical Doze depois que sua estrutura se tornou ligeiramente organizada em 4 de outubro. No entanto, a depressão também durou pouco e se dissipou três dias depois devido à influência do forte cisalhamento do vento.

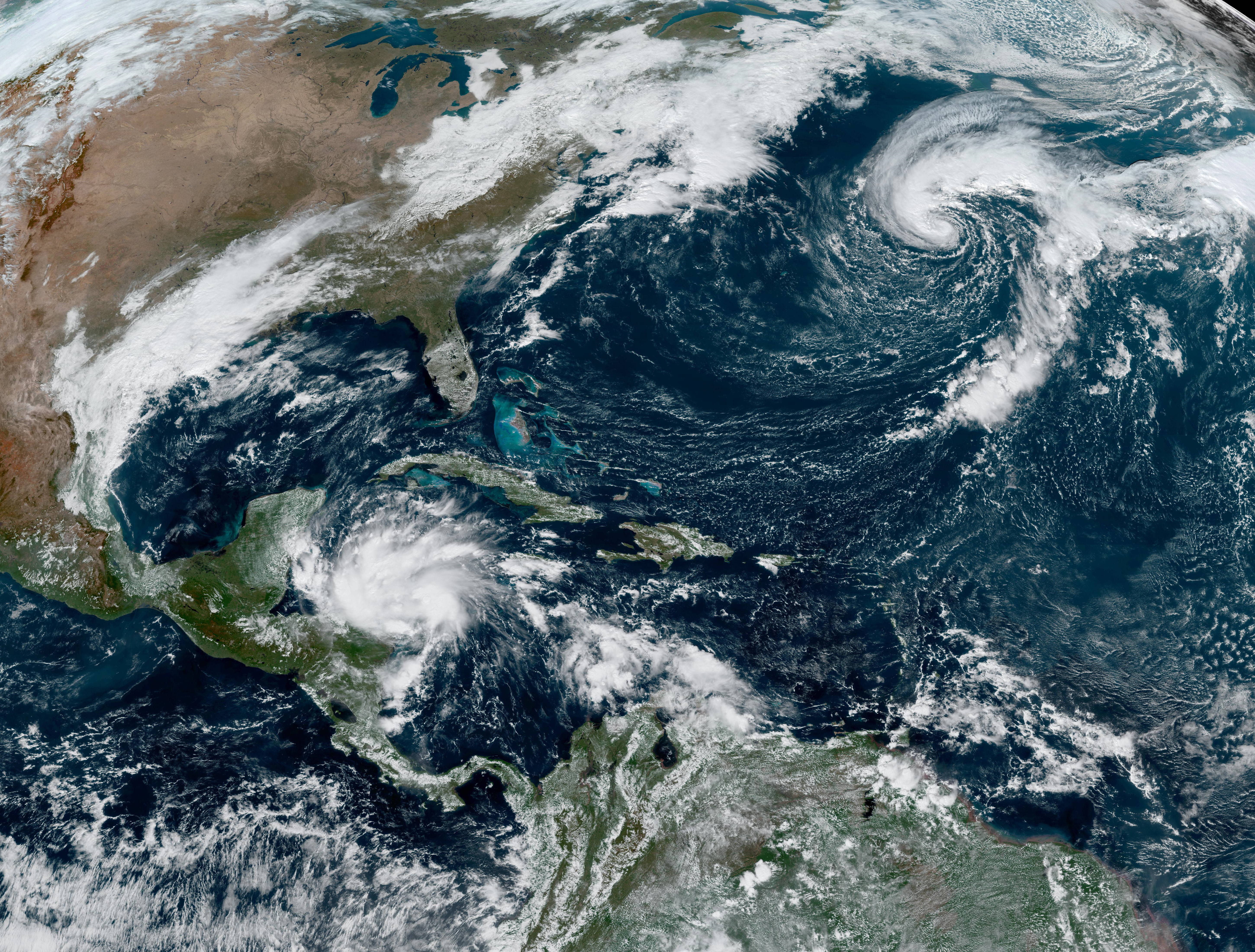
Tempestade tropical Lisa (fundo esquerdo) e Furacão Martin (acima direita) ambos ativos simultaneamente em 1 de novembro de 2022.

Em 2 de outubro, o NHC começou a monitorar uma onda tropical localizada no Atlântico central. Quando a onda começou a se aproximar do sul das Ilhas de Barlavento, o NHC iniciou alertas sobre ela como Ciclone Tropical Potencial Treze em 6 de outubro. À medida que a depressão avançava pela Península de Guajira no dia seguinte, o sistema se intensificou em uma tempestade tropical chamada Julia. Julia então se intensificou ainda mais em um furacão em 8 de outubro e atingiu seu pico de intensidade como um furacão de categoria 1 com uma pressão central mínima de 982 mbars. Em seguida, atingiu a Nicarágua, na mesma intensidade. Julia então deixou a bacia do Atlântico e entrou no Pacífico Oriental como uma tempestade tropical antes de se tornar um remanescente de baixa costa da Guatemala em 10 de outubro. Julia foi um furacão bastante mortal, pois matou pelo menos 91 pessoas, principalmente na Venezuela e na  América Central. Adicionalmente, Julia foi a segunda tempestade da temporada a sobreviver ao cruzamento entre a bacia do Atlântico-Pacífico, depois de Bonnie em julho. Em 10 de outubro, o NHC começou a monitorar uma área de clima perturbado localizada ao norte da dissipação da tempestade tropical Julia. A baixa posteriormente moveu-se sobre a Baía de Campeche, onde o sistema rapidamente se organizou na tempestade tropical Karl no dia seguinte. A duração útil de Karl foi bastante curta, pois o sistema estagnou no Golfo do México antes de enfraquecer rapidamente em uma depressão tropical e se dissipar em 15 de outubro no sul do México. Karl causou inundações moderadas no México, que danificaram várias infraestruturas na região. A tempestade também matou pelo menos três pessoas. Em 28 de outubro, o NHC começou a monitorar uma área de baixa pressão desenvolvida no sudeste do Caribe. Três dias depois, a depressão se transformou em uma tempestade tropical, que foi então chamada de Lisa. Lisa se fortaleceu ainda mais em um furacão em 2 de novembro, antes de atingir Belize. Lisa então enfraqueceu rapidamente para o interior antes de emergir na Baía de Campeche. Os remanescentes de Lisa se dissiparam em 5 de novembro sem se intensificar ainda mais. Lisa causou danos moderados ao longo de seu caminho, embora nenhuma morte tenha sido relatada pelo furacão.
No último dia de outubro, o NHC começou a monitorar uma baixa pressão localizada no Atlântico para um possível desenvolvimento. Em 1 de novembro, uma convecção profunda se desenvolveu perto do centro do sistema, o que resultou na formação de Martin. Martin mais tarde se fortaleceu em um furacão enquanto se dirigia para o nordeste. Em seguida, fez a transição para um ciclone pós-tropical, mantendo a sua força em 3 de novembro, sobre o Atlântico Norte. Martin então se aproximou da Irlanda como uma tempestade de vento europeia antes de se dissipar. Em 4 de novembro, o NHC começou a monitorar uma área no nordeste do Mar do Caribe, onde se esperava que um grande sistema não tropical de baixa pressão se desenvolvesse dentro de alguns dias. No dia seguinte formou-se uma zona de baixa pressão a norte de Porto Rico, que produzia aguaceiros desorganizados e trovoadas. Em 7 de novembro, o distúrbio foi classificado como tempestade subtropical e recebeu o nome de Nicole. A estrutura de Nicole melhorou ainda mais e foi classificada como tempestade tropical no dia seguinte. Em seguida, passou pelas Bahamas antes de se tornar um furacão e mais tarde atingir a Flórida, mantendo sua força. Nicole então rumou para o norte em direção a Geórgia antes de se dissipar sobre a [Virgínia Ocidental]]. Apesar de Nicole ser relativamente fraca, seu grande tamanho causou grandes danos em seu caminho, incluindo partes da Flórida que já havia sido devastada por Furacão Ian seis semanas antes. 11 mortes também foram relatadas pelo furacão.

### Oceanos Pacífico Oriental e Central

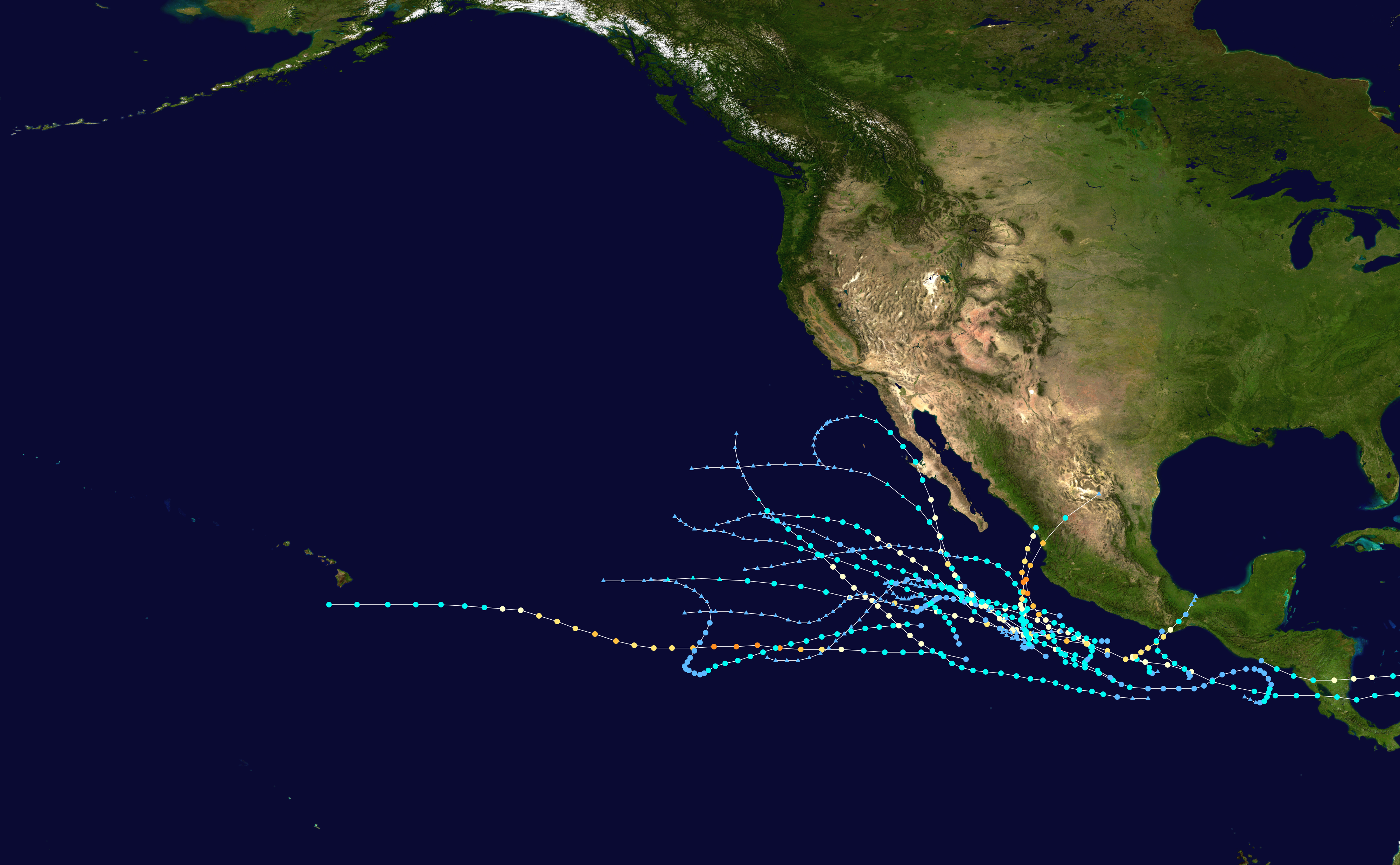
Mapa resumido da temporada de furacões de 2022 no Pacífico

Em 22 de maio, o NHC monitorou uma área de baixa pressão localizada a vários quilômetros da costa do México em busca de desenvolvimento potencial. Em 28 de maio, o sistema acabou se transformando em uma depressão tropical que se tornou a primeira tempestade na bacia e foi designada como Um-E pelo NHC. Mais tarde, o sistema se fortaleceu em uma tempestade tropical e foi nomeado Agatha. Além disso, Agatha se intensificou no primeiro furacão da bacia. Agatha atingiu seu pico de intensidade como um furacão de categoria 2 e atingiu a costa perto de Puerto Angel, no México, com ventos de até 169 km/h (105 mph). Isso fez do Agatha o furacão mais forte a atingir a costa durante o mês de maio na bacia.

Terra em 21 de junho apresentando a tempestade tropical Celia (centro-esquerda) e Blas em degeneração (esquerda) ao sul da península de Baja California e uma área de baixa pressão que mais tarde se tornou Bonnie (extrema direita) na costa da África.

Na primeira semana de junho, o NHC observou pela primeira vez uma área de baixa pressão que se formou no Golfo de Tehuantepec e designou o sistema como Invest 92E. Em 11 de junho, o distúrbio tornou-se mais organizado e o sistema foi reclassificado como Depressão Tropical Dois-E três dias depois pelo NHC. Mais tarde, a depressão se intensificou para uma tempestade tropical e foi chamada de Blas, que se tornou a segunda tempestade nomeada na bacia do Pacífico Oriental. Blas se intensificou ainda mais no segundo furacão da bacia. A estrutura de Blas continuou a melhorar, desenvolvendo um olho de nível médio nas porções ocidentais do ciclone. Em 18 de junho, Blas enfraqueceu em uma tempestade tropical devido a condições desfavoráveis, causando a deterioração da estrutura de Blas junto com sua convecção profunda. Dois dias depois, Blas fez a transição para um ciclone pós-tropical e se dissipou em 24 de junho. Blas causou quatro mortes, duas em Guerrero e duas em Puebla, no México. Além disso, seis pessoas morreram em El Salvador devido a fortes chuvas relacionadas ao distúrbio precursor de Blas e outros sistemas climáticos. Nenhum alerta ou aviso costeiro foi colocado em vigor para Blas. Por precaução, os portos do sul do México, uma área que ainda se recupera dos impactos do Furacão Agatha 19 dias antes, fecharam em 16 de junho. Em 11 de junho, outra área de baixa pressão se formou na costa da América Central, o que levou o NHC a designar o sistema como Invest 93E. Dois dias depois, um vale de baixa pressão se formou a algumas centenas de quilômetros a sudoeste da costa da Nicarágua. Em 16 de junho, o sistema se intensificou em uma depressão tropical que foi então classificada como Três-E pelo NHC, enquanto se dirigia para o norte. Mais tarde, o sistema recebeu o nome de Celia depois de se tornar uma tempestade tropical. Um dia depois, Celia enfraqueceu para uma depressão tropical devido aos seus ventos de leste, o que resultou em cisalhamento moderado do vento enquanto se movia para oeste-sudoeste nos dias seguintes devido ao fluxo de direção de uma cordilheira de nível médio ao norte. Em 21 de junho, Celia se fortaleceu novamente em uma tempestade tropical. Depois de traçar um paralelo com a costa mexicana, Celia mais uma vez enfraqueceu em uma depressão tropical onde perdeu a maior parte de sua convecção significativa.

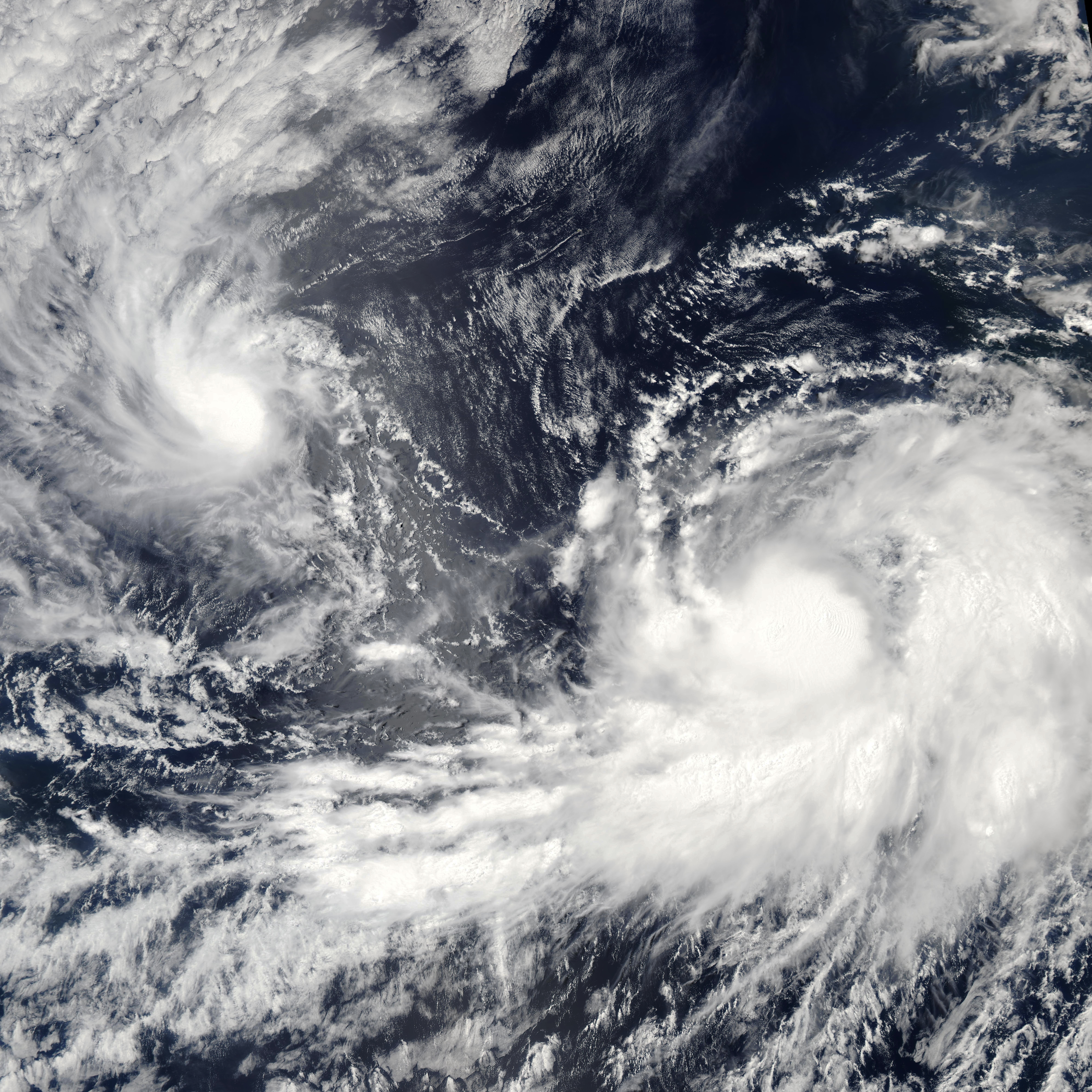
A tempestade tropical Frank (à direita) e a tempestade tropical Georgette (à esquerda), ambas ativas consecutivamente em 28 de julho de 2022.

Em 2 de julho, Bonnie entrou na bacia do Pacífico vindo da bacia do Atlântico como uma tempestade tropical. Bonnie se tornou o primeiro ciclone tropical a sobreviver ao cruzamento do Atlântico para o Pacífico desde o furacão Otto em 2016. Bonnie mais tarde se fortaleceu no terceiro furacão da bacia e mais tarde se tornou o primeiro grande furacão na bacia. Bonnie atingiu seu pico de intensidade como um furacão de categoria 3 ao se aproximar da costa do México. Em seguida, enfraqueceu para uma tempestade pós-tropical em 9 de julho perto da bacia do Pacífico Central. Em 5 de julho, outra área de baixa pressão se formou ao sul da costa da América Central, onde o NHC classificou o sistema como Invest 95E. A baixa tornou-se melhor organizada em 9 de julho, junto com um denso nublado central crescente se formando perto do centro. Mais tarde naquele dia, concluiu ainda que o distúrbio provavelmente desenvolveu uma circulação fechada e foi designado como 05E. Logo, o sistema se intensificou em uma tempestade tropical e foi nomeado Darby. Dois dias depois, Darby se intensificou no quarto furacão da bacia e, além disso, no segundo maior furacão da bacia. Darby atingiu seu pico de intensidade como um furacão de categoria 4 enquanto adquiria características de furacão anular ao mesmo tempo. Darby então entrou na bacia do Pacífico Central em 14 de julho e passou ao sul da Ilha Grande do Havaí antes de se dissipar em 17 de julho. Em 7 de julho, o NHC começou a monitorar uma área de baixa pressão ao sul da costa da América Central em busca de potencial desenvolvimento. O NHC classificou a baixa como Invest 96E. Oito dias depois, o distúrbio tornou-se mais organizado e foi classificado como Depressão Tropical 06-E pelo NHC. Em 16 de julho, o sistema se fortaleceu em uma tempestade tropical onde foi nomeado Estelle. Um dia depois, Estelle se tornou o quinto furacão da bacia. No entanto, devido às condições desfavoráveis e forte cisalhamento do vento, Estelle não conseguiu se fortalecer ainda mais e atingiu seu pico de intensidade como um furacão de categoria 1. Em 19 de julho, Estelle foi rebaixado para uma tempestade tropical onde seu centro estava localizado ao norte da Ilha Clarion. Dois dias depois, Estelle se dissipou ao se afastar da costa mexicana. Em 21 de julho, uma área de baixa pressão se desenvolveu na costa sul de El Salvador e Guatemala, e o NHC classificou a baixa como Invest 97E. Cinco dias depois, depois que a convecção profunda se desenvolveu no centro da perturbação e se tornou mais organizada, ela foi designada como Depressão Tropical 07-E pelo NHC. Mais tarde, o sistema tornou-se gradualmente mais organizado e foi nomeado Frank pelo NHC. A tempestade mais tarde se intensificou no sexto furacão da bacia quatro dias depois. Frank não conseguiu se fortalecer ainda mais (como um grande furacão) devido ao cisalhamento do vento e às águas mais frias, o que causou o enfraquecimento do sistema. Em vez disso, Frank atingiu seu pico de intensidade como um furacão de categoria 1. Lentamente continuou a diminuir as temperaturas do mar e Frank começou a enfraquecer até que foi rebaixado como uma tempestade tropical em 1 de agosto. Frank continua enfraquecendo ainda mais como um ciclone pós-tropical um dia depois, antes de desaparecer em 5 de agosto. Seguido pelo Invest 97E, o NHC começou a monitorar outra área de baixa pressão localizada a sudoeste da costa sudoeste do México para possível desenvolvimento tropical em 25 de julho. O NHC classificou a baixa como Invest 98E. Em 27 de julho, o sistema se intensificou em uma depressão tropical e foi designado como Depressão Tropical 08-E pelo NHC. Mais tarde, a depressão se fortaleceu em uma tempestade tropical compacta, que recebeu o nome de Georgette. Georgette permaneceu como uma tempestade tropical durante sua vida útil e não conseguiu se fortalecer ainda mais devido ao forte cisalhamento do vento gerado pela saída da circulação do próximo furacão Frank. Em 2 de agosto, Georgette degenerou em um remanescente baixo sobre o oceano aberto, até que se dissipou em 6 de agosto.
Em 2 de agosto, o NHC começou a monitorar uma onda tropical produzindo chuvas e trovoadas generalizadas na América Central e nas águas adjacentes, antecipando que uma área de baixa pressão se formaria assim que se movesse sobre o Pacífico oriental. O NHC classificou a baixa como Invest 99E. Quatro dias depois, o distúrbio tornou-se suficientemente organizado para ser classificado como uma depressão tropical, que foi designada como Depressão Tropical 09-E pelo NHC. Em 7 de agosto, a depressão se fortaleceu em uma tempestade tropical que recebeu o nome de Howard. Howard atingiu seu pico de intensidade como um furacão de categoria 1 antes de sua convecção começar a entrar em colapso. Howard degenerou em uma baixa pós-tropical em 11 de agosto. Em 7 de agosto, o NHC começou a prever uma área de baixa pressão na costa sudoeste do México. A baixa acabou por se organizar melhor para ser classificada como uma depressão tropical. Apesar de estar sobre águas quentes, a depressão lutou para se intensificar devido ao cisalhamento moderado do vento. Mais tarde, uma explosão de convecção inesperada resultou na depressão se fortalecendo brevemente em uma tempestade tropical que foi então chamada de Ivette pelo NHC. A estrutura de Ivette mais uma vez entrou em colapso, o que resultou no enfraquecimento do sistema em uma depressão tropical. Ivette mais tarde degenerou em uma baixa remanescente em 16 de agosto.

Terra em 22 de setembro com Newton (centro-esquerda) e Madeline enfraquecendo a oeste de Newton na bacia do Pacífico. Adicionalmente com o furacão Fiona e Gaston (canto superior direito) na bacia do Atlântico.

No dia um de setembro, uma depressão tropical se formou na ponta sul da península de Baja California. O sistema posteriormente se fortaleceu em uma tempestade tropical no dia seguinte e foi nomeado Javier pelo NHC. A duração útil de Javier foi bastante curta e se dissipou em 4 de setembro quando ele entrou em águas mais frias. No mesmo dia, outra depressão tropical se organizou na costa do México. O sistema foi posteriormente nomeado Kay pelo NHC quando atingiu o status de tempestade tropical. Kay mais tarde se fortaleceu em um furacão em 5 de setembro. Kay atingiu seu pico de intensidade como um furacão de categoria 2, pois estava localizado na península de Baja California. Mais tarde, Kay voltou a se tornar um furacão de categoria 1 e atingiu a península de Baja California em 8 de setembro. A tempestade enfraqueceu ainda mais em uma tempestade tropical e degenerou em um ciclone pós-tropical a sudoeste de San Diego. Kay matou três pessoas ao longo do México e causou danos menores ao longo da península de Baja California. Além disso, as bandas externas de Kay atingiram o sul da Califórnia, o que trouxe ventos fortes e chuvas recordes principalmente no condado de San Diego. Em 11 de setembro, uma área de baixa pressão desorganizada se formou na costa sul do México. Quatro dias depois, o NHC classificou a baixa como Depressão Tropical Treze-E depois que ela se tornou mais bem definida com uma banda curva de formação de convecção. Em 16 de setembro, passou a se chamar Lester. Lester, no entanto, enfraqueceu novamente em uma depressão tropical e atingiu a costa ao longo da costa sudoeste do México na tarde de 17 de setembro, e se dissipou rapidamente. No mesmo dia, Madeline também se formou na costa do México. Madeline primeiro se aproximou da costa mexicana antes de se afastar do continente sem atingir a costa. Madeline enfraqueceu para uma mínima remanescente em 20 de setembro. No dia seguinte, Newton também se formou na costa do México. Newton rumou para o leste do México e enfraqueceu três dias depois sem afetar uma massa de terra. No entanto, o NHC continuou monitorando os restos de Newton para uma possível regeneração, pois estava localizado no Pacífico aberto. A baixa ligeiramente organizada antes de sua estrutura se deteriorar ainda mais e se dissipar completamente em 28 de setembro. No final de setembro, no dia 29, o NHC começou a monitorar outra depressão na costa do México em busca de desenvolvimento potencial. A depressão desenvolveu um centro bem definido no final daquele dia, tornando-se uma depressão tropical. Ele se desenvolveu ainda mais em uma tempestade tropical, que foi então chamada de Orlene no dia seguinte. Orlene então continuou a se intensificar em um furacão e atingiu seu pico de intensidade como um furacão de categoria 4 em 2 de outubro. Conforme o furacão se aproximava do México, Orlene encontrou forte cisalhamento do vento que resultou no enfraquecimento rápido do furacão. Orlene então atingiu o município de Escuinapa, Sinaloa, como um furacão de categoria 1 antes de enfraquecer rapidamente por terra em 4 de outubro. Apesar de Orlene causar inundações generalizadas e vários deslizamentos de terra na área, nenhuma vítima foi relatada.
Em 3 de outubro, Paine formou-se a sudoeste da ponta sul da península de Baja California. Paine teve duração curta e se dissipou dois dias depois sem afetar nenhuma massa de terra. Em 9 de outubro, o Furacão Julia da bacia do Atlântico entrou na bacia do Pacífico Oriental como uma tempestade tropical depois de atingir a Nicarágua. Julia, no entanto, permaneceu por terra e nunca emergiu no Oceano Pacífico antes de degenerar em um remanescente de baixo mar da Guatemala. Em 16 de outubro, o NHC começou a monitorar a costa sul do México, onde se esperava a formação de uma área de baixa pressão dentro de algumas semanas. A baixa acabou se formando produzindo uma grande área de aguaceiros e trovoadas. Quatro dias depois, o sistema se organizou em uma depressão tropical, que foi então classificada como Dezenove-E pelo NHC. No mesmo dia, a depressão atingiu o status de tempestade tropical que mais tarde foi batizada de Roslyn. Roslyn então alcançou o status de furacão no dia seguinte. Quando o furacão começou a se virar para a costa mexicana, Roslyn atingiu seu pico como um forte furacão de categoria 4 com ventos de até 210 km/h (130 mph). Roslyn então atingiu a costa como um furacão de categoria 3 antes de enfraquecer rapidamente por terra. Roslyn matou pelo menos 4 pessoas e causou danos moderados.

### Oceano Pacífico Noroeste

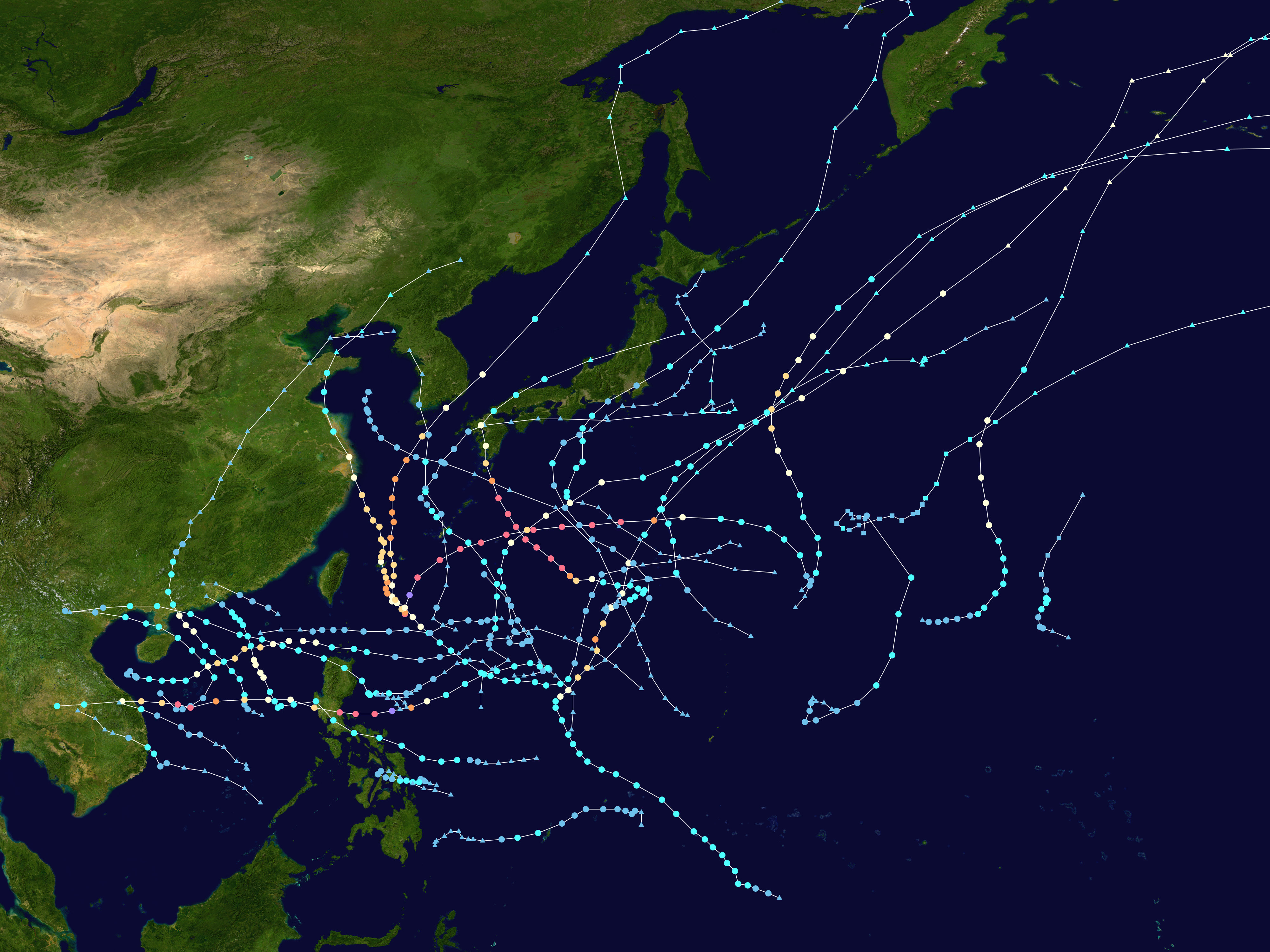
Mapa resumido da temporada de tufões do Pacífico de 2022

A temporada de tufões no Oceano Pacífico Ocidental começou em 29 de março, com a formação de uma depressão tropical a sudeste de Da Nang, no Vietname. O JTWC designou o sistema como 01W no dia seguinte. O sistema mais tarde atingiu o Vietnã continental e se dissipou logo depois. 01W matou pelo menos 6 pessoas e causou pequenas inundações no país.

Animação de dois ciclones tropicais presentes no Oceano Pacífico Ocidental entre 9 e 10 de abril: Megi (à esquerda) afetando as Filipinas e Malakas (à direita) intensificando-se a leste de Yap.

Em 6 de abril, uma depressão tropical se formou perto das Ilhas Carolinas e lentamente se intensificou na Depressão Tropical 02W. Dois dias depois, outra depressão tropical se formou a noroeste de Palau, que foi então chamada de Agaton pelo PAGASA. Em 10 de abril, o sistema se intensificou brevemente em uma tempestade tropical e foi nomeado Megi pela JMA. 02W, por outro lado, também se tornou uma tempestade tropical em 8 de abril e foi nomeada Malakas pela JMA, tornando-se a primeira tempestade nomeada na bacia. Além disso, Malakas entrou na Área de Responsabilidade das Filipinas e recebeu o nome de Basyang da PAGASA. Como Malakas se intensificou em uma forte tempestade tropical e mais tarde no primeiro tufão da bacia, Megi fez seu primeiro pouso na Ilha Calicoan. Megi então parou sobre o Golfo de Leyte, permitindo que caísse uma quantidade enorme de chuva sobre a região de Visayas. Em seguida, fez seu segundo pouso em Basey e Samar enquanto se movia lentamente. Megi também afetou grande parte do local onde o tufão Rai atingiu a mesma região quatro meses antes, piorando ainda mais sua condição. Em 29 de abril, Megi matou pelo menos 214 e deixou 132 pessoas desaparecidas nas Filipinas, principalmente devido a vários deslizamentos de terra e inundações severas. Isso fez do Megi o ciclone tropical mais mortal já registrado no mês de abril nas Filipinas. Megi então foi assimilado no fluxo de saída dos Malakas muito maiores, que então se intensificaram para um tufão equivalente à categoria 4 tímido da força do supertufão. Malakas então se dirigiu para o nordeste em direção ao Japão e atingiu as Ilhas Bonin antes de passar para o leste do país. Em seguida, fez a transição para um ciclone extratropical em 15 de abril. Seus remanescentes afetaram posteriormente partes do Alasca.

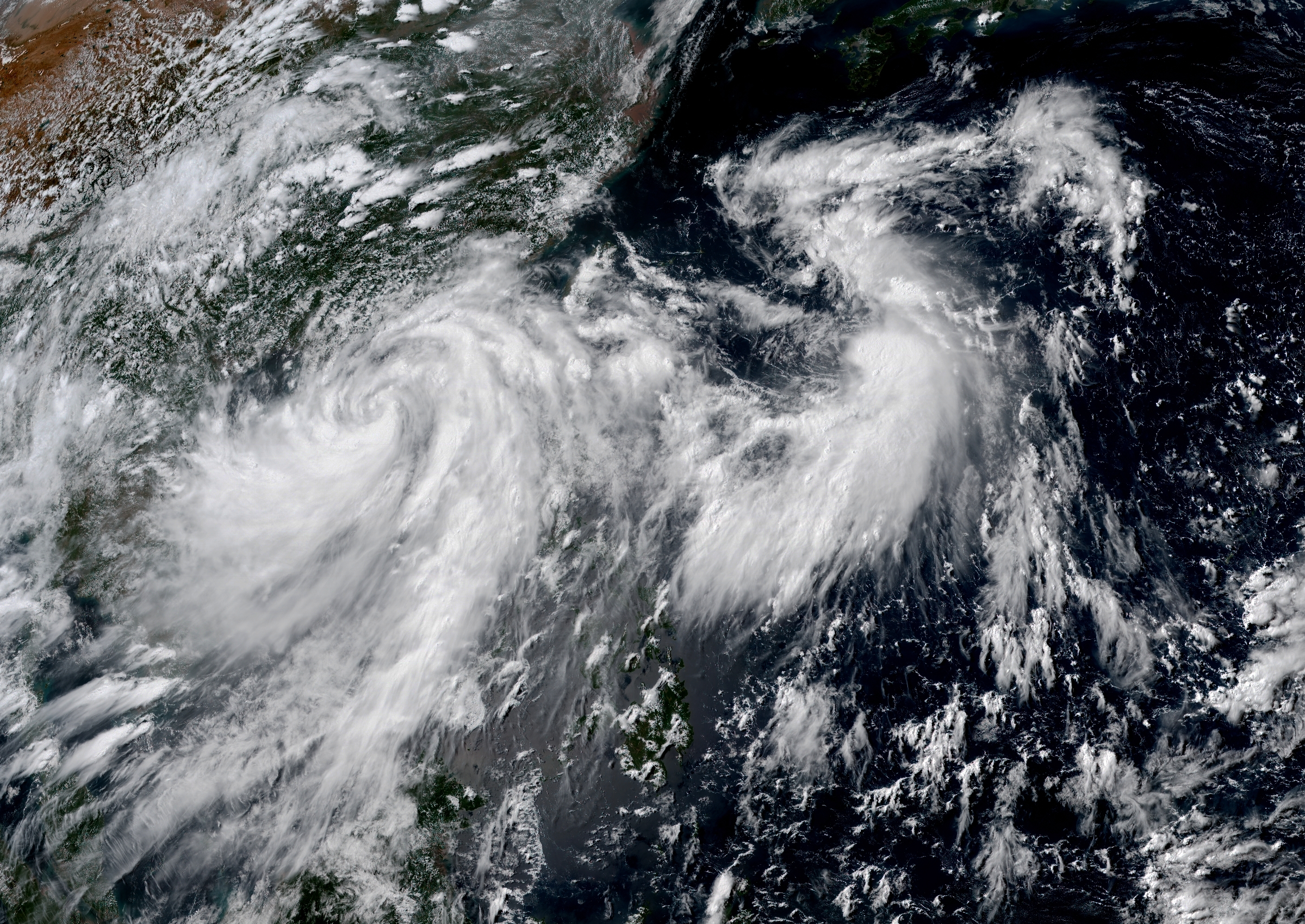
Tufão Chaba (esquerda) se intensificando no Mar da China Meridional, enquanto a tempestade tropical Aere (direita) se forma no Mar das Filipinas em 1 de julho.

Após quase um mês de inatividade, uma depressão tropical se formou a nordeste de Mindanau em 30 de maio, mas se dissipou no mesmo dia. Então, em 28 de junho, após mais um mês de inatividade, uma depressão tropical se formou a oeste de Lução, onde o PAGASA nomeou o sistema como Caloy, seguido pelo JTWC que designou o sistema como Invest 97W. Dois dias depois, o sistema foi designado como 04W pelo JTWC, pois se tornou uma depressão tropical. O JMA mais tarde nomeou o sistema Chaba, que se intensificou em uma tempestade tropical no Mar da China Meridional em 30 de junho. Chaba continuou a se intensificar no Mar da China Meridional, sendo posteriormente transformado em uma forte tempestade tropical a leste de Hainan. As bandas de chuva externas de Chaba geraram pelo menos três tornados, que afetaram Shantou, Chaozhou e Foshan. Um dia depois, Chaba se intensificou em um tufão de categoria 1 antes de atingir Maoming. Pouco depois do landfall, Chaba perdeu seu status de tufão e foi rebaixado para uma tempestade tropical severa e para uma tempestade tropical, respectivamente, pelo JMA e pelo JTWC. Chaba então se dissipou em 4 de julho ao se aproximar da China Central. Chaba matou pelo menos 12 pessoas quando um guindaste afundou na costa de Hong Kong. Os remanescentes de Chaba continuaram viajando pelo continente chinês e mais tarde entraram no Mar de Bohai, onde se dissiparam na costa da Coreia do Norte. No final do mês, outra depressão tropical se formou a nordeste do norte de Lução, no mar das Filipinas, ao sul de Okinawa, onde o PAGASA classificou a depressão como Domeng após a formação. Mais tarde, a depressão se intensificou em uma tempestade tropical e foi nomeada Aere pela JMA. No final de 2 de julho, Aere atingiu a costa em Okinawa e se enfraqueceu em uma depressão tropical enquanto se dirigia para o Japão. A depressão atingiu Kyushu e continuou viajando por todo o país. No entanto, 3 dias depois, o JTWC reclassificou Aere como uma tempestade subtropical enquanto estava localizada a leste do Japão. A tempestade então se dissipou ao sul de Hokkaido.
Em 24 de julho, uma depressão tropical se formou ao sul do Japão. A depressão durou pouco e se dissipou no dia seguinte. Em 26 de julho, outra depressão tropical se formou a noroeste das Ilhas Marianas, onde o JTWC designou o sistema como Invest 94W. Como a separação de dois distúrbios (93W e 94W), o sistema teve uma grande chance de desenvolvimento potencial. Três dias depois, o sistema se intensificou em uma tempestade tropical que foi então chamada de Songda. O JTWC seguiu o exemplo, e a tempestade também foi classificada como 06W seis horas depois. Songda dirigiu-se para noroeste, passando sobre as águas da província de Kagoshima em 30 de julho. Songda se dissipou em 1 de agosto quando seus remanescentes atingiram a Coreia do Norte. Songda trouxe fortes chuvas nas regiões de Kyushu e Shikoku no Japão, bem como na Ilha de Jeju, na Coreia do Sul. Seguida por Songda, outra depressão tropical se formou a sudeste das ilhas Ryukyu em 29 de julho. O JTWC classificou o novo sistema como Invest 95W. Alguns dias depois, o PAGASA atualizou o sistema para uma depressão tropical, que foi então chamada de Ester. O JMA mais tarde nomeou o sistema Trases, pois estava localizado ao norte de Okinawa. Trases substituiu Sarika após sua aposentadoria na temporada de 2016, o que significa pica-pau. O JTWC seguiu o exemplo, e a tempestade também foi classificada como 07W. Ao passar por Okinawa, Trases atingiu a ilha de Jeju antes de enfraquecer em uma depressão tropical até se dissipar em 1 de agosto.
No início de agosto, uma área de baixa pressão se formou a sudoeste de Taiwan em 1 de agosto. O JTWC classificou a baixa como Invest 96W. Dois dias depois, o distúrbio se fortaleceu em uma depressão tropical de acordo com o JMA, e o JTWC designou a depressão como Depressão Tropical 08W. 08W se dissipou em 4 de agosto, ao atingir o condado de Huidong, em Guangdong. Em 8 de agosto, uma depressão tropical se formou a leste do Vietnã. O JMA classificou o sistema como uma tempestade tropical e recebeu o nome de Mulan. Mulan substituiu Haima após ser aposentado na temporada de 2016, que é um tipo de flor (Magnolia). Mulan passou pelo Estreito de Ainão antes de atingir o norte do Vietnã e se dissipar em 11 de agosto. Em 10 de agosto, outra área de baixa pressão se formou a noroeste de Iwo Jima. A JMA nomeou o sistema como Meari, uma vez que atingiu o status de tempestade tropical. Meari atingiu a costa perto da província de Shizuoka antes de se transformar em um ciclone extratropical em 14 de agosto. A tempestade perturbou vários eventos realizados no Japão e causou a suspensão de alguns transportes no país e pequenos danos às casas. Em 14 de agosto, o JMA começou a rastrear uma depressão tropical fraca que se formou a oeste da Linha Internacional de Data. A depressão durou apenas até o dia seguinte. Em 19 de agosto, o JMA começou a rastrear uma área de baixa pressão ao norte de Palau. O sistema foi então nomeado Ma-on pela JMA quando atingiu o status de tempestade tropical em 22 de agosto. A tempestade se fortaleceu ainda mais em uma forte tempestade tropical no mesmo dia. Ma-on atingiu o solo pela primeira vez em Maconacon, na província de Isabela, antes de sair da Área de Responsabilidade das Filipinas em 24 de agosto. Ma-on então fez seu segundo pouso perto de Yangjiang, China no dia seguinte e seu pouso final no norte do Vietnã antes de ser observado pela última vez em 26 de agosto. Ma-on matou sete pessoas nas Filipinas e no Vietnã e causou danos moderados a infraestruturas em ambos os países. Em 21 de agosto, após a formação de Ma-on, outra depressão tropical se formou a nordeste de Guam. Devido às condições favoráveis, a depressão rapidamente se intensificou em uma tempestade tropical e foi nomeada Tokage pela JMA. Três dias depois, o JTWC atualizou Tokage em um tufão, com o JMA seguindo o exemplo 3 horas depois. Tokage atingiu seu pico de intensidade como categoria 3 antes de entrar em ambientes adversos a leste do Japão. Tokage tornou-se uma tempestade extratropical em 25 de agosto, antes de ser observada pela última vez ao sul do Alasca. Além disso, em 22 de agosto, uma depressão tropical se formou ao norte do tufão Tokage. No entanto, ele se dissipou no mesmo dia. Perto do final de agosto, no dia 28, uma depressão tropical se formou a sudeste do Japão. A depressão foi então chamada de Hinnamnor pelo JMA 6 horas depois da formação. A tempestade se intensificou rapidamente devido às águas quentes e se tornou o primeiro super tufão de categoria 5 da bacia. Hinnamnor rumou para o oeste em direção às Ilhas Ryūkyū e parou ao sul da prefeitura, mantendo parcialmente a sua força. Naquela época, em 30 de agosto, outra depressão tropical se formou ao sul do Tufão Hinnamnor. A depressão foi posteriormente nomeada Gardo pelo PAGASA após a formação. Gardo teve duração curta e sua estrutura foi absorvida pelo Tufão Hinnamnor. Hinnamnor mais tarde rumou para o norte no Mar da China Oriental e se fortaleceu novamente em um tufão equivalente à categoria 3. A tempestade então atingiu a costa perto de Busan, na Coreia do Sul, e o JMA declarou Hinnamnor como uma baixa extratropical, pois estava localizada no Mar do Japão. Hinnamnor causou danos generalizados em todo o leste da Ásia, principalmente na Coreia do Sul e no Japão. Além disso, o tufão matou pelo menos 3 pessoas e deixou 10 desaparecidos.

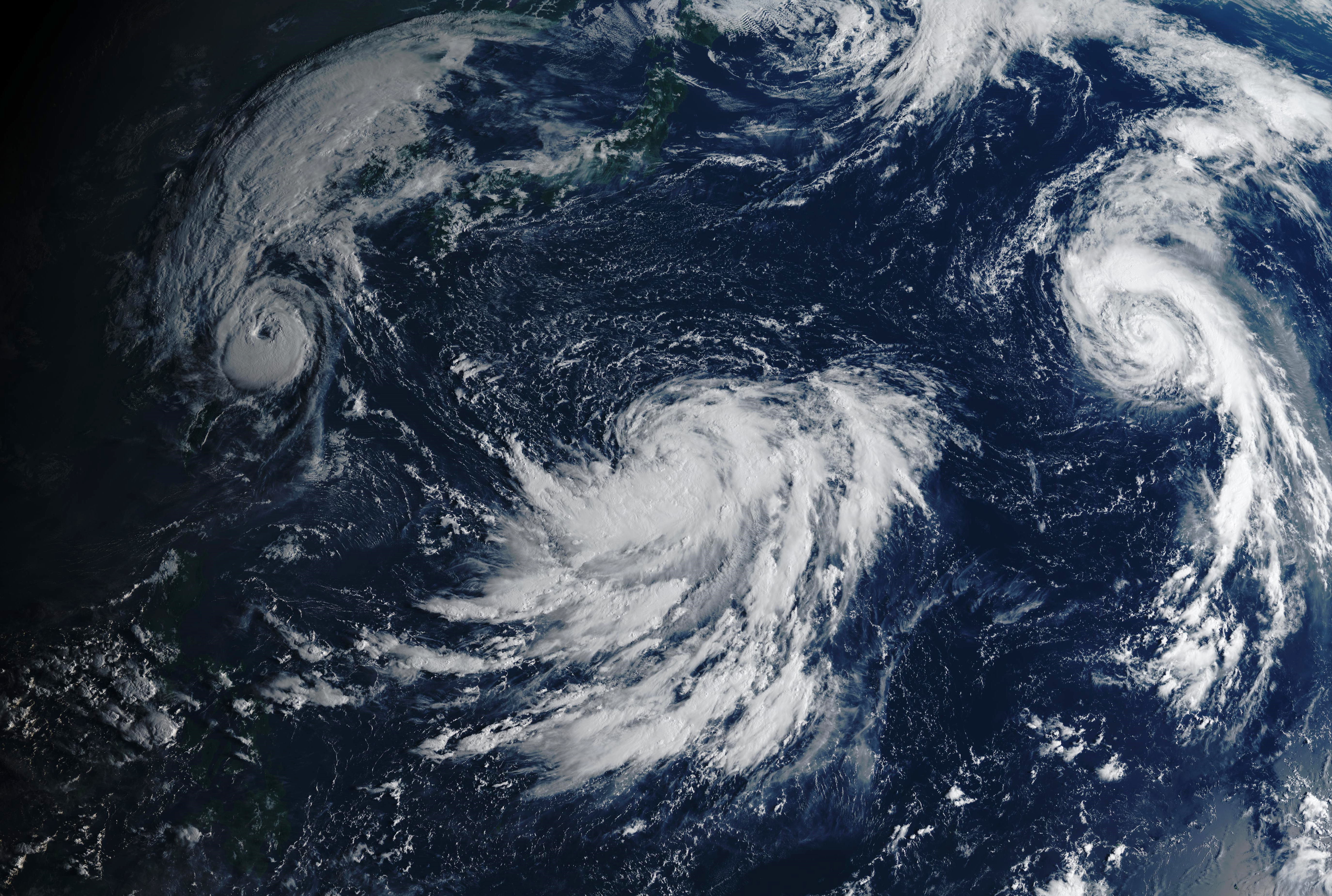
Três ciclones tropicais ativos em 13 de setembro: Tufão Muifa (à esquerda), Tufão Nanmadol (centro) e Tufão Merbok (à direita)

Em 5 de setembro, uma depressão tropical se formou perto de Iwo Jima. O JTWC designou o sistema como Invest 91W após a formação. A depressão mais tarde se intensificou em uma tempestade tropical e foi nomeada Muifa pela JMA. Muifa então se intensificou ainda mais em um tufão de categoria 1, pois estava localizado ao sul de Okinawa. O tufão atingiu seu pico de intensidade como um tufão de categoria 3 e passou pelas Ilhas Yaeyama em 12 de setembro enquanto se dirigia para o norte lentamente. Mufia então recuperou ligeiramente a sua força no Mar da China Oriental e atingiu a costa perto de Xangai dois dias depois. O tufão suspendeu vários voos e atividades portuárias em Xangai. Mufia também se tornou o tufão mais forte a atingir Xangai, batendo o recorde anterior estabelecido pelo Tufão Gloria em 1949. Em 9 de setembro, uma depressão tropical se formou a oeste da Ilha Wake. O JTWC seguiu o exemplo e designou a depressão como 15W. A depressão foi então chamada de Merbok quando atingiu o status de tempestade tropical. Merbok então se intensificou ainda mais em um tufão de categoria 1 antes de seguir para o norte e fazer a transição para um ciclone extratropical em 15 de setembro. Os remanescentes de Merbok mais tarde trouxeram ventos com força de furacão ao longo do Alasca. Em seguida, entrou no Mar de Bering, gerando uma perigosa tempestade que inundou várias aldeias e cidades costeiras. Apesar do impacto, não houve feridos. Em 11 de setembro, outra depressão tropical se formou próximo a leste de Iwo-To. O JTWC seguiu o exemplo e designou o sistema como 16W no dia seguinte. A depressão mais tarde se fortaleceu em uma tempestade tropical e foi nomeada Nanmadol pela JMA. Nanmadol então se intensificou em um tufão de categoria 1 no mesmo dia. Atingiu ainda mais seu pico de intensidade como um tufão de categoria 4 ao se aproximar do Japão. A aproximação do tufão levou a JMA a emitir um alerta especial que aconselhava a evacuação de pelo menos 4 milhões de pessoas. Nanmadol então atingiu a ilha de Kyushu. O tufão então virou para o leste antes de enfraquecer ainda mais em 19 de setembro. Nanmadol matou pelo menos 2 pessoas e deixou mais de 70 feridos. Além disso, o tufão deixou mais de 200.000 pessoas sem eletricidade. Em 20 de setembro, um distúrbio tropical se transformou em uma depressão tropical de acordo com o JMA. No dia seguinte, o JTWC classificou o sistema como 17W. Dois dias depois, a depressão foi batizada de Talas ao atingir o status de tempestade tropical. No entanto, Talas enfraqueceu novamente em uma depressão tropical e se dissipou ao se aproximar do sul do Japão. Apesar de sua curta duração, Talas matou pelo menos três pessoas e causou uma queda de energia na província de Shizuoka, no Japão. Em 21 de setembro, o JMA começou a rastrear outra depressão tropical que se formou no mar das Filipinas. A depressão estava em um ambiente favorável para o desenvolvimento e fez com que o JTWC classificasse o sistema como 18W no dia seguinte. Como o sistema formado dentro da Área de Responsabilidade das Filipinas (PAR), recebeu o nome de Karding pela agência. Em 23 de setembro, a depressão foi batizada de Noru. Noru então entrou em um período de rápida intensificação e se intensificou brevemente em um super tufão equivalente à categoria 5 ao se aproximar das Filipinas. Noru fez seu primeiro pouso nas Ilhas Polillo, no município de Burdeos, Quezon. Pouco depois, Noru enfraqueceu ligeiramente para um tufão equivalente à categoria 4, pouco antes de seu segundo pouso em Dingalan, Aurora. Noru então enfraqueceu rapidamente para um tufão equivalente à categoria 1 enquanto atravessava Lução antes de entrar no Mar da China Meridional, onde o tufão se intensificou novamente para um tufão equivalente à categoria 4. Noru então enfraqueceu novamente para um tufão equivalente à categoria 2 antes de fazer um pouso final no Vietnã em 27 de setembro, perto de Da Nang. Após o desembarque, Noru enfraqueceu rapidamente antes de se dissipar no centro da Tailândia em 30 de setembro. Pouco depois da formação de Noru, o JMA começou a rastrear outra depressão tropical a sudeste do Japão. A depressão foi então chamada de Kulap. Ele alcançou o status de tempestade tropical severa e o JTWC foi além, classificando-o como um tufão de categoria 1 logo depois. Sem atingir nenhuma área habitável, o ciclone foi rebaixado para um ciclone extratropical. Dias depois, o JTWC classificou outro distúrbio como Invest 98W que se formou no mar das Filipinas. Essa perturbação se transformou em uma depressão tropical e ao entrar na área da PAGASA, a tempestade recebeu o nome de Luis. Luis deixou o território filipino pouco depois sem afetar o arquipélago. Fora do PAR, o ciclone ganhou força e foi classificado como tempestade tropical que foi então denominado Roke pela JMA. Ele rapidamente alcançou a força da categoria 1 e horas depois, em 29 de setembro, como um tufão de categoria 2. A intensificação não durou muito e, como Kulap, não afetou nenhuma área. Roke foi rebaixado para um ciclone extratropical. Mas em 3 de outubro, o que restou de Roke se transformou em uma tempestade subtropical.
Em 11 de outubro, uma depressão batizada de Maymay pelo PAGASA, formou-se na costa das Filipinas e se dissipou no dia seguinte. Apesar da depressão ter durado pouco, duas pessoas morreram com a tempestade e causaram danos à infraestrutura e à agricultura. No dia seguinte, outra depressão tropical classificada como 21W formou-se a leste das Ilhas Marianas. 21W também teve vida curta e nunca atingiu a costa. Em 13 de outubro, outra depressão tropical se formou a oeste das Filipinas, no Mar da China Meridional. A depressão atingiu o status de tempestade tropical e foi nomeada Sonca pela JMA. Sonca chegou à província de Quang Ngai, Vietnã e se dissipou logo depois. Sonca matou pelo menos 10 pessoas na região devido às fortes chuvas. No mesmo dia, outra depressão tropical se formou no mar das Filipinas. A tempestade foi batizada de Nesat em 15 de outubro, quando passou ao norte da ilha de Lução. Nesat então entrou no Mar da China Meridional, onde se intensificou ainda mais em um tufão. Nesat atingiu seu pico de intensidade como um tufão de categoria 2 e começou a perder força ao se aproximar do Vietnã. Nesat se dissipou em 20 de outubro, na costa da ilha de Ainão. Durante sua duração útil, Nesat causou danos menores nas Filipinas, Taiwan, Vietnã e Hong Kong. No entanto, nenhuma morte foi relatada. Em 18 de outubro, a Tempestade Tropical Haitang se formou após interagir com uma baixa não tropical e a Depressão Tropical 21W em degeneração desde 14 de outubro. Haitang também teve duração curta e se tornou extratropical no dia seguinte. No mesmo dia em que o Haitang se formou, outra depressão tropical se formou ao sul de Okinawa. A depressão foi classificada como 25W enquanto se dirigia para o oeste antes de se dissipar no Mar da China Meridional sem se intensificar ainda mais. Houve duas mortes relatadas devido a 25W nas Filipinas. Em 26 de outubro, uma depressão tropical se formou no mar das Filipinas. À medida que o sistema se aproximava das Filipinas, o JMA declarou a baixa como uma tempestade tropical, onde a nomeou Nalgae. Nalgae então rumou para o noroeste, fazendo vários desembarques nas Filipinas. Em seguida, emergiu sobre o Mar das Filipinas Ocidental e entrou no Mar da China Meridional, onde se fortaleceu em um tufão de categoria 1. À medida que o tufão se aproximava da costa de China, Nalgae voltou a se tornar uma tempestade tropical e fez seu desembarque final em Distrito de Xiangzhou, Zhuhai. Nalgae se tornou o primeiro ciclone tropical a atingir o país desde Nepartak em 2003. Nalgae também causou grandes danos e inundações nas Filipinas e matou pelo menos 154 pessoas somente no país. Em 28 de outubro, uma depressão tropical se formou a sudeste das Filipinas. Em 1 de novembro, o JMA classificou o sistema como uma tempestade tropical e o nomeou Banyan. No entanto, Banyan voltou a enfraquecer para uma depressão tropical no dia seguinte e se dissipou antes de chegar às Filipinas. Em 11 de novembro, uma depressão tropical se formou perto de Ilha Wake. O JMA mais tarde nomeou o sistema Yamaneko, uma vez que atingiu o status de tempestade tropical. Yamaneko foi um sistema de vida curta e se dissipou três dias depois. Yamaneko foi uma tempestade no mar, não prejudicando nenhuma área terrestre próxima a ela, e um sistema relativamente fraco em termos de intensidade.
Em 9 de dezembro, uma depressão tropical se formou a leste das Filipinas. O sistema continuou à deriva em direção às Filipinas e começou a virar para o leste, onde o sistema foi denominado Pakhar pela JMA e Rosal pela PAGASA, ao atingir o status de tempestade tropical. A aproximação de Pakhar da Região de Bicol e Polillo, Quezon levou o PAGASA a levantar o Sinal de Alerta de Ciclone Tropical (TCWS) #1 em algumas áreas no sul de Lução. Pakhar matou 8 pessoas indiretamente em uma enchente que varreu um jipe em Rizal enquanto se aproximava do arquipélago. Pakhar então se intensificou ainda mais, mas depois enfraqueceu rapidamente e se dissipou em 12 de dezembro devido ao alto cisalhamento vertical do vento e ao ar seco enviado pela monção do nordeste, tornando sua circulação exposta.

### Oceano Índico Norte

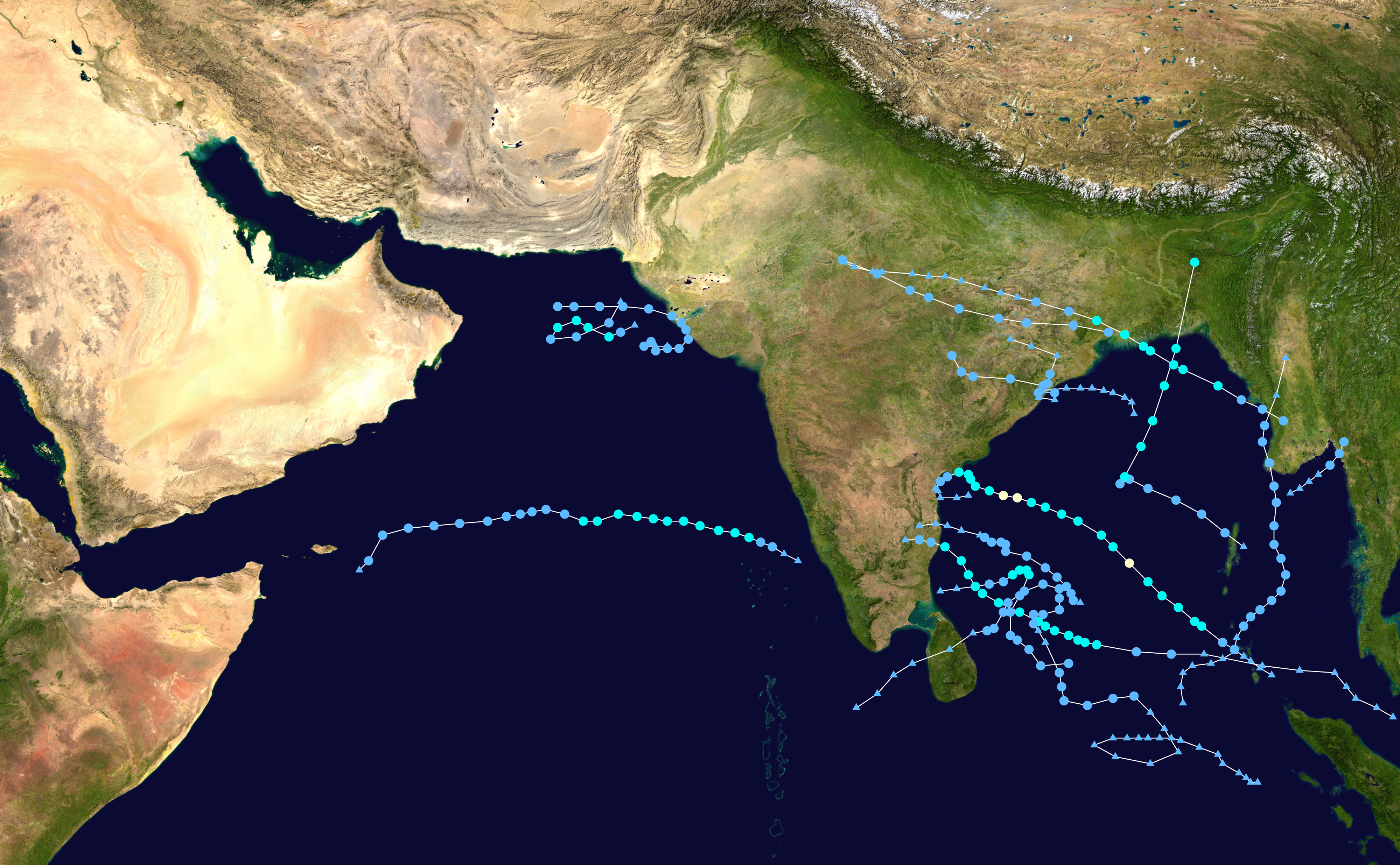
Mapa resumido da temporada de ciclones do Oceano Índico de 2022

A temporada de ciclones do norte do Oceano Índico começou em 3 de março com a formação da Depressão BOB 01 na Baía Sudoeste de Bengala. Foi uma depressão rara e apenas o nono sistema desse tipo a se formar no mês de março desde que os registros confiáveis começaram em 1891. Foi também o primeiro sistema a se formar no hemisfério norte. A depressão atingiu o pico como uma depressão profunda e se dissipou em 6 de março perto da costa indiana. Em 20 de março, outra depressão classificada como BOB 02 se formou no mar de Andaman. Ele atingiu a costa de Myanmar antes de se dissipar. A temporada se tornou a primeira na bacia do Oceano Índico a testemunhar a formação de dois sistemas durante o mês de março.
Após mais de 1 mês de inatividade, ocorreu uma surto de rajada de vento de oeste que resultou na formação de uma depressão, que acabou se tornando o Ciclone Karim ao sul e outra depressão que se formou na costa das ilhas Andamão e Nicobar que foi classificada como BOB 03 pela IMD. Na manhã de 8 de maio, BOB 03 se fortaleceu na primeira tempestade ciclônica da bacia e recebeu o nome de Asani pelo IMD, que significa " ira " em cingalês. Nove horas depois, o JTWC atualizou o sistema para um ciclone tropical de categoria 1. Logo, o IMD atualizou Asani em uma forte tempestade ciclônica. À medida que Asani se aproximava da costa indiana, o sistema começou a enfraquecer devido ao forte cisalhamento do vento e ao ar seco. Além disso, fazendo com que Asani parasse. Asani finalmente chegou a Andra Pradexe em 11 de maio como uma fraca tempestade ciclônica matando pelo menos 3 pessoas. O sistema acabou se dissipando no dia seguinte.
Em 19 de maio, uma depressão classificada como BOB 04 se formou sobre o Golfo de Martabão. O sistema atingiu a costa sul da Birmânia e se dissipou no dia seguinte. Após quase dois meses de inatividade, uma área desorganizada de baixa pressão se formou na costa de Saurashtra, em Gujarat, em 16 de julho. O JTWC designou o sistema como Invest 96A. No dia seguinte, os sistemas se intensificaram em uma depressão de monção, onde foi classificado como ARB 01 pelo IMD. A depressão foi muito fraca e não se intensificou devido às condições desfavoráveis até se dissipar em 18 de julho.
Em 9 de agosto, uma baixa de monção se formou na região noroeste da Baía de Bengala. O IMD classificou o sistema como BOB 05 após a formação. BOB 05 atingiu a costa em Odisha antes de enfraquecer em uma baixa remanescente. Alguns dias depois, uma onda repentina de ondas equatoriais de Rossby e Kelvin se formou com as duas ondas formando uma área de baixa pressão no Mar Arábico. O JTWC classificou a baixa como Invest 98A. A depressão foi então classificada como uma tempestade tropical pelo JTWC, mas permaneceu como uma depressão pelo IMD. O sistema acabou se dissipando em 13 de agosto na costa indiana. No dia seguinte, outra área de baixa pressão se formou ao norte da Baía de Bengala. O sistema foi então classificado como BOB 06. O BOB 06 atingiu a costa perto de Digha logo após sua designação. No entanto, devido ao efeito oceano marrom, baixo cisalhamento do vento e umidade, o sistema manteve seu estado de depressão sobre a terra por três dias. Em 17 de agosto, a depressão finalmente se enfraqueceu em uma baixa pressão bem marcada sobre o sudoeste do Rajastão. A tempestade causou inundações generalizadas em muitos estados da Índia. Em 18 de agosto, outra área de baixa pressão se formou perto da costa da Índia. O sistema naquela época tinha ventos de tempestade tropical e foi classificado como 04B pelo JTWC. O IMD seguiu o exemplo e classificou o sistema como BOB 07. A depressão atingiu a costa perto de Digha e também manteve sua estrutura por mais dois dias até se tornar uma área de baixa pressão. Seus remanescentes mais tarde se mudaram para o Paquistão e influenciaram no agravamento das inundações em curso no país.
Em 11 de setembro, uma depressão classificada como BOB 08 se formou sobre Orissa. No entanto, durou pouco e se dissipou no dia seguinte. Em seguida, a atividade foi retomada em 22 de outubro pela formação da Depressão BOB 09 e no dia seguinte intensificou-se ainda mais em uma tempestade ciclônica denominada Sitrang. Em seguida, atingiu a costa de Bangladesh em 25 de outubro e se dissipou no mesmo dia.
Em 17 de outubro, o IMD começou a monitorar uma área de baixa pressão localizada na Baía de Bengala. O IMD classificou o sistema como BOB 09 Em 23 de outubro, quando o sistema começou a se dirigir para o norte, BOB 09 se fortaleceu em uma tempestade ciclônica que foi então chamada de Sitrang pelo IMD; sendo a segunda tempestade nomeada na bacia desde Asani em maio. Sitrang foi uma contribuição da Tailândia, que significa folha na língua tailandesa. Sitrang então pousou em Bangladesh em 25 de outubro, antes de voltar a cair em uma depressão profunda. Sitrang então se dissipou sobre o nordeste da Índia no mesmo dia. Sitrang causou grandes danos em Bangladesh. Pelo menos 56 mortes foram relatadas, com mais de 8 milhões de clientes sem energia.
Em 20 de novembro, uma depressão classificada como BOB 08 pelo IMD se formou na Baía de Bengala. A depressão lutou para se intensificar e atingiu a Índia antes de se dissipar.
Em 6 de dezembro, o IMD notou que uma depressão tropical se formou na Baía de Bengala e designou o sistema como BOB 09. O JTWC seguiu o exemplo e começou a monitorar o sistema. No dia seguinte, o IMD classificou o sistema como uma tempestade ciclônica e o nomeou Mandous. Enquanto continuava indo para o oeste, Mandous se fortaleceu ainda mais em uma tempestade ciclônica severa. A tempestade mais tarde atingiu a costa perto de Chennai, na Índia, como uma depressão profunda antes de se dissipar no interior. Quatro mortes foram relatadas pelo ciclone.
Os remanescentes de Mandous moveram-se para o sul da Índia e para o Mar Arábico. O sistema desenvolveu-se rapidamente e foi designado como depressão profunda ARB 03 pelo IMD. A tempestade desenvolveu-se inesperadamente rapidamente e o JTWC designou-o como ciclone 07A, com ventos máximos de 95 km/h, de acordo com o JTWC, e uma média de 3 minutos de 35 mph.

### Sudoeste do Oceano Índico

#### Janeiro - Junho

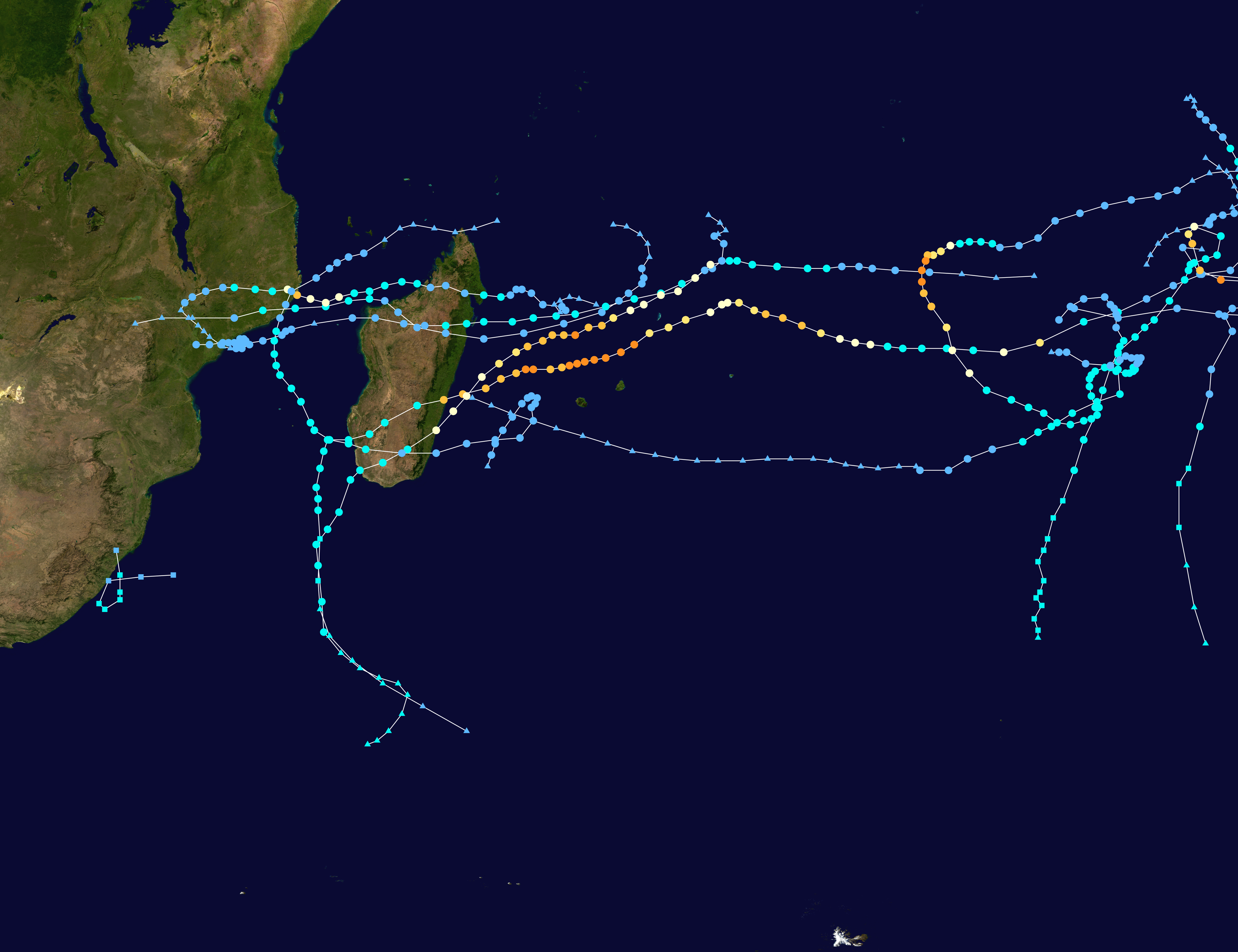
Mapa resumido da temporada de ciclones do sudoeste do Oceano Índico de 2021–22

Em 20 de janeiro, uma zona de clima perturbado se formou a nordeste de Madagáscar, tornando-se o primeiro sistema da temporada. A tempestade então atingiu Madagascar enquanto lutava para se desenvolver. Depois de entrar no Canal de Moçambique, o sistema evoluiu para a Tempestade Tropical Ana, que se tornou a mais recente primeira tempestade nomeada na bacia desde a temporada de ciclones no sudoeste do Oceano Índico de 1997–98. Ana então atingiu Moçambique e enfraqueceu rapidamente. A tempestade matou 142 pessoas e causou danos graves.
Pouco depois de Ana, o Ciclone Batsirai formou-se a noroeste das Maurícias. Ele se intensificou para um ciclone tropical de categoria 2, mas foi rebaixado de volta ao status de tempestade tropical devido ao colapso de seu olho. À medida que Batsirai se aproximava de Reunião e Maurício, a tempestade se intensificou rapidamente em um ciclone de categoria 4 de ponta, que se tornou o primeiro grande ciclone do ano. Batsirai então fez um forte desembarque em Madagascar, destruindo muitos edifícios e interrompendo os serviços de energia e comunicação da ilha. Após o desembarque, Batsirai enfraqueceu enquanto viajava por Madagascar. A tempestade, no total, matou pelo menos 123 pessoas. Em 7 de fevereiro às 06:00 UTC, Batsirai se dissipou, mas, no final do dia, às 18:00 UTC, Batsirai se recuperou. No entanto, fez a transição para um ciclone pós-tropical no dia seguinte.
Durante o início de fevereiro, formou-se a Tempestade Tropical Cliff, porém se dissipou dois dias depois sem afetar nenhuma massa de terra, sendo Diego Garcia o mais próximo. No final do mês, a Tempestade Tropical Dumako se formou. Dumako se intensificou em uma tempestade tropical moderada antes de atingir Madagascar, que já havia sido devastado pelo Ciclone Batsirai semanas antes. Em 15 de fevereiro, o Ciclone Emnati se formou e atingiu o sul de Madagascar. Um dia depois, formou-se a Tempestade Tropical Fezile, que se originou primeiro na bacia australiana, porém lutou para manter sua estrutura e se dissipou 2 dias depois. Enquanto isso, o Ciclone Vernon entrou na área de responsabilidade do MFR e a Depressão Tropical 08 se formou. Devido à efeito Fujiwara com Vernon, 08 se dissipou em 27 de fevereiro, e Vernon ficou longe de qualquer massa de terra e se dissipou em 3 de março devido à perda de características subtropicais na época.
Durante o mês de março, uma depressão tropical formou-se ao norte de Maurício em 5 de março e se intensificou para o Ciclone Gombe como uma tempestade tropical moderada dois dias depois. Ele fez seu primeiro landfall no norte de Madagascar e enfraqueceu em uma depressão tropical. No dia seguinte, Gombe se intensificou novamente como uma tempestade tropical moderada e ainda mais como um ciclone tropical intenso. Fez o seu segundo landfall na Província de Nampula antes do seu landfall final em Moçambique e foi rebaixado como Depressão Sobre Terra dois dias depois. Em 17 de março, Gombe reorganizou-se brevemente como uma depressão tropical no Canal de Moçambique, mas dissipou-se posteriormente. Em 20 de março, o Ciclone Halima se formou e atingiu seu pico de intensidade como um ciclone tropical de categoria 4 ou um ciclone tropical intenso. Ele se dissipou em 1 de abril sem afetar nenhuma massa de terra.
Durante o mês de abril, uma área de baixa pressão se formou na costa sudeste da África do Sul em 11 de abril. No dia seguinte, intensificou-se em uma depressão subtropical não oficial e foi nomeado Issa pelo MFR. Issa contornou a costa da África do Sul antes de se dissipar no dia seguinte, enfraquecendo ainda mais. Ao fazê-lo, exacerbou as inundações catastróficas em Cuazulo-Natal, que mataram pelo menos 435 pessoas. Em 21 de abril, um distúrbio tropical se formou perto das Comores e foi designado como 12 pelo MFR. O sistema atingiu o solo pela primeira vez em Nampula e na província de Zambézia, na costa de Moçambique, antes de se intensificar em uma tempestade tropical e foi nomeado Jasmine três dias depois. Em 24 de abril, Jasmine atingiu seu pico de intensidade como uma forte tempestade tropical, antes de enfraquecer para uma tempestade tropical. A tempestade atingiu o sul de Madagascar antes de ser rebaixada para uma depressão terrestre dois dias depois e matou pelo menos 3 pessoas. Os remanescentes de Jasmine continuaram viajando por Madagascar antes de se dissipar em 28 de abril.
Durante a primeira semana de maio, um sistema fora de temporada classificado como 36U entrou na bacia SWIO da bacia australiana, e o MFR designou o sistema como 13 no mesmo dia. Alguns dias depois, intensificou-se em uma tempestade tropical moderada que foi então chamada de Karim. Karim mais tarde saiu da bacia e voltou a entrar na bacia australiana em 7 de maio, o que o tornou o último sistema da temporada.

#### Julho - Dezembro

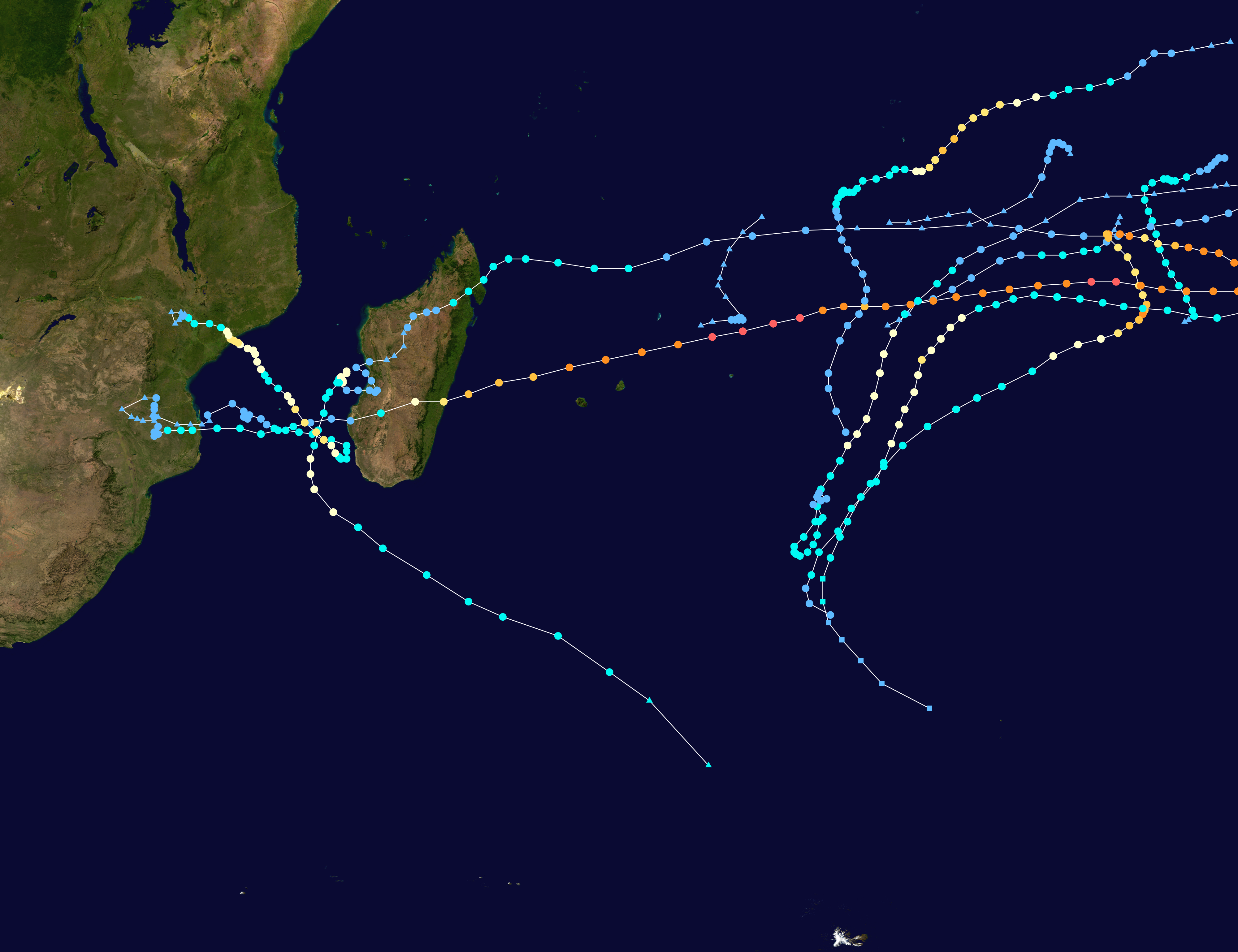
Mapa resumido da temporada de ciclones do sudoeste do Oceano Índico de 2022–23

A temporada começou em 23 de setembro com a formação do Ashley. Ashley se formou depois que o vale quase equatorial produziu uma baixa tropical fraca no Oceano Índico. Ashley atingiu seu pico, com ventos sustentados de 10 minutos de 75 km/h (47 mph). Em seguida, voltou a enfraquecer devido à combinação de forte cisalhamento do vento e ar seco. O MFR interrompeu os alertas sobre o sistema em 28 de setembro, no entanto, continuou a rastrear os restos de Ashley até que foi observado pela última vez em 30 de setembro.
Em 2 de outubro, o MFR começou a monitorar um distúrbio associado à convergência da rajada de vento de oeste. O sistema foi posteriormente denominado Balita após o aumento da convecção ao redor do sistema. Balita se dissipou em 13 de outubro depois que sua estrutura desabou devido ao cisalhamento do vento.
Em 5 de novembro, Baix tropical 02U, que estava sendo rastreado pelo MFR, entrou na bacia do sudoeste do Oceano Índico vindo da região da Austrália. O MFR reclassificou a baixa como depressão tropical 03. A baixa continuou indo para o oeste antes de degenerar em uma baixa remanescente.
Durante o dia 21 de dezembro, o ciclone tropical severo Darian deslocou-se para o Sudoeste do Oceano Índico, onde foi classificado como Ciclone tropical muito intenso pela MFR, com ventos sustentados de 10-minutos de 225 km/h e pressão barométrica mínima de 920 mbar. Em 30 de dezembro, ele fez a transição para um ciclone extratropical (em direção aos pólos) sem atingir terra.

### Região da Austrália

#### Janeiro - Junho

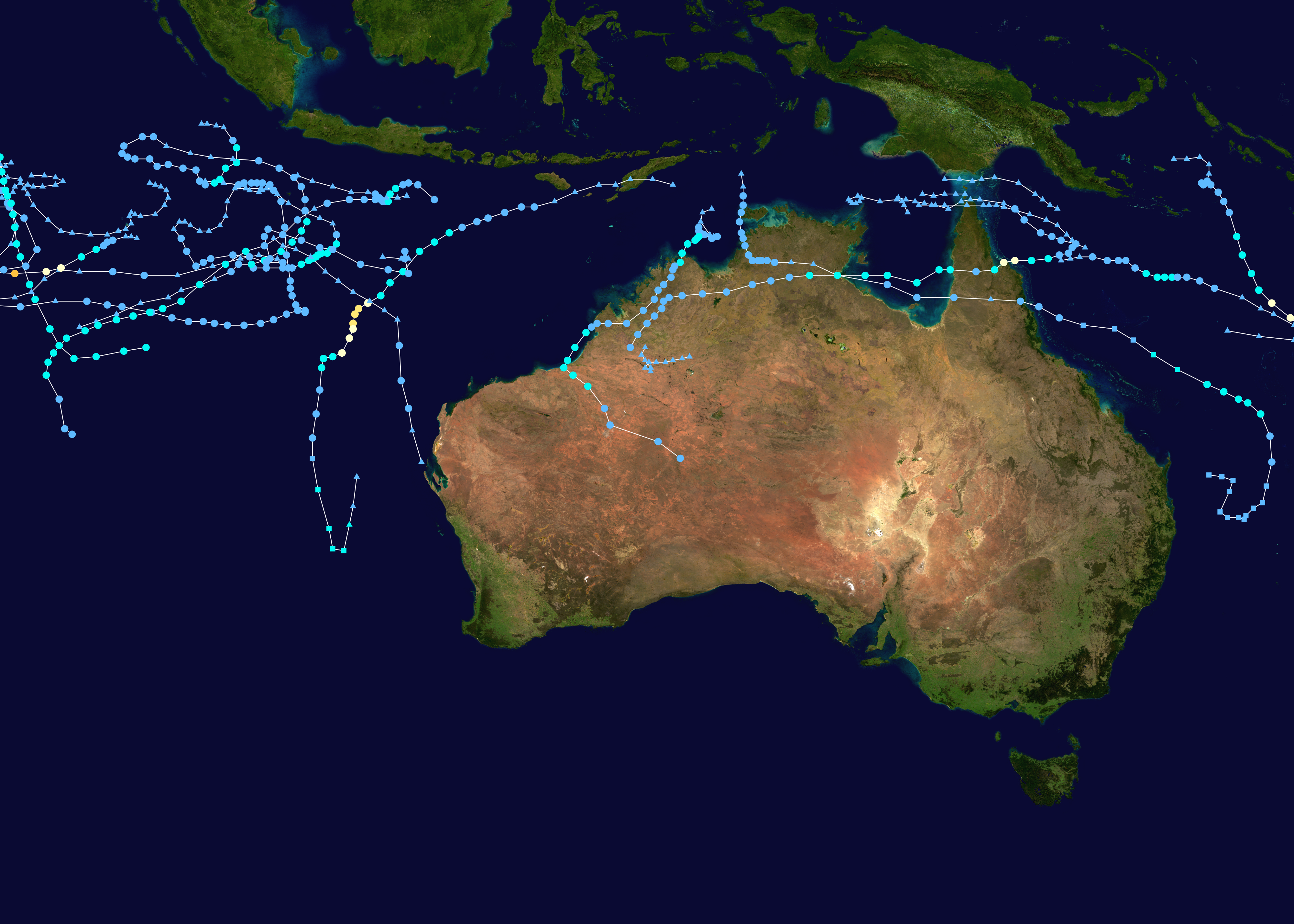
Mapa resumido da temporada de ciclones da região australiana de 2021–22

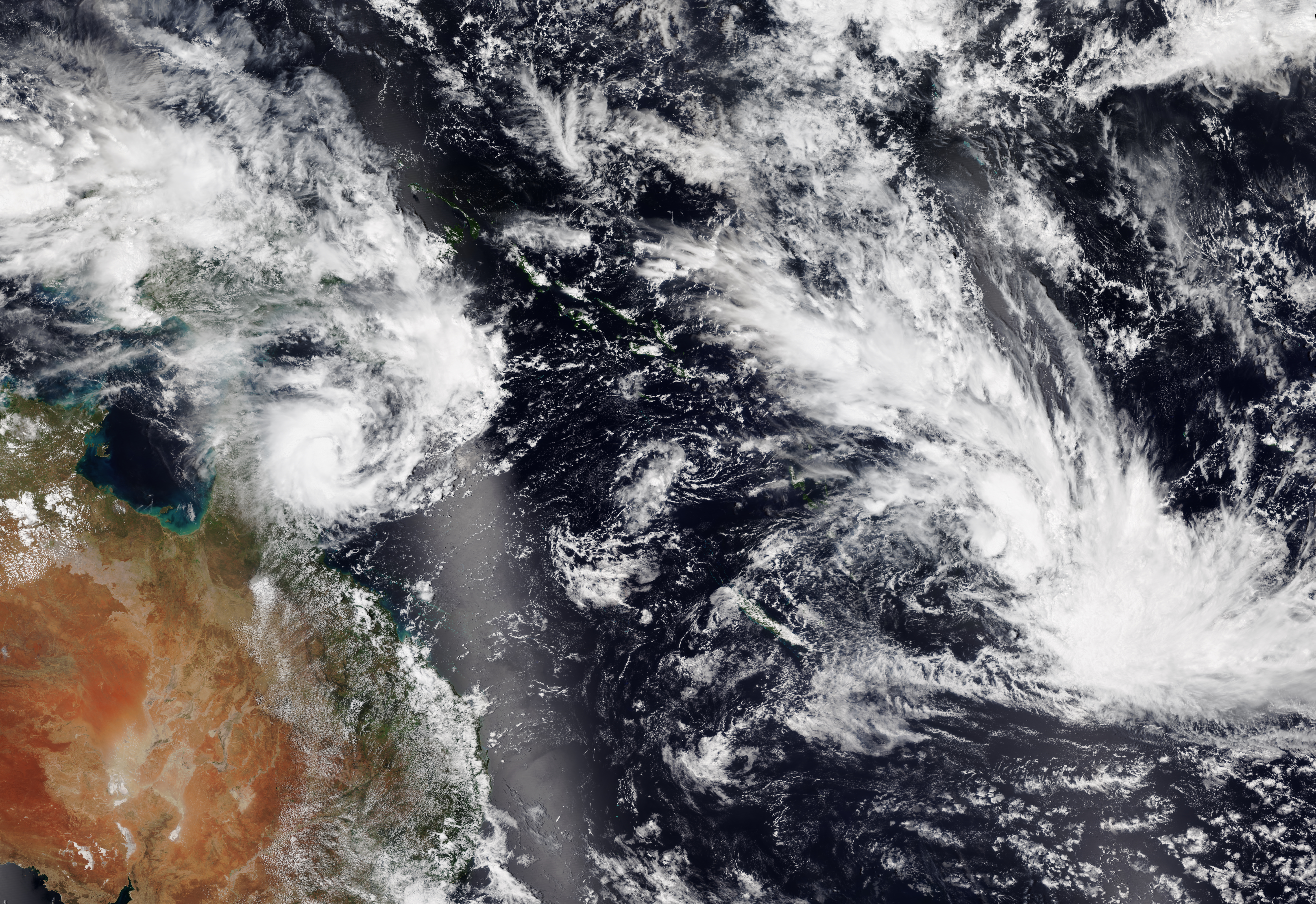
Uma imagem de satélite do Ciclone Cody (à direita) e do Ciclone Tiffany (à esquerda) ativos em 9 de janeiro de 2022.

A temporada começou com o Ciclone Seth e uma baixa tropical da região da Austrália, que persistiu até 2022. A baixa se dissipou em 3 de janeiro, enquanto Seth permaneceu ativo até 6 de janeiro. Em 9 de janeiro, formou-se o Ciclone Tropical Tiffany, como um ciclone tropical de categoria 1, tornando-se a primeira tempestade nomeada na bacia. Tiffany se originou no Golfo de Carpentária antes de se curvar no Mar de Coral. Tiffany então atingiu o norte de Queensland como um ciclone tropical de categoria 1 antes de viajar pelo norte da Austrália, onde se dissipou. Em 13 de janeiro, a 11U se formou, mas se dissipou no dia seguinte. Em 22 de janeiro, mais duas baixas tropicais se formaram, onde uma se dissipou alguns dias depois, enquanto a outra entrou na bacia do sudoeste do Oceano Índico, onde se intensificou no Ciclone Batsirai. Além disso, mais quatro baixas tropicais classificadas como 16U, 14U, 17U e 18U se formaram. A 14U se dissipou em 6 de fevereiro e a 16U e a 18U entraram na Bacia do Pacífico Sul. Mais tarde, em 12 de fevereiro, a 17U se dissipou. No dia seguinte, uma nova baixa tropical se formou, e o BoM a designou como 19U e saiu da bacia. Em 23 de fevereiro, a Baixa Tropical 22U se desenvolveu rapidamente e foi nomeado Vernon pelo BoM. Posteriormente, o sistema passou por uma rápida intensificação e atingiu o pico como um ciclone tropical severo de categoria 4 antes de interagir com outra perturbação a noroeste. Um dia depois, a baixa tropical 20U foi designada e 23U foi monitorada no Mar de Timor, que mais tarde se tornou o Ciclone Tropical Anika. Anika fez landfall a nordeste de Kalumburu antes do segundo landfall em Kimberley, e o terceiro landfall a leste de Pardoo. Devido ao efeito oceano marrom, Anika desenvolveu brevemente um cone interno e se dissipou em 3 de março.

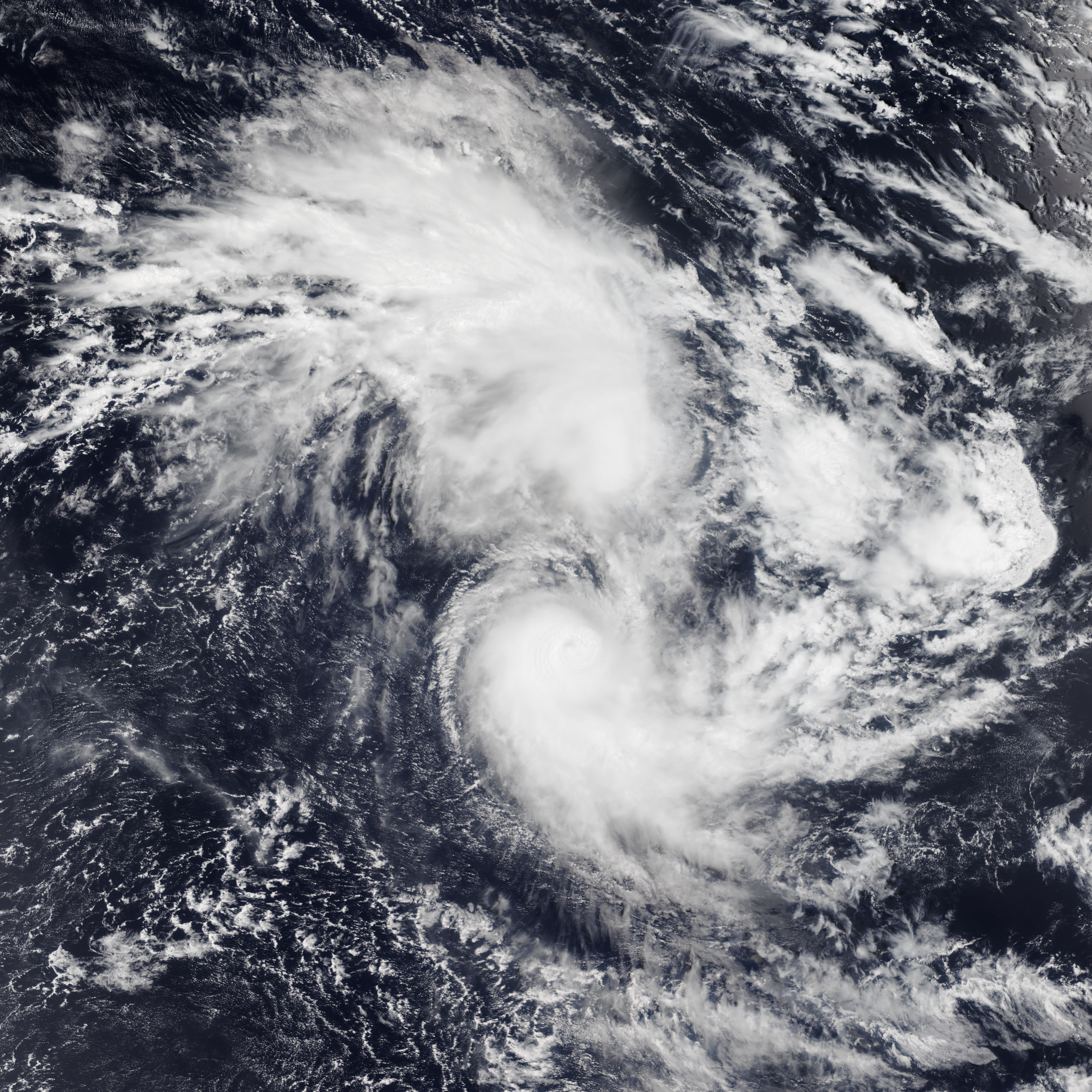
Uma imagem de satélite do Ciclone Vernon (abaixo) e da Tempestade Tropical 08 (topo) passando por uma interação Fujiwhara em 26 de fevereiro de 2022.

No final de fevereiro, a Depressão Tropical 08 da bacia do sudoeste do Oceano Índico moveu-se brevemente para o oeste enquanto passava por uma interação Fujiwara com Vernon. Foi classificado como 25U. Um dia depois, a 26U se formou a leste da Ilha Christmas e atingiu ventos de tempestade tropical, mas o forte cisalhamento do vento de leste fez com que o sistema se desintegrasse e se dissipasse ao sul de Java em 4 de março.
Em 11 de março, o Ciclone Tropical Billy se formou ao sul de Java, mas ficou longe de qualquer massa de terra e se dissipou a noroeste da Austrália. Alguns dias depois, uma baixa tropical se desenvolveu sobre a Indonésia e foi chamada de Charlotte. Charlotte atingiu seu pico como uma tempestade tropical de categoria 4 na escala australiana antes de enfraquecer.
Em 16 de abril, uma baixa tropical se formou perto do Top End no Golfo de Carpentária. No entanto, durou pouco e se dissipou três dias depois. Dois dias depois, outra baixa tropical se formou a leste da Ilha Christmas e foi designada como 34U pelo BoM. 34U permaneceu no mar durante sua vida útil e se dissipou em 29 de abril.
No início de maio, uma baixa tropical fora de temporada se formou a oeste das Ilhas Cocos em 6 de maio e foi designada como 36U pelo BoM. 36U mais tarde entrou na bacia do sudoeste do Oceano Índico e foi nomeado Karim pelo MFR. Karim, entretanto, reentrou na bacia australiana no dia seguinte. Karim atingiu seu pico de intensidade como um ciclone de categoria 2 sem afetar nenhuma massa de terra. Em 11 de maio, a estrutura de Karim começou a se desintegrar ao entrar em águas mais frias e ventos fortes. Em 28 de maio, outra baixa tropical fora de temporada se formou perto da Ilha Christmas. A baixa durou pouco e se dissipou três dias depois, encerrando a temporada australiana de ciclones.

#### Julho - dezembro
A temporada começou excepcionalmente cedo com uma baixa tropical se desenvolvendo em 27 de julho, situada no canto noroeste da região. O JTWC designou o sistema como Invest 95S. No dia seguinte, o sistema se intensificou em um ciclone tropical, que foi designado como 01U pelo BoM. 01U durou até 31 de julho.
Em 1 de novembro, o BoM começou a rastrear uma baixa tropical localizada na costa da Indonésia. O BoM classificou o sistema como baixa tropical 02U dois dias depois. O JTWC chamou de ciclone tropical 04S. A baixa continuou indo para o leste antes de entrar na bacia do sudoeste do Oceano Índico, onde o BoM parou de rastrear o sistema. Em 15 de novembro, o BoM detectou uma baixa tropical muito fraca localizada ao sul da Indonésia. Foi um sistema de vida existência e paralelo à costa indonésia antes de se dissipar ao norte da Austrália sem se intensificar em 26 de novembro. Houve também outra baixa tropical que se formou no Golfo de Carpentária, mas não se desenvolveu mais. Em 13 de dezembro, formou-se o baixa tropical 05U, e recebeu o nome de Darian após se intensificar em um ciclone tropical de categoria 1. Em 18 de dezembro, tornou-se o primeiro ciclone tropical severo (escala australiana) da temporada de ciclones na região da Austrália de 2022-2023. O ambiente favorável levou a intensificação rápida, fazendo com que atingisse a força da categoria 4 (escala SSHWS) e a categoria 5 (escala australiana). Logo depois, saiu da área de responsabilidade do BoM e entrou na Bacia do Sudoeste do Oceano Índico. A 20 de dezembro, formou-se uma baixa tropical sobre o Mar de Timor, que mais tarde se intensificou para um ciclone tropical de Categoria 1, pelo que lhe foi atribuído o nome Ellie. Depois que Ellie atingiu a costa noroeste da Austrália, sua circulação permaneceu intacta e se dirigiu para o sul sobre a Austrália, depois para noroeste-oeste e começou a fazer uma curva para nordeste.

### Oceano Pacífico do sul

#### Janeiro - Junho

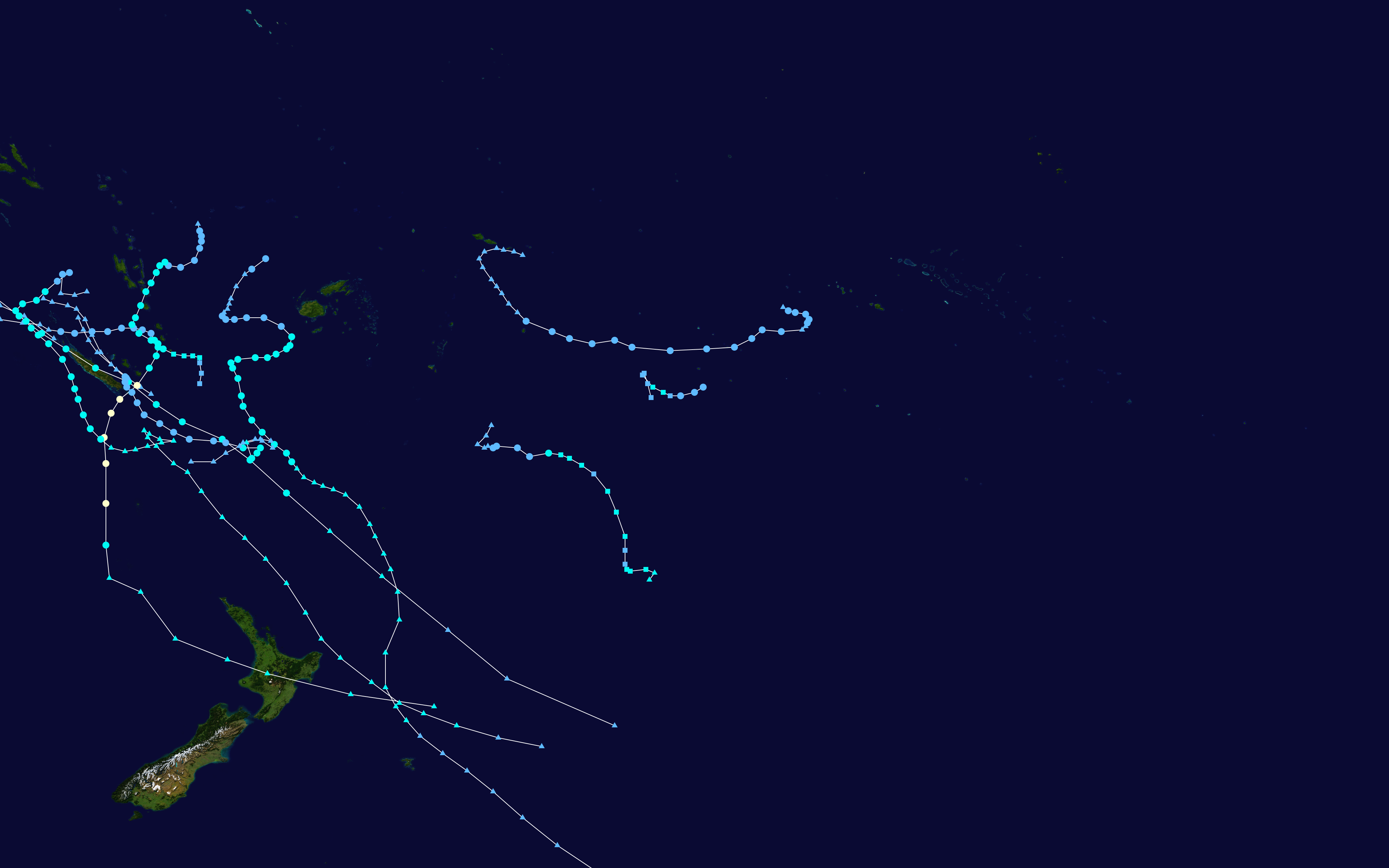
Mapa resumido da temporada de ciclones do Pacífico Sul de 2021–22

Em 5 de janeiro, formou-se um distúrbio tropical designado como 03F e denominado Ciclone Cody, tornando-o o primeiro sistema de 2022. Até o final do mês, formaram-se três depressões classificadas como 04F, 05F, 06F. No entanto, todos eles tiveram duração curta.
Durante o início de fevereiro, uma baixa tropical na bacia australiana que foi classificada como 16U foi reclassificada como 07F depois de entrar na bacia. A baixa então se dissipou perto da Nova Caledónia. Alguns dias depois, outra baixa da bacia australiana entrou na bacia que foi então reclassificada como 08F. A baixa então se intensificou em um ciclone tropical de categoria 1 na escala australiana, que foi então denominado Dovi pelo FMS. Dovi então se intensificou em sua força máxima como um ciclone tropical severo de categoria 4, antes de atingir a Nova Zelândia, causando pequenas inundações. Dovi também causou inundações generalizadas nos países de Vanuatu e Nova Caledônia.
Duas semanas depois, um distúrbio tropical se formou a oeste de Vanuatu e designado como 09F pelo FMS, e se intensificou como uma Depressão Tropical e atingiu a Nova Caledônia. Em 3 de março, foi intensificado como um ciclone tropical de categoria 1 e o nomeou Eva. Um dia depois, Eva enfraqueceu em uma Depressão Subtropical e se dissipou em 5 de março devido às águas mais frias e à perda de características subtropicais.
Quase um mês depois, um distúrbio tropical se formou a noroeste de Port Vila, em Vanuatu, perto da bacia australiana. Foi classificado como 10F pelo FMS e 31U pelo BoM. O sistema então se intensificou em uma tempestade tropical e foi nomeado Fili pelo FMS. Fili aproximou-se muito da ilha da Nova Caledônia, mas nunca atingiu a costa. Atingiu seu pico de intensidade como um ciclone de categoria 2 na escala australiana antes de enfraquecer a sudeste da Nova Caledônia. Fili se dissipou em 29 de abril.
Em 16 de maio, um distúrbio tropical fora de temporada se formou a nordeste de Vanuatu e foi designado como 11F pelo FMS. 11F então se intensificou em um ciclone tropical e foi nomeado Gina. Gina atingiu seu pico de intensidade como um ciclone de categoria 1 na escala australiana antes de enfraquecer devido ao forte cisalhamento do vento que deteriorou sua estrutura. Gina se dissipou em 21 de maio, o que a tornou a última tempestade na bacia. A tempestade causou pequenas inundações em Vanuatu junto com seu aeroporto, o que causou o cancelamento de voos.

#### Julho - dezembro

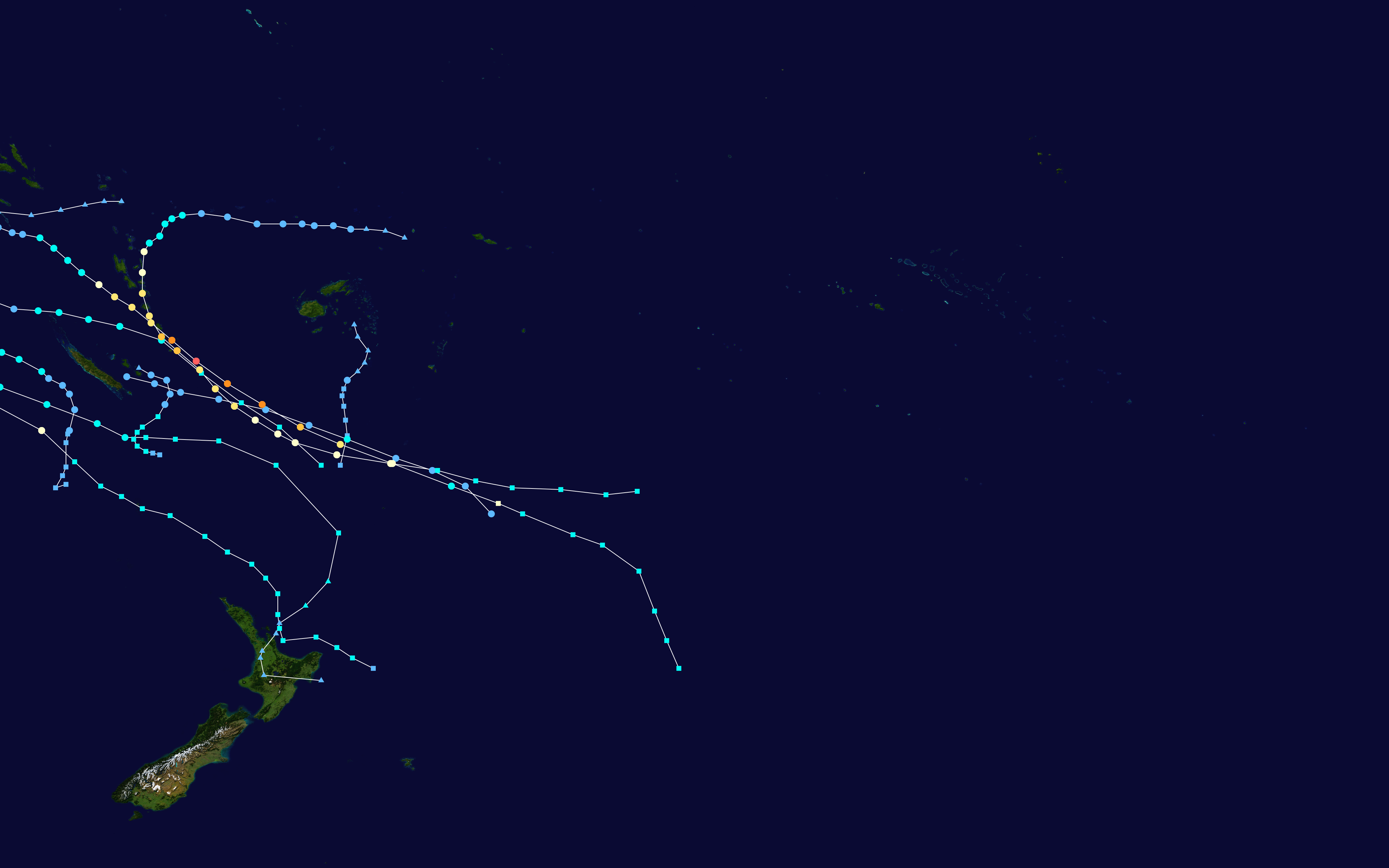
Mapa resumo da temporada de ciclones no Pacífico Sul de 2022-2023

Em 7 de dezembro, o FMS começou a monitorar uma fraca área de baixa pressão localizada ao sul de Suva, Fiji. O sistema começou a se organizar e foi classificado como 01F. Posteriormente, mudou-se para a área de responsabilidade do TCWC Wellington, onde foi reclassificado como uma baixa não tropical em aprofundamento. It was last noted on December 13, near Nova Zelândia.

No final de 29 de dezembro, o FMS informou que o distúrbio tropical 02F havia se desenvolvido ao sul de Vanuatu. O JTWC o apelidou de Invest 91P, e deu a ele uma chance baixa de desenvolvimento, embora em um ambiente favorável, devido ao sistema ter um LLC totalmente obscurecido, embora o JTWC tenha visto nova formação de convecção, bem como espera-se que o sistema se aprofunde nos próximos 2 dias. O JTWC estimou ventos de superfície de 23-27 nós. Ele fez a transição para uma tempestade subtropical por volta das 03:00 UTC de 30 de dezembro, no entanto, a agência deu ao sistema uma chance baixa de se transformar em um ciclone tropical devido ao ambiente desfavorável persistente. O sistema então mudou para a área de responsabilidade do TCWC Wellington no dia seguinte, onde foi reclassificado como uma baixa não tropical.

### Oceano Atlântico Sul
No dia 17 de maio, um ciclone extratropical fez um movimento retrógrado, ganhou características subtropicais e se transformou em uma tempestade subtropical, batizada de Yakecan pela Marinha do Brasil. Yakecan atingiu o estado brasileiro de Santa Catarina e se tornou a décima sexta tempestade a atingir a área desde o Ciclone Catarina em 2004. Yakecan também matou duas pessoas, sendo a primeira morte relatada no Uruguai e a outra no Brasil antes de chegar ao continente. Foi também o último nome a usar nomes regulares desde 2011.

## Sistemas

### Janeiro

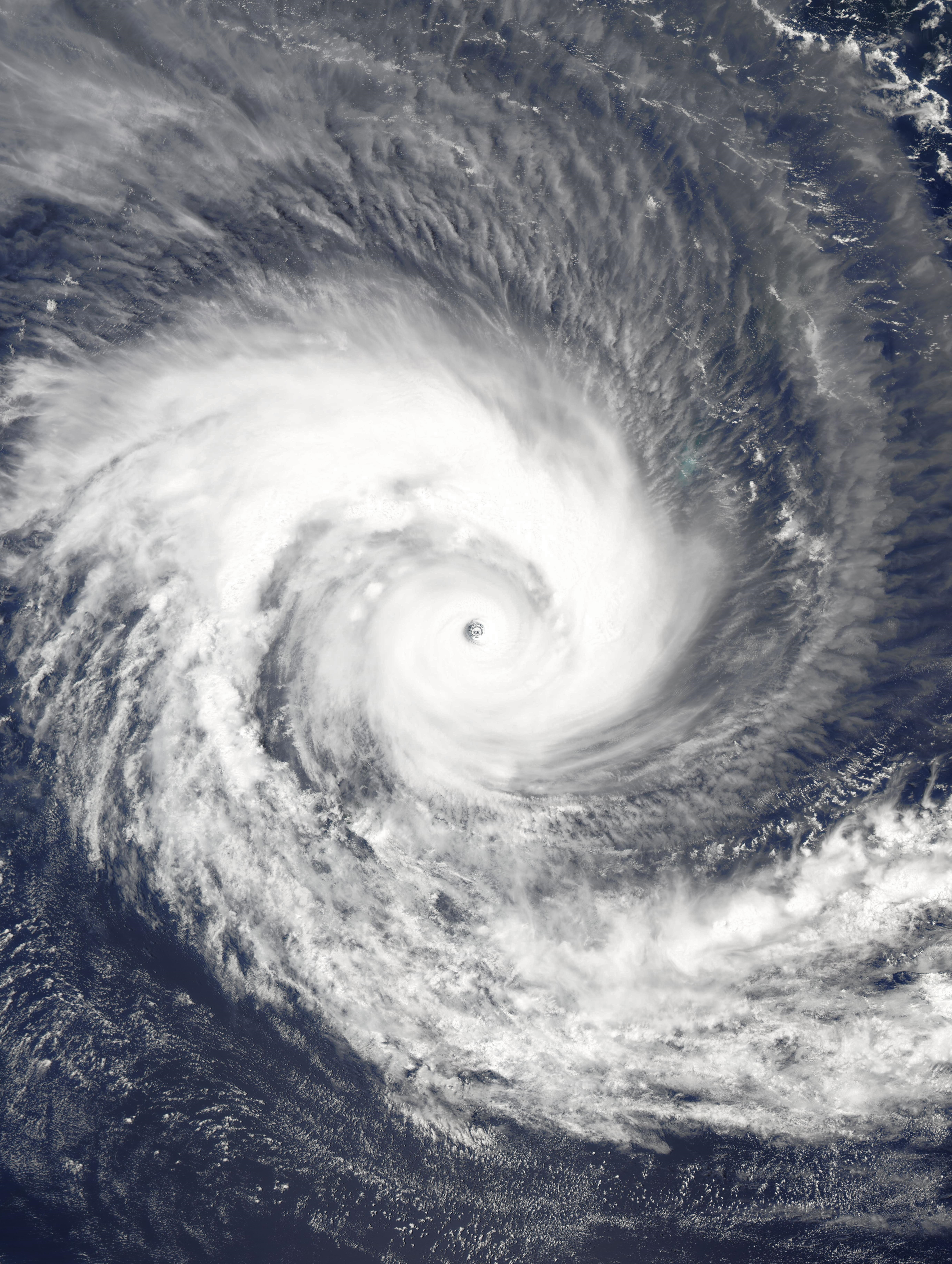
Ciclone Batsirai

Janeiro foi muito ativo, apresentando onze sistemas com quatro deles sendo nomeados. Dois sistemas de 2021, o Ciclone Seth e uma baixa tropical da região australiana persistiram em 2022. A primeira tempestade do ano começou com o ciclone Cody, que se formou a noroeste de Fiji. A bacia australiana viu a formação do Ciclone Tiffany, que afetou grande parte do norte de Queensland durante a primeira semana do mês. No sudoeste do Oceano Índico, a Tempestade Tropical Ana tornou-se a mais recente primeira tempestade nomeada na bacia, sendo nomeada oficialmente em 23 de janeiro. Impactou Madagascar e vários outros países da África Austral com fortes chuvas. Ana foi responsável por um total de 142 mortes. Após Ana, o Ciclone Batsirai se formou mais tarde, tornando-se a segunda tempestade nomeada na bacia. Batsirai então se intensificou em um ciclone tropical intenso de ponta, ou na escala Saffir-Simpson, um ciclone tropical de categoria 4, tornando-se o primeiro grande ciclone tropical do ano ao passar por Maurícia e Reunião. Em seguida, atingiu a costa de Madagáscar, trazendo fortes efeitos e perturbando o poder do país e se tornou a tempestade mais forte do mês de janeiro. O Hemisfério Sul também viu a formação de sete baixas tropicais, porém a maioria delas nunca afetou nenhuma massa de terra.
| Nome da tempestade | Datas ativas             | Vento máximo km/h (mph) | Pressão (hPa) | Áreas afetadas                                                  | Dano ( USD)   | Mortes | Ref(s)               |
| ------------------ | ------------------------ | ----------------------- | ------------- | --------------------------------------------------------------- | ------------- | ------ | -------------------- |
| Cody               | 5 a 13 de janeiro        | 130 (80)                | 971           | Fiji                                                            | $ 25 milhões  | 1      | [ 12 ]               |
| Tiffany            | 8 a 17 de janeiro        | 100 (65)                | 988           | Queensland, Território do Norte                                 | $ 36.000      | Nenhum | [ 13 ]               |
| 11U                | 13 a 14 de janeiro       | Desconhecido            | 1008          | Nenhum                                                          | Nenhum        | Nenhum |                      |
| 04F                | 15 a 18 de janeiro       | Desconhecido            | 999           | Ilhas Cook                                                      | Nenhum        | Nenhum |                      |
| 05F                | 19 a 22 de janeiro       | Desconhecido            | 999           | Nenhum                                                          | Nenhum        | Nenhum |                      |
| Ana                | 20 a 25 de janeiro       | 85 (50)                 | 990           | Madagáscar, Moçambique, África do Sul, Malawi, Zimbabwe, Zâmbia | $ 25 milhões  | 142    | [ 14 ] [ 15 ] [ 16 ] |
| TL                 | 22 a 25 de janeiro       | Desconhecido            | 1005          | Nenhum                                                          | Nenhum        | Nenhum |                      |
| Batsirai           | Janeiro 24 – fevereiro 8 | 195 (120)               | 934           | Ilhas Maurícias, Reunião, Madagáscar                            | $ 190 milhões | 121    | [ 17 ]               |
| 06F                | 28 a 30 de janeiro       | Desconhecido            | 1001          | Nova Caledónia                                                  | Nenhum        | Nenhum |                      |
| 07F                | Janeiro 29 – fevereiro 7 | 65 (40)                 | 995           | Nova Caledônia                                                  | Nenhum        | Nenhum |                      |
| 14U                | Janeiro 30 – fevereiro 6 | Desconhecido            | 1003          | Austrália Ocidental                                             | Nenhum        | Nenhum |                      |

### Fevereiro

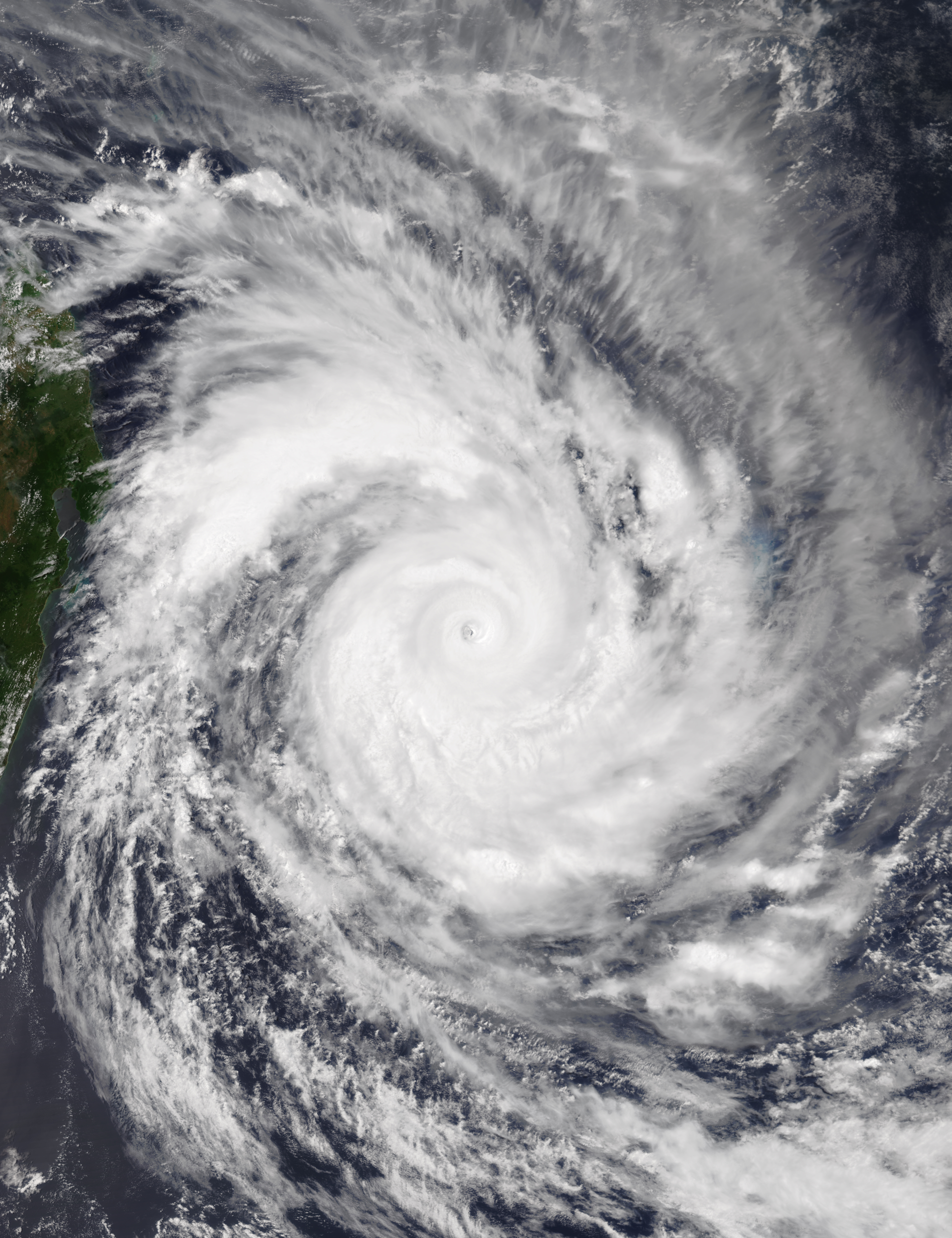
Ciclone Emnati

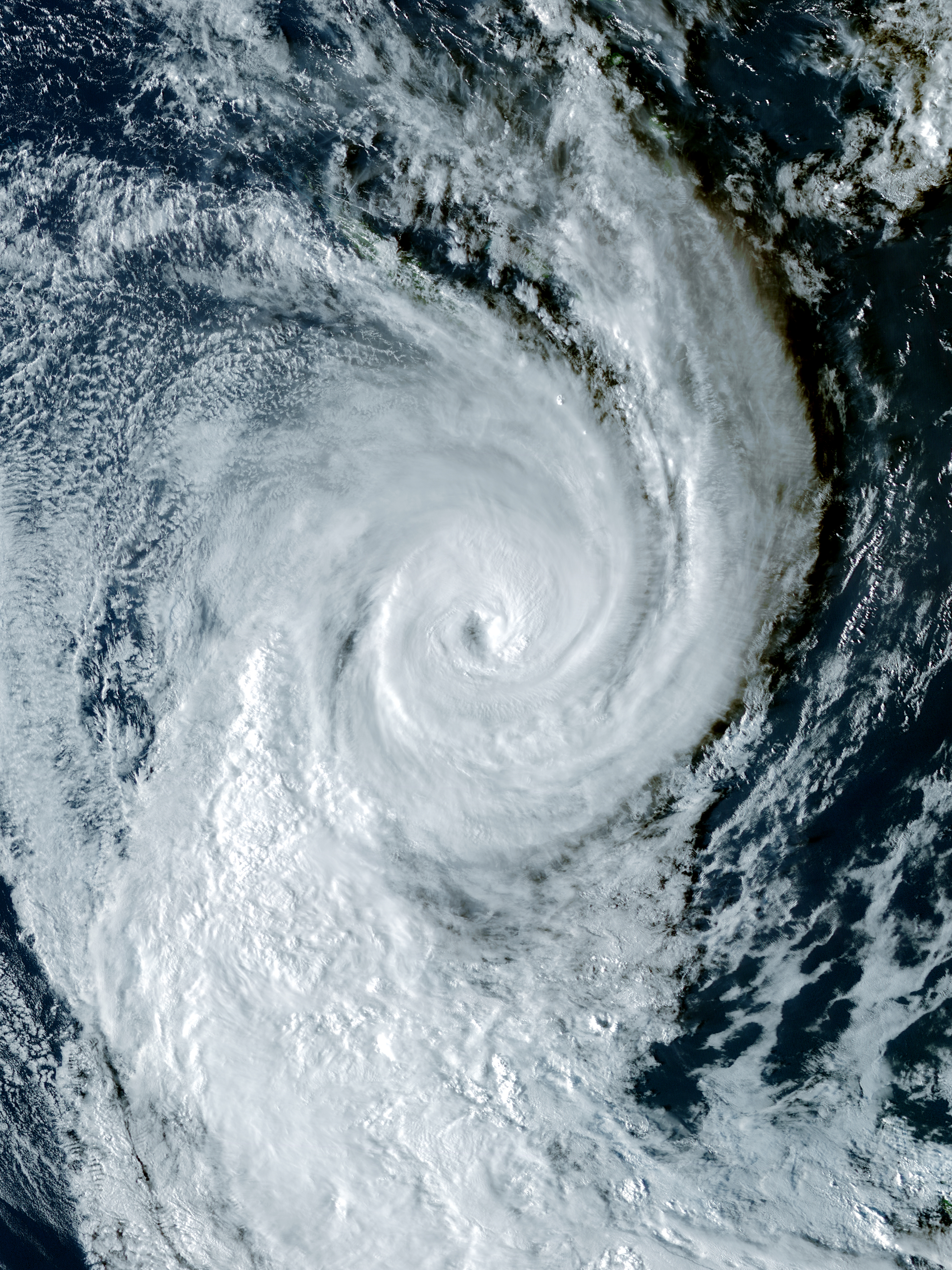
Ciclone Dovi

Fevereiro foi muito ativo, apresentando quinze sistemas, com oito deles sendo nomeados. O mês começou com a Tempestade Tropical Cliff que se formou no sudoeste do Oceano Índico. Além disso, na bacia, a Tempestade tropical Dumako e o Ciclone Emnati atingiram Madagáscar, que já havia sido devastado pelo Ciclone Batsirai um mês antes. Além disso, Fezile entrou na bacia da bacia da Austrália. No entanto, Fezile lutou para manter a sua estrutura devido ao cisalhamento do vento e se dissipou alguns dias depois. A bacia do Pacífico Sul viu a formação do Ciclone Tropical Severo Dovi, juntamente com um distúrbio tropical classificado como 07F e Eva. Dovi se intensificou em um ciclone de categoria 4 na escala australiana antes de atingir a Nova Zelândia como uma tempestade extratropical. Dovi causou danos menores no país junto com Vanuatu e Nova Caledónia. Eva se formou a oeste de Vanuatu. O sistema chegou à Nova Caledônia antes de se intensificar em um ciclone de categoria 1. Eva começou a enfraquecer em 4 de março como uma depressão subtropical e se dissipou um dia depois. Os ciclones Dovi e Emnati se tornaram a tempestade mais forte do mês de fevereiro. Na região da Austrália, os Ciclones Vernon e Anika se desenvolveram perto do final do mês. Anika atingiu a costa em Kimberley, enquanto Vernon ficou longe de qualquer massa de terra.
| Nome da tempestade | Datas ativas           | Vento máximo km/h (mph) | Pressão (hPa) | Áreas afetadas                                       | Dano ( USD ) | Mortes | Ref(s) |  |
| ------------------ | ---------------------- | ----------------------- | ------------- | ---------------------------------------------------- | ------------ | ------ | ------ |  |
| Cliff              | 3 a 5 de fevereiro     | 75 (45)                 | 994           | Nenhum                                               | Nenhum       | Nenhum |        |  |
| 17U                | 5 a 14 de fevereiro    | Desconhecido            | Desconhecido  | Nenhum                                               | Nenhum       | Nenhum |        |  |
| Dovi               | 6 a 12 de fevereiro    | 175 (110)               | 940           | Vanuatu, Nova Caledónia, Ilha Norfolk, Nova Zelândia | $ 80 milhões | Nenhum | [ 18 ] |  |
| Dumako             | 10 a 18 de fevereiro   | 85 (50)                 | 993           | Madagáscar, Moçambique                               | $ 1 milhão   | 14     | [ 19 ] |  |
| Fezil              | 13 a 18 de fevereiro   | 75 (45)                 | 980           | Nenhum                                               | Nenhum       | Nenhum |        |  |
| Emnati             | 15 a 24 de fevereiro   | 175 (110)               | 940           | Ilhas Maurícias, Reunião, Madagáscar                 | $ 1 milhão   | 15     |        |  |
| 20U                | 17 a 19 de fevereiro   | Desconhecido            | Desconhecido  | Nenhum                                               | Nenhum       | Nenhum |        |  |
| Vernon             | Fevereiro 23 – março 3 | 195 (120)               | 950           | Nenhum                                               | Nenhum       | Nenhum |        |  |
| 08                 | 23 a 27 de fevereiro   | 75 (45)                 | 992           | Nenhum                                               | Nenhum       | Nenhum |        |  |
| 21U                | Fevereiro 24 – março 1 | Desconhecido            | Desconhecido  | Norte de Queensland                                  | Nenhum       | Nenhum |        |  |
| Anika              | Fevereiro 24 – março 3 | 95 (60)                 | 987           | Território do Norte, Austrália Ocidental             | Nenhum       | Nenhum |        |  |
| Eva                | Fevereiro 26 – março 5 | 65 (40)                 | 995           | Vanuatu, Nova Caledônia                              | Nenhum       | Nenhum |        |  |
| 26U                | Fevereiro 27 – março 4 | 65 (40)                 | Desconhecido  | Nenhum                                               | Nenhum       | Nenhum |        |  |

### Março

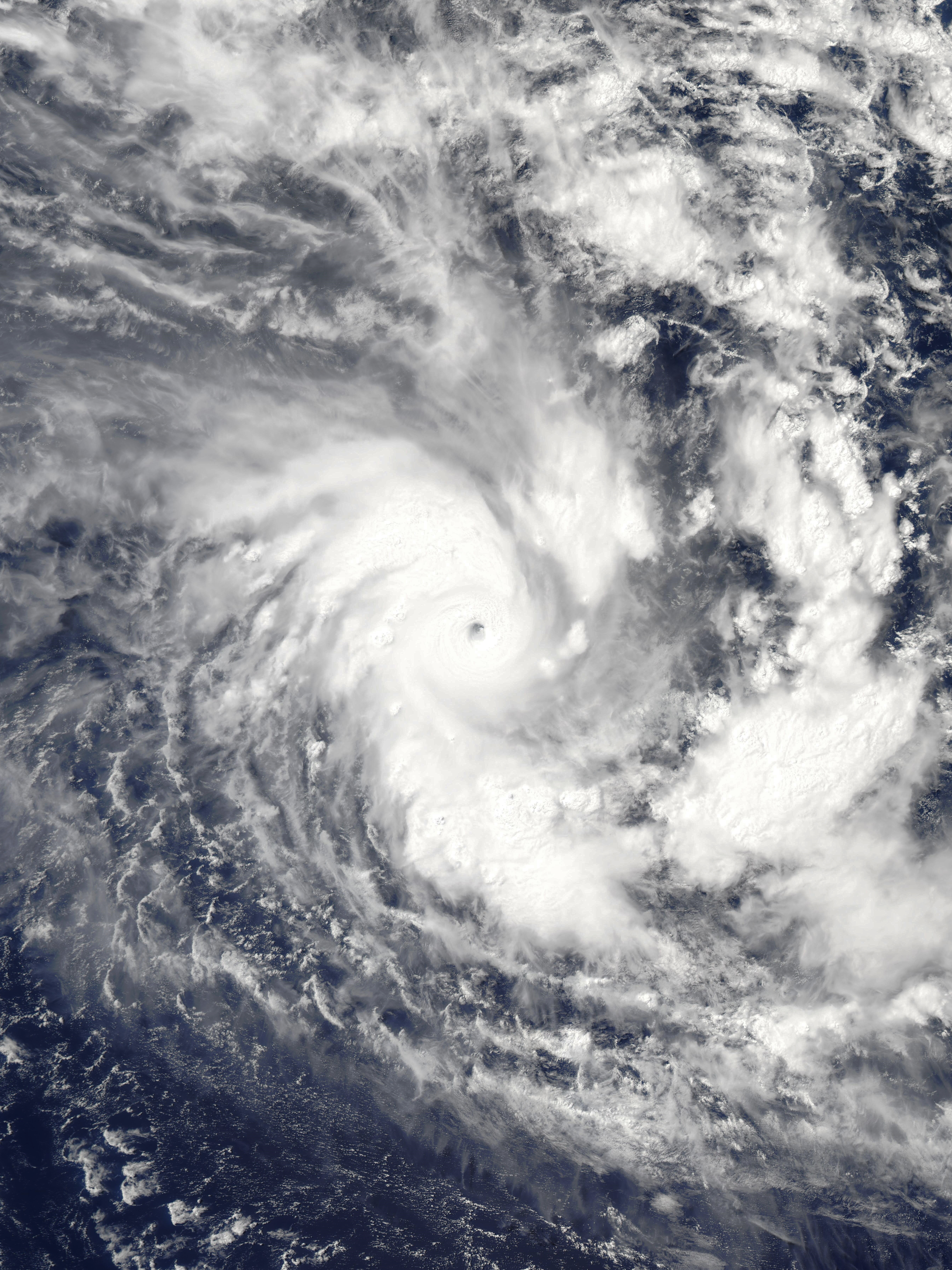
Ciclone Halima

Março ficou ligeiramente abaixo da média, apresentando oito sistemas, com quatro deles sendo nomeados. Em 3 de março, a depressão BOB 01 iniciou a temporada de ciclones no Índico Norte de 2022 extraordinariamente cedo quando se formou na Golfo de Bengala e é apenas o nono sistema desse tipo a se formar no mês de março desde que os registros confiáveis começaram em 1891. BOB 01 também foi o primeiro ciclone tropical a se formar no Hemisfério Norte em 2022. Da mesma forma, BOB 02 também se formou em 20 de março, tornando-se a única temporada na bacia do Oceano Índico a testemunhar dois sistemas no mês de março. Na região da Austrália, o Ciclone Tropical Billy se formou em 11 de março, mas permaneceu no mar e se dissipou em 17 de março, assim como a forma do Ciclone Charlotte em 15 de março, que rapidamente se intensificou em um ciclone equivalente à categoria 2 antes de enfraquecer e se dissipar onze dias mais tarde. Uma baixa tropical se formou perto da Ilha Christmas no final do mês. No sudoeste do Oceano Índico, o Ciclone Gombe se formou em 5 de março e atingiu Madagáscar, Moçambique, Malawi e se dissipou em 17 de março, matando 72 pessoas nessas nações. O sudoeste do Oceano Índico viu seu quinto ciclone tropical intenso do ano, quando o ciclone Halima também se intensificou rapidamente em uma tempestade equivalente à categoria 4. Halima se tornou a tempestade mais forte do mês de março. A temporada de tufões no Oceano Pacífico Ocidental começou em 29 de março, com a formação de uma depressão tropical a sudeste de Da Nang, no Vietnã, que recebeu a designação 01W pelo JTWC. O sistema chegou ao Vietnã antes de se dissipar no dia seguinte.
| Nome da tempestade | Datas ativas             | Vento máximo km/h (mph) | Pressão (hPa) | Áreas afetadas                   | Dano ( USD ) | Mortes | Ref(s) |
| ------------------ | ------------------------ | ----------------------- | ------------- | -------------------------------- | ------------ | ------ | ------ |
| BOB 01             | 3 a 6 de março           | 55 (35)                 | 1002          | Sri Lanka                        | Nenhum       | Nenhum |        |
| Gombe              | 5 a 17 de março          | 165 (105)               | 960           | Madagáscar, Moçambique, Malawi   | $ 95 milhões | 72     | [ 20 ] |
| Billy              | 12 a 17 de março         | 95 (60)                 | 988           | Nenhum                           | Nenhum       | Nenhum |        |
| Charlotte          | 15 a 26 de março         | 165 (105)               | 956           | Pequenas Ilhas da Sonda          | Nenhum       | Nenhum |        |
| BOB 02             | 20 a 23 de março         | 55 (35)                 | 1000          | Ilhas Andaman e Nicobar, Myanmar | Nenhum       | Nenhum |        |
| Halima             | 20 de Março – 1 de abril | 195 (120)               | 939           | Nenhum                           | Nenhum       | Nenhum |        |
| 01W                | 29 a 31 de março         | 55 (35)                 | 1006          | Vietnã                           | Mínimo       | 6      | [ 21 ] |
| 30U                | Marchar 30 – abril 1     | Desconhecido            | Desconhecido  | Nenhum                           | Nenhum       | Nenhum |        |

### Abril

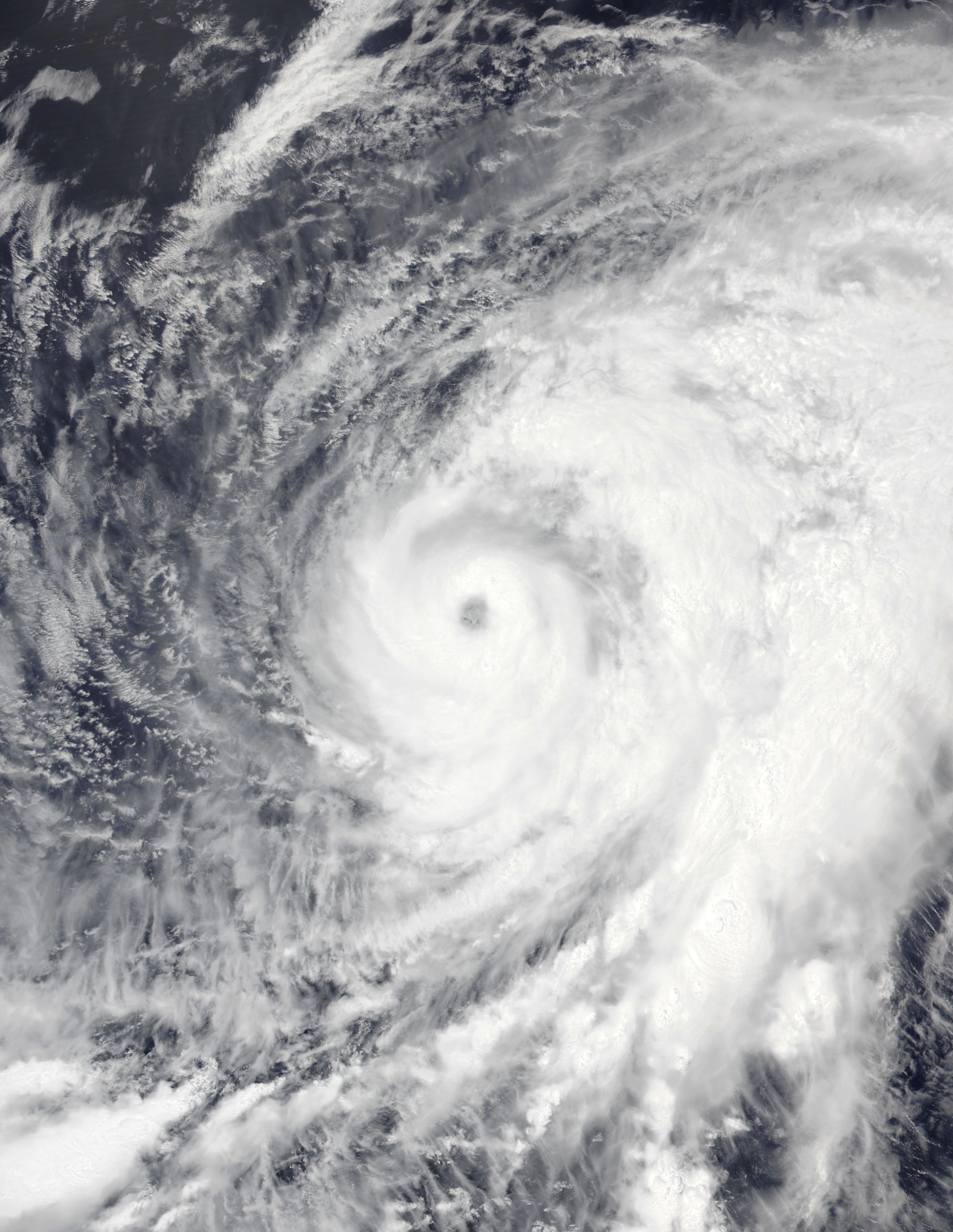
Tufão Malakas

Abril foi acima da média, apresentou nove sistemas, sendo cinco deles nomeados. Em 3 de abril, o Ciclone Tropical Fili formou-se no Mar de Coral. Aproximou-se da ilha da Nova Caledónia antes de enfraquecer. A bacia do Oceano Pacífico Ocidental viu a formação do Tufão Malakas, que o tornou a primeira tempestade nomeada na bacia. Malakas se formou perto das Ilhas Carolinas antes de se transformar lentamente em tufão três dias depois. No mesmo dia, Malakas entrou no PAR, que passou a se chamar Basyang pelo PAGASA. Malakas atingiu seu pico de intensidade como um tufão de categoria 4 e se tornou a tempestade mais forte do mês de abril. Malakas afetou as Ilhas Bonin antes de acelerar para nordeste em direção ao Japão e fazer a transição para um ciclone extratropical em 15 de abril. Alguns dias depois, uma depressão tropical se formou perto de Palau. A tempestade foi nomeada Megi pela JMA e nomeada como Agaton pela PAGASA. Apesar de sua curta duração, Megi devastou grande parte da região de Visayas Oriental, que já havia sido atingida pelo Tufão Rai quatro meses antes. Megi moveu-se muito lentamente durante a maior parte de sua vida útil e se dissipou em 12 de abril devido à sua interação com Malakas. Na região da Austrália, duas baixas tropicais de curta duração (32U e 33U) se formaram, mas se dissiparam sem atingir nenhuma massa de terra. Além disso, a 34U se formou perto da Ilha Christmas em 23 de abril. No entanto, não representou uma ameaça para nenhuma área habitável até agora e se dissipou seis dias depois. No sudoeste do Oceano Índico, uma depressão subtropical incomum se formou na costa da África do Sul em 12 de abril, batizada de Issa pelo MFR. A tempestade exacerbou as inundações em curso em KwaZulu-Natal. Oito dias depois, a Tempestade Tropical Severa Jasmine se formou perto das Comores. O jasmim afetou primeiro a costa de Moçambique antes de finalmente atingir Toliara antes de enfraquecer.
| Nome da tempestade | Datas ativas     | Vento máximo km/h (mph) | Pressão (hPa) | Áreas afetadas                    | Dano ( USD )     | Mortes       | Ref(s)               |
| ------------------ | ---------------- | ----------------------- | ------------- | --------------------------------- | ---------------- | ------------ | -------------------- |
| Fili               | 3 a 9 de abril   | 110 (70)                | 977           | Nova Caledônia                    | Nenhum           | Nenhum       |                      |
| Malakas (Basyang)  | 6 a 15 de abril  | 165 (105)               | 945           | Guam, Ilhas Carolinas Ilhas Bonin | Menor            | Nenhum       |                      |
| Megi (Agaton)      | 8 a 12 de abril  | 75 (45)                 | 996           | Filipinas                         | US$ 90,8 milhões | 214          | [ 22 ] [ 23 ] [ 24 ] |
| 32U                | 8 a 9 de abril   | Desconhecido            | Desconhecido  | Nenhum                            | Nenhum           | Nenhum       |                      |
| Issa               | 12 a 13 de abril | 95 (60)                 | 994           | África do Sul                     | Desconhecido     | Desconhecido |                      |
| 33U                | 16 a 19 de abril | 45 (30)                 | 1005          | Território do Norte               | Nenhum           | Nenhum       |                      |
| Jasmim             | 21 a 27 de abril | 110 (70)                | 982           | Comores, Moçambique, Madagáscar   | Desconhecido     | 10           | [ 25 ]               |
| 34U                | 25 a 29 de abril | 65 (40)                 | 998           | Nenhum                            | Nenhum           | Nenhum       |                      |
| 37U                | 25 a 26 de abril | 65 (40)                 | 996           | Nenhum                            | Nenhum           | Nenhum       |                      |

### Maio

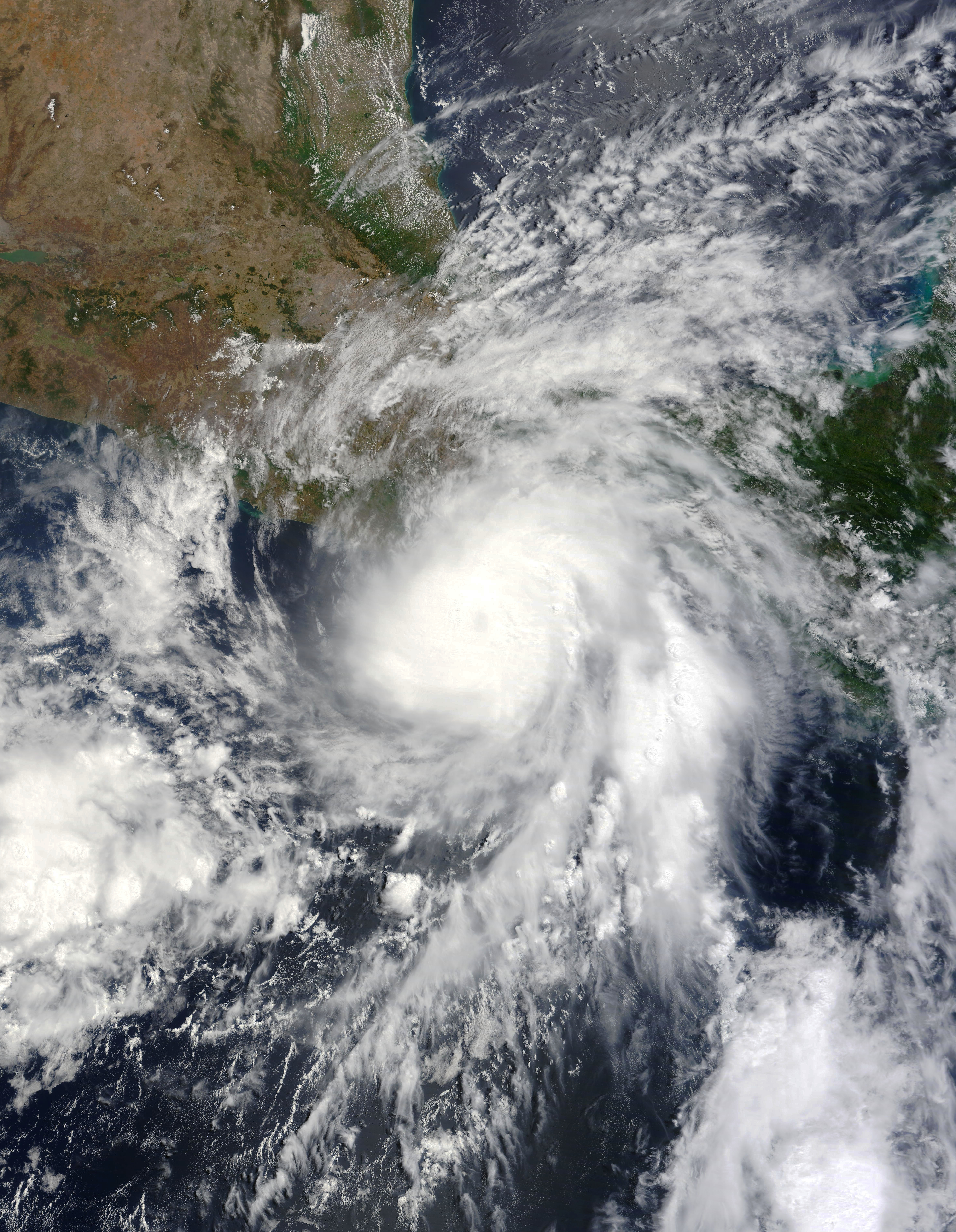
Furacão Agatha

Maio ficou bem acima da média, apresentando oito sistemas, sendo cinco deles nomeados. O mês começou com uma séries de rajadas de vento de oeste ocorrendo no Oceano Índico que resultou na formação de Karim na região australiana e Asani na bacia do norte do Oceano Índico. Karim atingiu seu pico de intensidade como um ciclone de categoria 2 antes de se dissipar sem afetar nenhuma massa de terra. Asani, por outro lado, formou-se rapidamente na costa das ilhas Andamão e Nicobar antes de se intensificar no primeiro ciclone da bacia. Ao se aproximar da costa da Índia, Asani começou a parar e a perder força devido ao forte cisalhamento do vento e ao ar seco. Asani finalmente atingiu a costa perto de Masulipatão como uma tempestade tropical fraca e se dissipou no dia seguinte. Tornou-se o primeiro ciclone pré-monção a afetar o Índia do Sul desde 2010. Além disso, outra depressão classificada como BOB 04 se formou sobre o Golfo de Martabão. O sistema atingiu a costa sul da Birmânia e se dissipou no mesmo dia. No Pacífico Sul, um ciclone fora de temporada chamado Gina se formou a nordeste de Vanuatu. Gina atingiu seu pico como um ciclone de categoria 1 antes de se dissipar. Gina causou pequenas inundações e danos a Vanuatu. No Atlântico Sul, uma tempestade subtropical chamada Yakecan se formou na costa sul do Brasil. Yakecan matou duas pessoas no total e foi o último nome usado pela Marinha do Brasil. Em 28 de maio, Agatha, que se tornou a primeira tempestade na bacia do Pacífico Leste, formou-se a sudoeste do México e atingiu a costa de Oaxaca, no México, em 30 de maio como um furacão de categoria 2. Agatha se tornou a tempestade mais forte do mês. Na região da Austrália, outra baixa tropical fora de temporada se formou perto da Ilha Christmas, de acordo com o BoM. Na bacia do Pacífico Ocidental, uma depressão tropical se formou a nordeste de Mindanao após um mês de inatividade. A depressão se dissipou no mesmo dia.
| Nome da tempestade | Datas ativas    | Vento máximo km/h (mph) | Pressão (hPa) | Áreas afetadas                                                        | Dano ( USD ) | Mortes | Ref(s) |
| ------------------ | --------------- | ----------------------- | ------------- | --------------------------------------------------------------------- | ------------ | ------ | ------ |
| Karim              | 5 a 11 de maio  | 110 (70)                | 982           | Nenhum                                                                | Nenhum       | Nenhum |        |
| Asani              | 7 a 12 de maio  | 100 (65)                | 982           | Ilhas Andamão e Nicobar, Andra Pradexe, Tâmil Nadu, Carnataca, Orissa | Desconhecido | 3      |        |
| Gina               | 16 a 21 de maio | 75 (45)                 | 998           | Vanuatu                                                               | Nenhum       | Nenhum |        |
| Yakecan            | 17 a 19 de maio | 95 (60)                 | 990           | Brasil, Uruguai                                                       | $ 50 milhões | 2      | [ 26 ] |
| BOB 04             | 20 a 21 de maio | 45 (30)                 | 996           | Myanmar, Tailândia                                                    | Nenhum       | Nenhum |        |
| ágatha             | 28 a 31 de maio | 175 (110)               | 964           | Sul do México                                                         | $ 50 milhões | 9      |        |
| TL                 | 28 a 31 de maio | Desconhecido            | 1004          | Ilha Christmas, Austrália Ocidental                                   | Nenhum       | Nenhum |        |
| TD                 | 30 de maio      | Desconhecido            | 1006          | Filipinas                                                             | Nenhum       | Nenhum |        |

### Junho

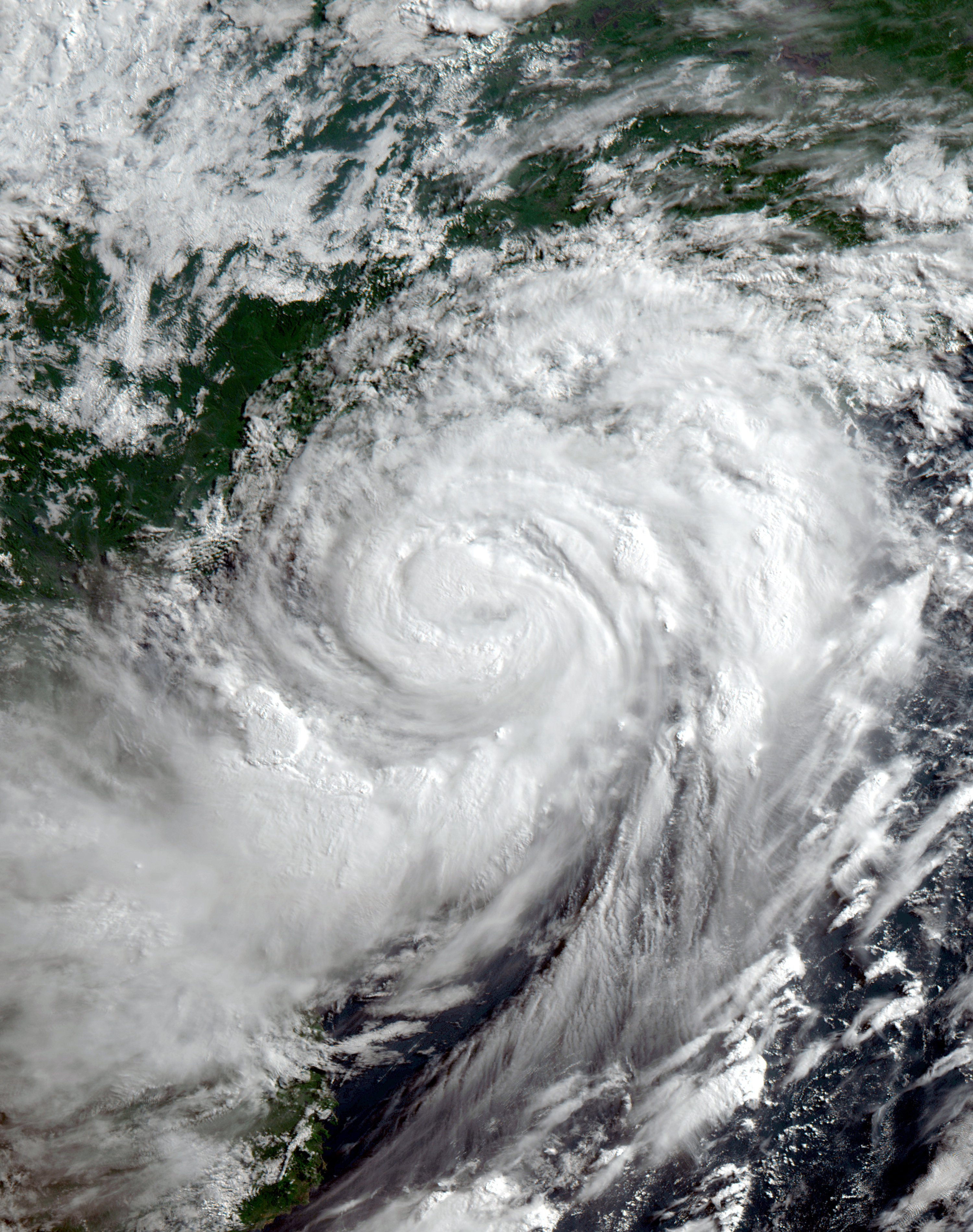
Tufão Chaba

Junho foi bastante inativo apresentando apenas cinco sistemas, com todos eles sendo nomeados. O mês começou com uma tempestade tropical chamada Alex que se formou no Atlântico perto da Flórida e das Bahamas, tornando-se a primeira tempestade na bacia este ano. O precursor de Alex matou quatro pessoas em Cuba devido a inundações. No Oceano Pacífico Oriental, Blas formou-se na costa sudoeste do México. Blas se intensificou no segundo furacão da bacia, onde foi responsável por quatro mortes no México. Dois dias depois, Celia se formou na costa da América Central. Celia atingiu seu pico de intensidade como uma tempestade tropical e lutou para se intensificar ainda mais devido a uma crista de nível médio. Uma morte foi atribuída a Celia em Oaxaca, onde um homem se afogou. Na bacia do Pacífico Ocidental, após um mês de inatividade, Chaba se formou a oeste de Lução e atingiu seu pico de intensidade como um tufão de categoria 1, tornando-se posteriormente a tempestade mais forte do mês de junho. Chaba então atingiu Maoming no sul da China e se dissipou sobre a China Central. Chaba matou pelo menos 12 pessoas quando um navio guindaste afundou na costa de Hong Kong. Além disso, no final do mês, Aere se formou no Mar das Filipinas ao sul de Okinawa. Aere então atingiu a costa de Okinawa antes de se enfraquecer em uma depressão tropical enquanto se dirigia para o Japão.
| Nome da tempestade | Datas ativas             | Vento máximo km/h (mph) | Pressão (hPa) | Áreas afetadas                                        | Dano ( USD )  | Mortes | Ref(s)        |
| ------------------ | ------------------------ | ----------------------- | ------------- | ----------------------------------------------------- | ------------- | ------ | ------------- |
| Alex               | 5 a 6 de junho           | 110 (70)                | 984           | Península de Iucatã, Cuba, Flórida, Bahamas, Bermudas | $ 104.000     | 4      | [ 27 ] [ 28 ] |
| Blas               | 14 a 19 de junho         | 140 (85)                | 978           | Sudoeste do México, Ilhas Revillagigedo               | Mínimo        | 4      | [ 29 ] [ 30 ] |
| Celia              | 16 a 28 de junho         | 95 (60)                 | 997           | América Central, Ilhas Revillagigedo                  | Mínimo        | 1      | [ 31 ]        |
| Chabá (Caloy)      | 28 de junho – 5 de julho | 130 (80)                | 965           | China, Vietnã                                         | $ 464 milhões | 12     | [ 32 ]        |
| Are (Domeng)       | 30 de junho – 4 de julho | 85 (50)                 | 994           | Japão                                                 | Desconhecido  | Nenhum |               |

### Julho

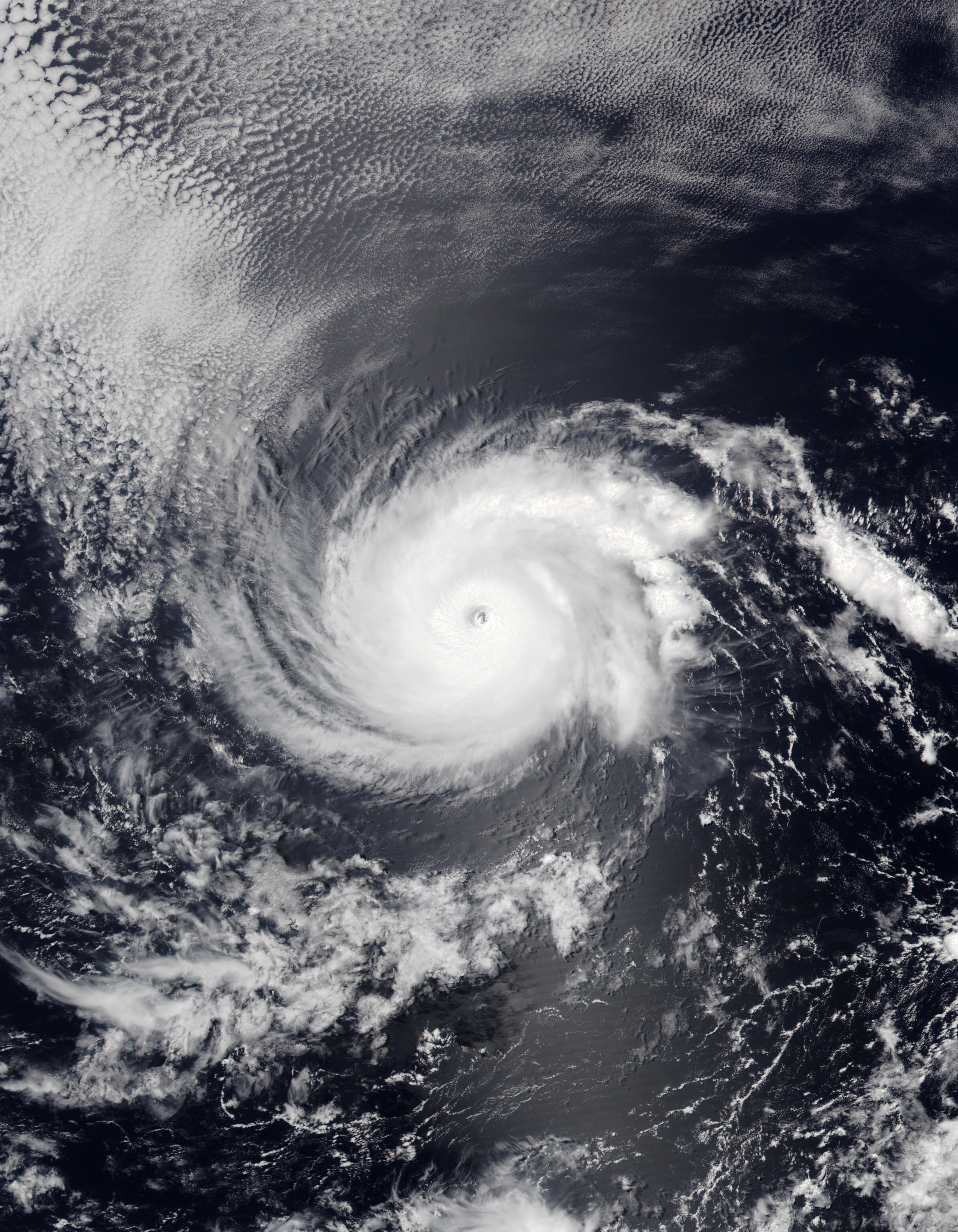
Furacão Darby

Julho foi mediano, com onze tempestades tropicais, sendo oito delas nomeadas. A bacia do Atlântico em destaque, Bonnie, que se formou na costa caribenha da América Central em 1 de julho e atingiu a costa perto da fronteira Costa Rica–Nicarágua no dia seguinte. Bonnie então cruzou para a bacia do Pacífico Leste e se intensificou em um furacão de categoria 3, que se tornou o primeiro grande furacão da bacia. Bonnie se dissipou em 9 de julho perto da bacia do Pacífico Central. No dia seguinte, Colin se formou inesperadamente no interior da costa da Carolina do Sul em 2 de julho e se dissipou no dia seguinte sobre a Carolina do Norte. No Pacífico Oriental, a Tempestade Tropical Georgette, bem como os furacões Darby, Estelle e Frank se formaram. Darby atingiu seu pico de intensidade como um furacão de categoria 4 a sudeste das ilhas havaianas e se tornou a tempestade mais forte do mês. Georgette, Estelle e Frank permaneceram no mar e não eram uma grande ameaça para a terra. A bacia do Pacífico Ocidental apresentou uma depressão tropical de curta duração e as tempestades tropicais Songda e Trases. Songda formou-se a noroeste das Ilhas Marianas e passou ao sul do Japão, enquanto Trases formou-se ao norte de Okinawa. O Oceano Índico Norte apresentou uma depressão de curta duração classificada como ARB 01, que se tornou a primeira depressão de monção na bacia. Além disso, um ciclone tropical classificado como 01U se formou na região da Austrália, iniciando a temporada de ciclones na região da Austrália de 2022-2023 excepcionalmente cedo.
| Nome da tempestade | Datas ativas              | Vento máximo km/h (mph) | Pressão (hPa) | Áreas afetadas | Dano ( USD ) | Mortes | Ref(s)        |
| ------------------ | ------------------------- | ----------------------- | ------------- | --- | ------------ | ------ | ------------- |
| Bonnie             | 1 a 9 de julho            | 185 (115)               | 964           | Trindade e Tobago, Granada, Venezuela, Ilhas ABC, Colômbia, Costa Rica, Nicarágua, Guatemala, El Salvador, Sudoeste do México, Ilhas Revillagigedo | $ 25 milhões | 5      | [ 33 ] [ 34 ] |
| Colin              | 2 a 3 de julho            | 65 (40)                 | 1011          | as Carolinas | Mínimo       | 1      | [ 35 ]        |
| Darby              | 9 a 17 de julho           | 220 (140)               | 954           | Havaí | Nenhum       | Nenhum |               |
| Estelle            | 15 a 21 de julho          | 140 (85)                | 985           | Sudoeste do México, Ilhas Revillagigedo | Nenhum       | Nenhum |               |
| ARB 01             | 16 a 18 de julho          | 45 (30)                 | 992           | Guzerate | Nenhum       | Nenhum |               |
| TD                 | 24 a 25 de julho          | 55 (35)                 | 1006          | Nenhum | Nenhum       | Nenhum |               |
| Frank              | 26 de julho – 2 de agosto | 150 (90)                | 976           | Nenhum | Nenhum       | Nenhum |               |
| Songda             | 26 de julho – 1 de agosto | 75 (45)                 | 996           | Japão, Coreia do Sul, Coreia do Norte | Nenhum       | Nenhum |               |
| Georgette          | 27 de julho – 3 de agosto | 95 (60)                 | 997           | Nenhum | Nenhum       | Nenhum |               |
| 01U                | 26 a 31 de julho          | 85 (50)                 | 994           | Ilhas Cocos (Keeling) | Nenhum       | Nenhum |               |
| Trase (Ester)      | 29 de julho – 1 de agosto | 65 (40)                 | 998           | Ilhas Ryukyu, Coreia do Sul | Nenhum       | Nenhum |               |

### Agosto

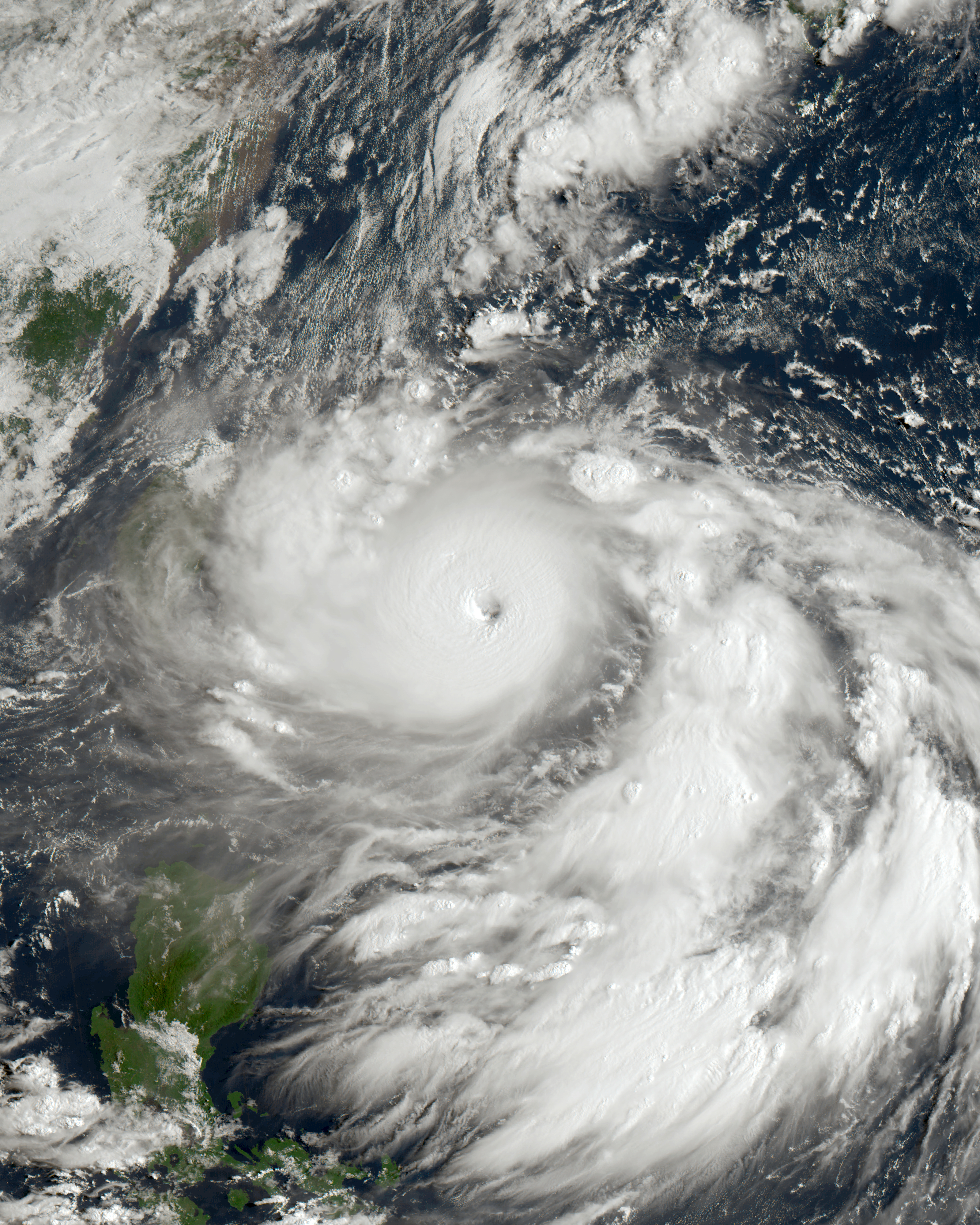
Tufão Hinnamnor

Agosto foi quase normal, apresentando quinze tempestades tropicais, com sete delas sendo nomeadas. Nenhum ciclone se formou na bacia do Atlântico durante o mês. A bacia do Pacífico Oriental apresentava dois sistemas nomeados, Howard e Ivette. Howard se formou a sudoeste da costa mexicana e atingiu seu pico de intensidade como um furacão de categoria 1 antes de se dissipar. Ivette se formou logo depois e lutou para se intensificar apesar de estar sobre águas quentes, apenas se intensificando brevemente em uma tempestade tropical como resultado de uma explosão inesperada de convecção. A bacia do Pacífico Ocidental apresentava quatro depressões, sendo uma classificada como 08W e a outra como Gardo. Além disso, as tempestades tropicais Mulan, Meari e Ma-on, bem como os tufões Tokage e Hinnamnor se formaram. Hinnamnor foi o sistema mais forte durante o mês, atingindo o pico como a primeira categoria 5 ciclone tropical do ano globalmente em 30 de agosto. Hinnamnor causou danos generalizados na Coreia do Sul e no Japão durante sua existência. Mulan e Ma-on afetaram as Filipinas e partes do sul da China e norte do Vietnã. Meari também desembarcou no Japão perturbando eventos realizados no país. Tokage, por outro lado, passou a leste do Japão sem causar nenhum dano. O norte do Oceano Índico apresentou quatro depressões com uma formação no Mar Arábico e o restante na Golfo de Bengala. Notavelmente, o BOB 06 e o BOB 07 mantiveram sua estrutura sobre a Índia devido ao efeito oceano marrom. Os remanescentes do BOB 07 entraram posteriormente no Paquistão, piorando as inundações em curso no país.
| Nome da tempestade | Datas ativas                 | Vento máximo km/h (mph) | Pressão (hPa) | Áreas afetadas                                                                                  | Dano ( USD)   | Mortes | Ref(s)               |
| ------------------ | ---------------------------- | ----------------------- | ------------- | ----------------------------------------------------------------------------------------------- | ------------- | ------ | -------------------- |
| 08W                | 3–4 de agosto                | Desconhecido            | 1002          | China meridional, Vietnã                                                                        | Desconhecido  | Nenhum |                      |
| Howard             | 6–11 de agosto               | 140 (85)                | 983           | Ilhas Revillagigedo                                                                             | Nenhum        | Nenhum |                      |
| Mulan              | 8–11 de agosto               | 65 (40)                 | 996           | China meridional, Vietnã, Laos, Tailândia, Myanmar                                              | $106,850      | 7      | [ 37 ] [ 38 ]        |
| LAND 01            | 9–10 de agosto               | 45 (30)                 | 992           | Central India, Orissa                                                                           | Nenhum        | Nenhum |                      |
| Meari              | 10–14 de agosto              | 75 (45)                 | 996           | Japão                                                                                           | Desconhecido  | Nenhum |                      |
| ARB 02             | 12–13 de agosto              | 45 (30)                 | 992           | Guzerate, Omã                                                                                   | Nenhum        | Nenhum |                      |
| Ivette             | 13–16 de agosto              | 65 (40)                 | 1005          | Ilhas Revillagigedo                                                                             | Nenhum        | Nenhum |                      |
| BOB 05             | 14–17 de agosto              | 45 (30)                 | 993           | Índia Central, Rajastão, Orissa, Bengala Ocidental                                              | Nenhum        | Nenhum |                      |
| TD                 | 14–15 de agosto              | Desconhecido            | 1012          | Nenhum                                                                                          | Nenhum        | Nenhum |                      |
| BOB 06             | 18–23 de agosto              | 55 (35)                 | 988           | Bangladesh, Bengala Ocidental, Orissa, Jarcanda, Índia Central, Utar Pradexe                    | Desconhecido  | 32     | [ 39 ] [ 40 ] [ 41 ] |
| Ma-on (Florita)    | 20–26 de agosto              | 100 (65)                | 985           | Filipinas, China meridional, Vietnã                                                             | $9.13 million | 7      | [ 42 ]               |
| Tokage             | 21–25 de agosto              | 140 (85)                | 970           | Nenhum                                                                                          | Nenhum        | Nenhum |                      |
| TD                 | 22 de agosto                 | 55 (35)                 | 1008          | Nenhum                                                                                          | Nenhum        | Nenhum |                      |
| Hinnamnor (Henry)  | 27 de agosto – 6 de setembro | 195 (120)               | 920           | Japão, Filipinas, Taiwan, Leste da China, Coreia do Sul, Coreia do Norte, Extremo Oriente Russo | $1,21 bilhões | 12     | [ 43 ] [ 44 ]        |
| 13W (Gardo)        | 30 de agosto – 1 de setembro | 55 (35)                 | 998           | Nenhum                                                                                          | Nenhum        | Nenhum |                      |

### Setembro

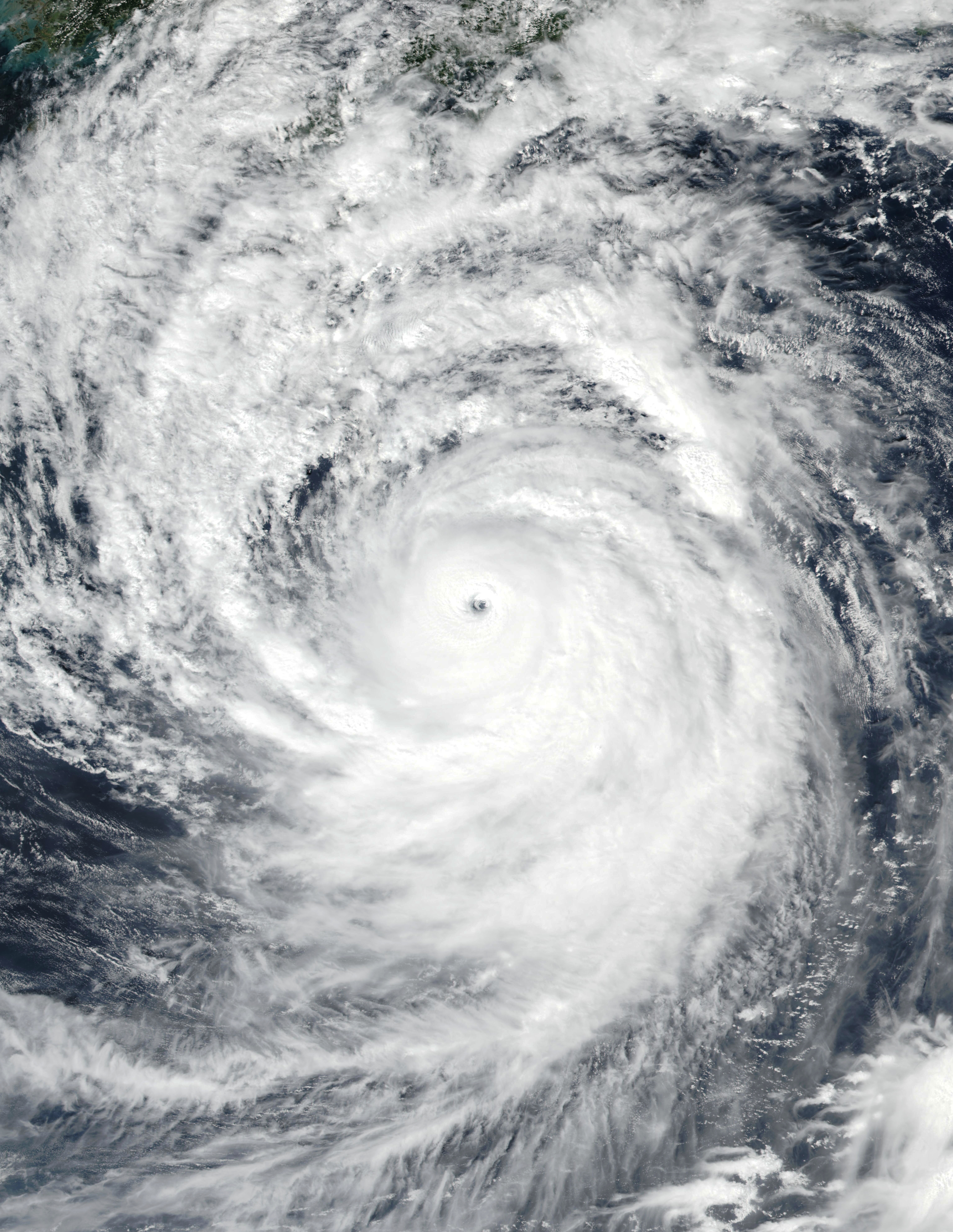
Tufão Nanmadol

Setembro foi muito ativo - tornando-se um mês geralmente acima da média, apresentando vinte e três sistemas, com vinte deles sendo nomeados. No Atlântico Norte, as tempestades tropicais Gaston e Hermine, bem como os furacões Danielle, Earl, Fiona e Ian e uma depressão classificada como Onze se formaram após uma pausa de 60 dias na atividade dentro da bacia. Danielle se tornou o primeiro furacão mais recente no Atlântico a se desenvolver desde 2013. Fiona e Ian também foram os furacões mais notáveis, sendo Fiona o ciclone mais poderoso a atingir o Canadá depois de causar graves danos em todo o Caribe. Ian, por outro lado, também causou grandes danos em Cuba e mais tarde atingiu a Flórida como um furacão de categoria 4. A bacia do Pacífico Leste apresentou as tempestades tropicais Javier, Lester, Madeline, Newton, bem como os furacões Kay e Orlene. Javier e Kay seguiram um caminho geralmente para o noroeste da costa do sudoeste do México e da península de Baja California, enquanto Lester atingiu a costa ao longo da costa do México. A bacia do Pacífico Ocidental viu as formações das tempestades tropicais Talas e Kulap, tufões Muifa, Merbok, Nanmadol, Noru e Roke e uma depressão de curta duração. Muifa atingiu o pico como um tufão de categoria 4 antes de atingir a costa perto de Xangai, na China, tornando-se o tufão mais forte a atingir a cidade já registrado. Nanmadol, que foi a tempestade mais forte do mês e até agora em todo o mundo, também atingiu o pico como um tufão quase equivalente à categoria 5 e atingiu o Japão. Merbok, por outro lado, permaneceu no mar enquanto era tropical; no entanto, seus remanescentes mais tarde trouxeram ventos com força de furacão para várias partes do Alasca. A bacia do norte do Oceano Índico apresentou uma depressão de curta duração classificada como BOB 08. A bacia do sudoeste do Oceano Índico também começou com a formação de Ashley em 25 de setembro.

### Outubro
Outubro foi acima da média, com dezesseis tempestades tropicais, doze delas sendo nomeadas. A bacia do Atlântico Norte apresentou a tempestade tropical, Karl, os furacões Lisa, Julia e uma depressão classificada como Doze. Julia matou pelo menos 91 pessoas na América Central e na Venezuela antes de emergir no Oceano Pacífico; tornando-se a segunda tempestade da temporada a sobreviver ao crossover, depois de Bonnie em julho. Karl, por outro lado, parou na Baía de Campeche durante sua vida útil antes de se dissipar perto da costa mexicana. A bacia do Pacífico Leste apresentou a tempestade tropical Paine e o furacão Roslyn. Roslyn, que se tornou a tempestade mais forte durante o mês, atingiu o pico como um furacão de categoria 4 antes de atingir o México como um furacão de categoria 3. Roslyn causou danos moderados em todo o país e se tornou a tempestade mais forte a atingir o México desde Patricia em 2015. Paine, por outro lado, nunca afetou nenhuma massa de terra. Na bacia do Pacífico Ocidental, as tempestades tropicais Sonca, Haitang, Nalgae, Banyan, tufão Nesat, junto com três depressões de curta duração se formaram. Sonca atingiu o solo no Vietnã, enquanto o Nalgae atingiu vários continentes nas Filipinas, causando fortes inundações. Nesat viajou pelo Mar da China Meridional, atingindo seu pico de intensidade como um tufão de categoria 2 antes de se dissipar entre o Vietnã e a Ilha de Hainan. Haitang, por outro lado, permaneceu no mar. A bacia do norte do Oceano Índico apresentou sua segunda tempestade nomeada desde maio, o ciclone Sitrang. Sitrang se desenvolveu na Baía de Bengala antes de chegar a Bangladesh, matando pelo menos 35 pessoas. O sudoeste do Oceano Índico apresentou Balita, a segunda tempestade nomeada na bacia em 3 de outubro.
| Nome da tempestade | Datas ativas                  | Vento máximo km/h (mph) | Pressão (hPa) | Áreas afetadas                                                                                                  | Dano ( USD)   | Mortes | Ref(s)                                                  |
| ------------------ | ----------------------------- | ----------------------- | ------------- | --- | ------------- | ------ | ------------------------------------------------------- |
| Paine              | 3–5 de outubro                | 75 (45)                 | 1004          | Ilhas Revillagigedo                                                                                             | Nenhum        | Nenhum |                                                         |
| Balita             | 3–9 de outubro                | 65 (40)                 | 996           | Nenhum | Nenhum        | Nenhum |                                                         |
| Doze               | 4–7 de outubro                | 55 (35)                 | 1006          | Nenhum | Nenhum        | Nenhum |                                                         |
| Julia              | 7–10 de outubro               | 140 (85)                | 982           | Trinidade e Tobago, Venezuela, Ilhas ABC, Colômbia, Nicarágua, Honduras, El Salvador, Guatemala, Panamá, México | $406 milhões  | 91     | [ 46 ] [ 47 ] [ 48 ] [ 49 ] [ 50 ] [ 51 ] [ 52 ] [ 53 ] |
| Maymay             | 11–12 de outubro              | Desconhecido            | 1002          | Filipinas | $9.16 milhões | 2      | [ 54 ]                                                  |
| Karl               | 11–15 de outubro              | 95 (60)                 | 998           | Sul México | Desconhecido  | 3      | [ 55 ]                                                  |
| 21W                | 12–14 de outubro              | 55 (35)                 | 1002          | Nenhum | Nenhum        | Nenhum |                                                         |
| Sonca              | 13–15 de outubro              | 65 (40)                 | 996           | Vietname, Laos, Camboja                                                                                         | $73.4 million | 10     | [ 56 ]                                                  |
| Nesat (Neneng)     | 13–20 de outubro              | 140 (85)                | 965           | Filipinas, Taiwan, China meridional, Vietname, Camboja, Laos                                                    | $8.15 million | Nenhum | [ 57 ]                                                  |
| Haitang            | 18–19 de outubro              | 65 (40)                 | 1002          | Nenhum | Nenhum        | Nenhum |                                                         |
| 25W (Obet)         | 18–23 de outubro              | 55 (35)                 | 1006          | Filipinas | Desconhecido  | 2      | [ 58 ]                                                  |
| Roslyn             | 20–24 de outubro              | 215 (130)               | 950           | Islas Marías, Oeste México                                                                                      | Desconhecido  | 4      | [ 59 ] [ 60 ]                                           |
| Sitrang            | 22–26 de outubro              | 85 (50)                 | 995           | Ilhas Andamão e Nicobar, Bangladesh                                                                             | Nenhum        | >35    | [ 61 ]                                                  |
| Nalgae (Paeng)     | 26 de outubro – 3 de dezembro | 110 (70)                | 975           | Filipinas | $237 milhões  | 164    | [ 62 ] [ 63 ] [ 64 ]                                    |
| Banyan (Queenie)   | 28 de outubro – 1 de dezembro | 65 (40)                 | 1002          | Ilhas Carolinas, Palau                                                                                          | Nenhum        | Nenhum |                                                         |
| Lisa               | 31 de outubro – 5 de dezembro | 140 (85)                | 987           | Jamaica, Honduras, Belize, Guatemala, México                                                                    | $10 milhões   | Nenhum |                                                         |

### Novembro
Novembro foi um mês bastante inactivo, com apenas seis tempestades, tendo três delas sido nomeadas. A bacia do Atlântico Norte apresentava dois furacões chamados Martin e Nicole. Martin, que se tornou a tempestade mais forte durante o mês que culminou com um furacão de Categoria 1 no Atlântico aberto, antes da sua transição para um ciclone pós-tropical. A tempestade aproximou-se mais tarde da Irlanda como uma tempestade europeia de ventos antes de se dissipar. Nicole, por outro lado, também atingiu o pico como um furacão de Categoria 1 antes de fazer um raro desembarque sobre as Bahamas e a costa oriental da Flórida. Apesar de Nicole ser relativamente fraca, o seu grande tamanho infligiu danos graves a muitas áreas, incluindo a Flórida, que já tinha sido devastada pelo Ian seis semanas antes. Além disso, foram relatadas 11 mortes causadas pelo furacão. A bacia do Pacífico Ocidental apresentava apenas um sistema chamado Yamaneko, que foi de curta duração e nunca afectou nenhuma massa terrestre. A bacia do Oceano Índico Norte também apresentava apenas uma depressão classificada como BOB 08, que fez um desembarque sobre o Sul da Índia antes de se dissipar. No Hemisfério Sul, duas baixas tropicais classificadas como 02U e 03U formaram-se na região da Austrália com a passagem da 02U para a bacia do Sudoeste do Oceano Índico, onde foi reclassificada como 03 antes de se dissipar. A 03U foi paralela à costa da Indonésia antes de se dissipar a norte da Austrália.
| Nome da tempestade | Datas ativas      | Vento máximo km/h (mph) | Pressão (hPa) | Áreas afetadas                                                         | Dano ( USD) | Mortes | Ref(s)               |
| ------------------ | ----------------- | ----------------------- | ------------- | ---------------------------------------------------------------------- | ----------- | ------ | -------------------- |
| Martin             | 1–3 de novembro   | 140 (85)                | 960           | Nenhum                                                                 | Nenhum      | Nenhum |                      |
| 02U (03)           | 1–6 de novembro   | 55 (35)                 | 1004          | Nenhum                                                                 | Nenhum      | Nenhum |                      |
| Nicole             | 7–11 de novembro  | 120 (75)                | 980           | República Dominicana, Porto Rico, Bahamas, Sudoeste dos Estados Unidos | >$1 bilhão  | 11     | [ 65 ] [ 66 ] [ 67 ] |
| Yamaneko           | 11–14 de novembro | 65 (40)                 | 1004          | Nenhum                                                                 | Nenhum      | Nenhum |                      |
| 03U                | 15–26 de novembro | Desconhecido            | 1005          | Nenhum                                                                 | Nenhum      | Nenhum |                      |
| BOB 08             | 20–24 de novembro | 45 (30)                 | 1005          | Nenhum                                                                 | Nenhum      | Nenhum |                      |

### Dezembro

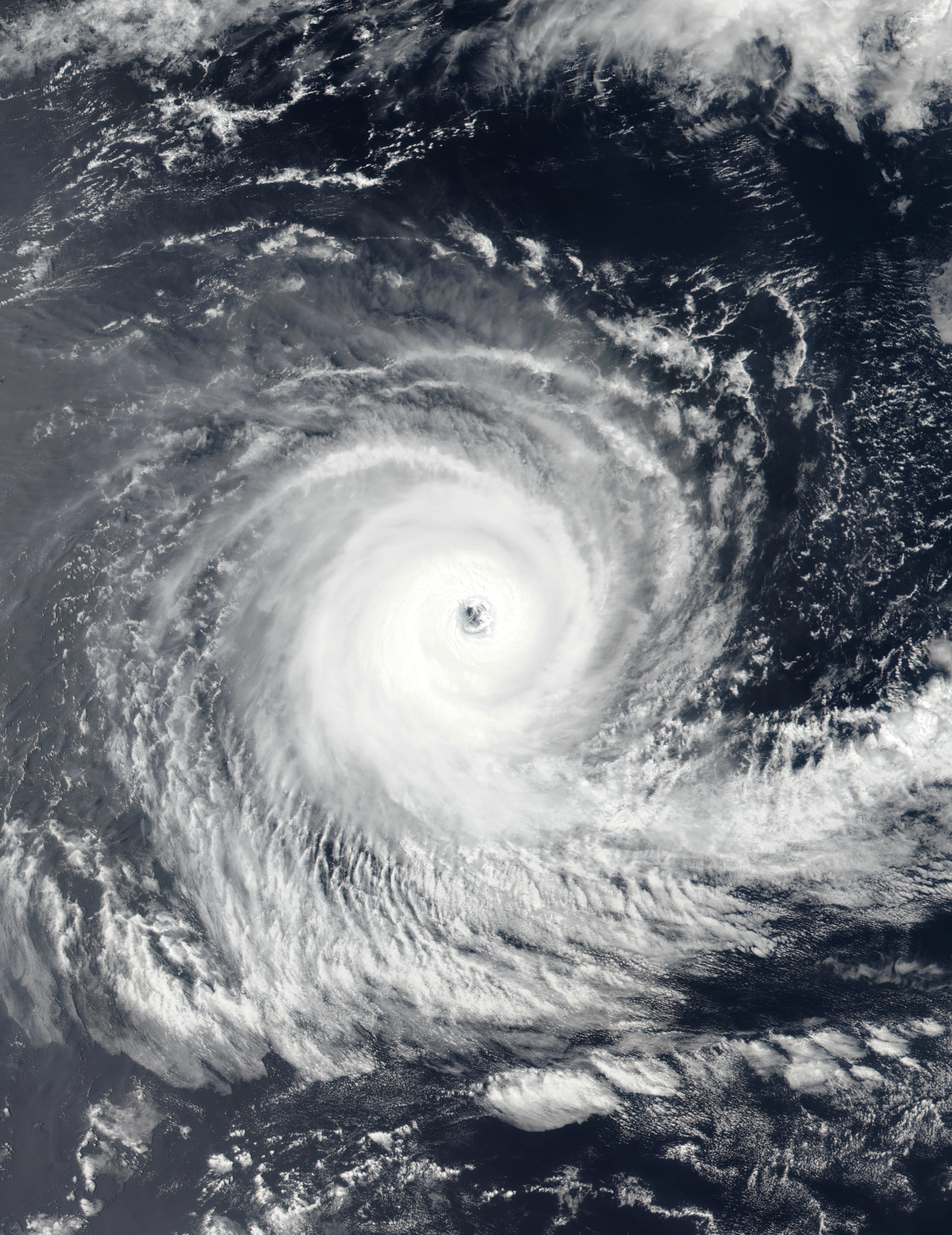
Ciclone Darian

Dezembro foi bastante inativo, apresentando sete tempestades, com quatro delas sendo nomeadas. O mês começou com a formação de Ciclone Mandous, que se formou no norte do Oceano Índico. Mandous formou-se na Baía de Bengala antes de chegar ao sul da Índia. Os remanescentes de Mandous mais tarde se regeneraram no Mar Arábico, onde foi reclassificado como ARB 03. A depressão, entretanto, não conseguiu se fortalecer devido ao cisalhamento do vento e se dissipou ao sul da Península Arábica. A bacia do Pacífico Ocidental apresentou apenas a tempestade tropical Pakhar, que passou a leste das Filipinas e se dissipou. Apesar da tempestade não ter atingido a costa, a tempestade despejou chuvas fortes em todo o país que mataram 8 pessoas na província de Tanay, Rizal. De volta à bacia do norte do Oceano Índico, outra depressão classificada como BOB 10 se formou na Baía de Bengala. A depressão viajou em muitas direções durante a sua existência e se dissipou no oeste do Sri Lanka. No Hemisfério Sul, o Ciclone Darian formou-se e viajou pela bacia da Austrália e do Oceano Índico Sul como um grande ciclone, tornando-se o primeiro grande ciclone da temporada para ambas as bacias. Além disso, Darian também foi a tempestade mais forte durante o mês. Na bacia australiana, o ciclone Ellie formou-se no Mar de Timor antes de atingir o Território do Norte na Austrália. Na bacia do Pacífico Sul, duas depressões classificadas como 01F e 02F se formaram e nenhuma delas causou danos graves.
| Nome da tempestade | Data ativo                                | Vento máximo km/h (mph) | Pressão (hPa) | Áreas afetadas                                 | Prejuízos (USD) | Mortos | Ref(s)        |
| ------------------ | ----------------------------------------- | ----------------------- | ------------- | ---------------------------------------------- | --------------- | ------ | ------------- |
| Mandous            | 6–10 de dezembro                          | 100 (65)                | 990           | Ilhas Andamão e Nicobar, Sri Lanka, Tamil Nadu | Desconhecido    | 9      | [ 68 ] [ 69 ] |
| Pakhar (Rosal)     | 10–12 de dezembro                         | 75 (45)                 | 998           | Filipinas                                      | Desconhecido    | 8      | [ 70 ]        |
| 01F                | 10–12 de dezembro                         | Desconhecido            | 1005          | Fiji                                           | Nenhum          | Nenhum |               |
| Darian             | 13–30 de dezembro                         | 220 (140)               | 920           | Ilhas Coco                                     | Nenhum          | Nenhum |               |
| ARB 03             | 14–17 de dezembro                         | 55 (35)                 | 1000          | Nenhum                                         | Nenhum          | Nenhum |               |
| Ellie              | 20 de dezembro, 2022 – 8 de janeiro, 2023 | 75 (45)                 | 986           | Território do Norte, Austrália Ocidental       | Desconhecido    | Nenhum |               |
| BOB 10             | 22–27 de dezembro                         | 45 (30)                 | 1004          | Sri Lanka                                      | Nenhum          | Nenhum |               |
| 02F                | 29–31 de dezembro                         | Desconhecido            | 999           | Nova Caledónia                                 | Nenhum          | Nenhum |               |

## Efeitos globais
Há um total de oito bacias de ciclones tropicais, sete são sazonais e uma não sazonais, portanto todas as sete bacias excepto a do Oceano Atlântico tropical sul. Nesta tabela, os dados de todas essas bacias são adicionados:
| Nome temporada                             | Nome temporada                             | Áreas afetadas | Sistemas formados | Tempestades nomeadas | Furacões | Danos (USD)      | Mortos       | Ref |
| ------------------------------------------ | ------------------------------------------ | --- | ----------------- | -------------------- | -------- | ---------------- | ------------ | --- |
| Temporada de furacões no Atlântico de 2022 | Temporada de furacões no Atlântico de 2022 | Ilhas ABC, Províncias atlânticas do Canadá, Ilhas Cayman, Colômbia, Costa Rica, Cuba, Bahamas, Bermudas, República Dominicana, Grenada, Jamaica, Ilhas de Sotavento, Nicarágua, Terra Nova, Porto Rico, Trinidade e Tobago, Ilhas Turcas e Caicos, Estados do Atlântico Sul, Venezuela, Península de Iucatã | 16                | 14                   | 8        | $120.425 bilhões | 337          | [ 72 ] [ 73 ] [ 74 ] [ 75 ] [ 76 ] [ 77 ] [ 78 ] [ 79 ] [ 80 ] [ 81 ] [ 82 ] [ 83 ] [ 84 ] [ 85 ] [ 86 ] [ 87 ] [ 50 ] [ 51 ] [ 88 ] [ 53 ] [ 46 ] [ 89 ] [ 90 ] [ 91 ] [ 92 ] [ 93 ]                                                                   |
| Oceano Pacífico Leste e Central            | Oceano Pacífico Leste e Central            | Arizona, Península Baja California, América Central, Costa Rica, El Salvador, Guatemala, Ilhas do Havaí, México, Sul México, Nicarágua, Ilhas Revillagigedo, Sul da Califórnia | 17                | 17                   | 10       | $54.2 milhões    | 26           | [ 94 ] [ 95 ] [ 95 ] [ 96 ] [ 97 ] [ 98 ] [ 99 ] [ 100 ] [ 101 ] [ 102 ] [ 103 ] |
| Oceano Pacífico Oeste                      | Oceano Pacífico Oeste                      | Alasca, Ilhas Bonin, Camboja, Ilhas Carolinas, China, Ilhas Daito, Guam, Japão, Laos, Myanmar Coreia do Norte, Filipinas, Extremo Oriente Russo, Ilhas Ryukyu, Coreia do Sul, Taiwan, Tailândia, Vietname, Ilhas Yaeyama                                                                                    | 36                | 25                   | 10       | >$3.3 bilhões    | 482          | [ 104 ] [ 105 ] [ 106 ] [ 107 ] [ 108 ] [ 109 ] [ 110 ] [ 111 ] [ 112 ] [ 113 ] [ 114 ] [ 115 ] [ 116 ] [ 117 ] [ 118 ] [ 119 ] [ 120 ] [ 121 ] [ 122 ] [ 123 ] [ 124 ] [ 125 ] [ 126 ] [ 127 ] [ 128 ] [ 129 ] [ 130 ] [ 131 ] [ 132 ] [ 133 ] [ 134 ] |
| Índico Norte                               | Índico Norte                               | Índia, Ilhas Andamão e Nicobar, Andra Pradexe, Chhattisgarh, Gujarate, Karnataka, Tamil Nadu, Orissa, Rajastão, Utar Pradexe, Bangladesh, Myanmar, Omã, Sri Lanka, Tailândia | 15                | 7                    | 3        | Desconhecido     | 79           | [ 135 ] [ 136 ] [ 137 ] [ 138 ] [ 139 ] [ 140 ] [ 141 ] [ 142 ] [ 143 ] [ 144 ] |
| Sudoeste do Oceano Índico                  | Janeiro – junho                            | Comoros, Madagáscar, Malawi, Mauritius, Moçambique, Réunion, África do Sul, Zâmbia, Zimbabwe | 13                | 12                   | 5        | $312 milhões     | 376          | |
| Sudoeste do Oceano Índico                  | Julho – dezembro                           | Nenhum | 4                 | 3                    | 1        | Desconhecido     | Desconhecido | |
| Região da Austrália                        | Janeiro – Junho                            | Ilha Christmas, Território do Norte, Queensland, Ilhas Salomão, Austrália Ocidental | 20                | 5                    | 3        | $75 milhões      | 2            | |
| Região da Austrália                        | Julho – dezembro                           | Ilhas Cocos (Keeling) | 6                 | 3                    | 1        | Desconhecido     | Desconhecido | |
| Oceano Pacífico Sul                        | Janeiro – junho                            | Ilhas Cook, Fiji, Nova Caledónia, Nova Zelândia, Niue, Ilha Norfolk, Vanuatu | 8                 | 5                    | 1        | $105 milhões     | 2            | |
| Oceano Pacífico Sul                        | Julho – Dezembro                           | Fiji | 1                 | 0                    | 0        | 0                | 0            | |
| Ciclone tropical do Atlântico Sul          | Ciclone tropical do Atlântico Sul          | Brasil, Uruguai | 1                 | 1                    | 0        | Desconhecido     | 2            | [ 145 ] [ 146 ] |
| Mundialmente                               | Mundialmente                               | (Ver acima) | 132               | 86                   | 38       | >$60,58 bilhões  | 1,301        | |